# Alternative für Deutschland
Die Alternative für Deutschland (Kurzbezeichnung AfD) ist eine rechtspopulistische und rechtsextreme politische Partei in Deutschland. Nach ihrer Gründung 2013 verpasste sie bei der Bundestagswahl 2013 knapp den Einzug ins Parlament. Bei der Europawahl 2014 gelang der AfD erstmals der Einzug in ein überregionales Parlament, das Europäische Parlament. In der Folge zog sie in alle deutschen Landesparlamente ein und nach der Bundestagswahl 2017 als drittstärkste Partei in den 19. Deutschen Bundestag. Seit der Bundestagswahl 2025 ist sie die zweitstärkste Kraft. Zu einer Regierungsbeteiligung kam es bisher weder auf Landes- noch auf Bundesebene.
Die AfD wurde 2013 als europaskeptische, wirtschaftsliberale und nationalliberale Partei gegründet. Sie vertritt heute Positionen des Nationalkonservatismus und völkischen Nationalismus ebenso wie des Neoliberalismus. Die Partei möchte den Sozialstaat abbauen, eine Sparpolitik gegenüber Investitionen priorisieren und Geringverdiener gegenüber Gutverdienern schlechterstellen. Die Partei spricht sich für eine harte Migrationspolitik aus und diskutiert auch politisch extreme Ideen wie unter Druck erfolgte Remigration mit, wie Björn Höcke es ausdrückt, „wohltemperierte[r] Grausamkeit“. Sie ist die einzige Partei im Deutschen Bundestag, die leugnet, dass die globale Erwärmung vom Menschen verursacht ist (entgegen dem wissenschaftlichen Konsens zum Thema). Zukunftsweisende Klimatechnologien möchte sie nicht fördern.
Nach mehreren internen Machtkämpfen kam es zu Austritten von gemäßigteren Führungspersonen, sodass sich die Partei über die Jahre deutlich nach rechts entwickelte. In der AfD gibt es verschiedene, teils widersprüchliche innerparteiliche Vereinigungen, informelle Parteiflügel und Einzelmeinungen. Neben vereinzelten kleineren, beispielsweise christlich-fundamentalistischen und direktdemokratischen Strömungen, haben sich innerhalb der Partei vor allem viele Mitglieder organisiert, die autoritäre, völkisch-nationalistische, homophobe, antifeministische und teilweise antisemitische und geschichtsrevisionistische Positionen vertreten. Als Sammelbecken dieser rechtsextremen Kräfte innerhalb der Partei gilt der offiziell aufgelöste, aber weiter aktive Flügel um den Thüringer Landesvorsitzenden Björn Höcke. Er konnte beispielsweise bei innerparteilichen Abstimmungen 2019 bis zu 40 Prozent der Delegierten hinter sich bringen. Mehrere Landesverbände und andere Teile der Partei unterhalten zudem Verbindungen zu neurechten Gruppierungen, beispielsweise zur rechtsextremen Identitären Bewegung.
Dieser rechtsextreme Teil der Partei gilt als nicht mehr auf dem Boden der freiheitlich-demokratischen Grundordnung Deutschlands stehend. Seit dem Jahr 2018 werden einzelne Landesverbände der Alternative für Deutschland (AfD) von den jeweils zuständigen Landesbehörden für Verfassungsschutz beobachtet. Mit Wirkung ab Anfang 2021 stufte das Bundesamt für Verfassungsschutz (BfV) die Bundespartei als rechtsextremistischen Verdachtsfall ein. Gegen diese Einstufung erhob die AfD Klage, die rechtskräftig abgewiesen wurde. Anfang Mai 2025 stufte das BfV die gesamte Partei als „gesichert rechtsextremistische Bestrebung“ ein, setzte aber wenige Tage später im Rahmen einer Stillhaltezusage diese Einstufung nach einem Eilantrag und bis zu dessen Entscheidung vorläufig wieder aus.

## Profil
Auf ihrem Gründungsparteitag am 14. April 2013 beschloss die AfD ein erstes Wahlprogramm. Im Jahre 2014 folgten politische Leitlinien, später Strategiepapiere und Resolutionen – unter anderem zur Verschärfung des Asylrechts, zur Euro- und Ausländerpolitik, zum Islamismus und zum Waffenrecht.
Anfang Mai 2016 verabschiedete die AfD auf dem Mitgliederparteitag in Stuttgart ihr Grundsatzprogramm, basierend auf einem Entwurf, der in Arbeitsgruppen unter Beteiligung von etwa 1000 Mitgliedern entstanden war.

### Europapolitik

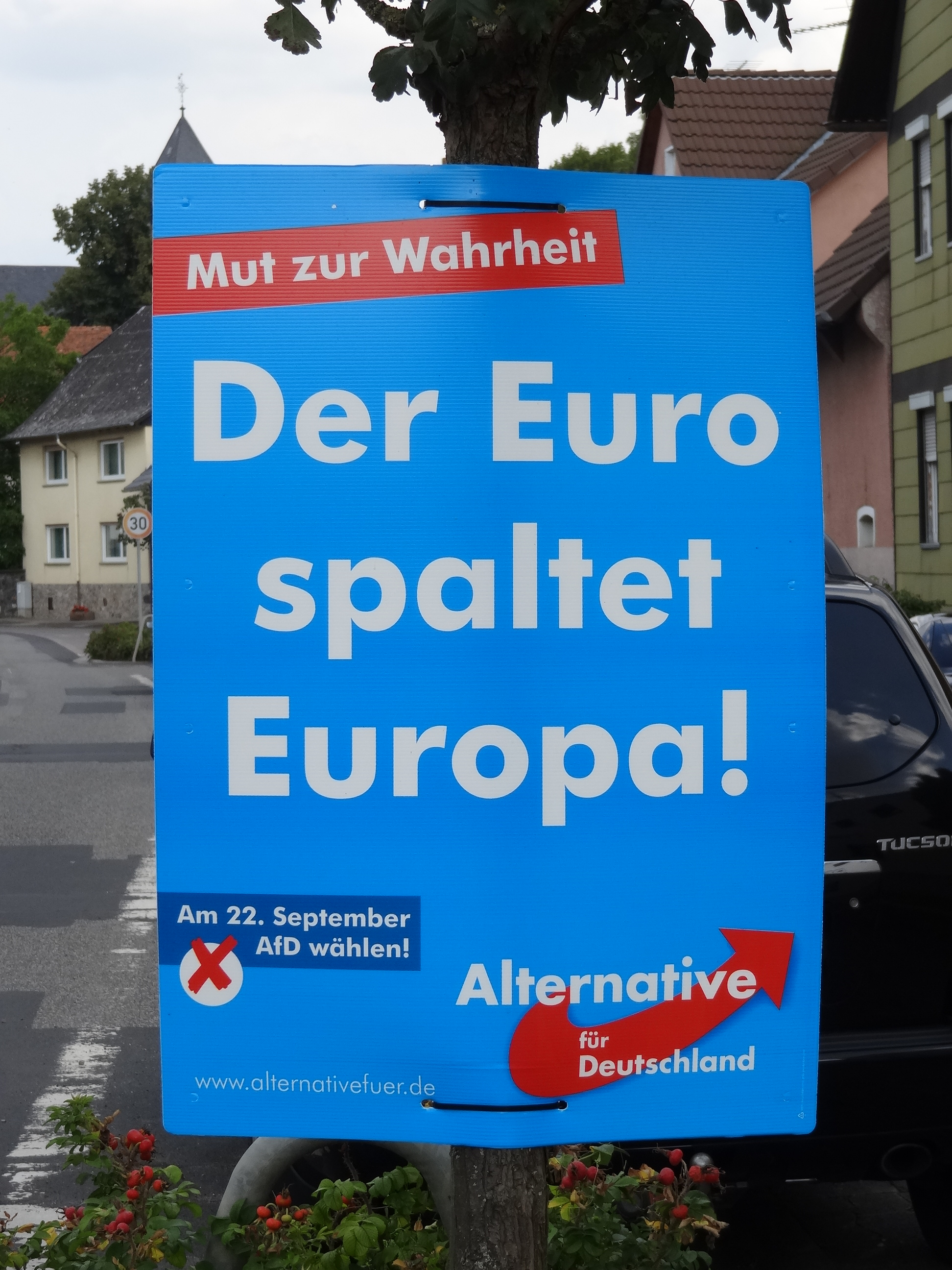
Wahlplakat der AfD zur Bundestagswahl 2013 mit einer Aussage zur Euro- und Währungspolitik

In ihrem Grundsatzprogramm von 2016 lehnte sie die Europäische Union (EU) als politisches Bündnis ab und befürwortete lediglich eine Wirtschaftsgemeinschaft ähnlich deren Vorläufer EWG. Der Euro wurde als Experiment bezeichnet, das beendet werden solle; über den Verbleib in der Eurozone wollte die Partei eine Volksabstimmung ansetzen. Von einzelnen Vertretern wird analog zum EU-Austritt des Vereinigten Königreichs ein Austritt Deutschlands aus der Union (Dexit) verlangt. Offiziell und von der Parteispitze wird ein Austritt als Ultima Ratio für den Fall betrachtet, dass grundlegende Reformen der EU ausbleiben. Wegen „mangelnder Legitimation“ der EU fordert die AfD die Renationalisierung von Politikfeldern. Eine gemeinsame Haftung der Eurozone lehnt sie ab. Haftungsrisiken aus Bürgschaften, wie bei den Euro- und Bankenrettungsmaßnahmen, sollten in der Finanzplanung ausgewiesen werden. 2024 kündigte Alice Weidel für den Fall einer AfD-Regierung ein Referendum über den Verbleib in der EU an, sollten umfangreiche Reformen der EU, die die nationale Souveränität wieder herstellen müssten, scheitern. Großbritannien habe 2016 mit seinem Brexit-Referendum „völlig richtig“ gehandelt. Das Wahlprogramm für die Europawahl 2024 nannte die EU „nicht reformierbar“ und bezeichnete sie „als gescheitertes Projekt“. Im Wahlprogramm für die Bundestagswahl 2025 verzichtete die AfD aber auf die Forderung nach einem Austritt aus der Europäischen Union (Dexit), sie sprach stattdessen von einem „Übergang von der Europäischen Union in den Bund europäischer Nationen“.

### Finanz- und Wirtschaftspolitik
Die AfD steht für eine extrem neoliberale Wirtschafts- und Finanzpolitik. Die Partei möchte den Staat in seiner Funktion als Gestalter der Märkte beschneiden und die Macht des Marktes vergrößern. Der Sozialstaat soll abgebaut werden.
Die AfD spricht sich für eine Sparpolitik und die Beibehaltung der Schuldenbremse aus. Für die Partei hat die Tilgung von Staatsschulden gegenüber Investitionen Priorität. Insbesondere Investitionen in die Dekarbonisierung der Wirtschaft lehnt sie ab. Die AfD möchte digitale Technologien national weiterentwickeln, so wird beispielsweise eine nationale KI-Forschungsförderung vorgeschlagen. Wirtschaftspolitische Konzepte zur Förderung zukunftsweisender Klimatechnologien fehlten im Wahlprogramm der Partei zur Bundestagswahl 2021. In der Wirtschaft wird die AfD als negativer Standortfaktor bei der Gewinnung von Fachkräften aus dem Ausland angesehen.
Das Steuerrecht soll nach dem Vorbild des Kirchhof-Modells gestaltet und Steuern – insbesondere für hohe Einkommen – gesenkt werden. Das Modell sieht einen Höchststeuersatz von 25 statt der aktuellen 45 Prozent vor. Die Steuereinnahmen für den Staat würden damit deutlich geringer. Die Erbschaftsteuer will die AfD abschaffen, die Gewerbesteuer überprüfen. Die Besteuerung großer Vermögen lehnt sie ab. Den Solidaritätszuschlag, der noch für Spitzenverdiener besteht, möchte sie abschaffen.
Eine Analyse des Wahlprogramms zur Bundestagswahl 2025, durchgeführt durch das Zentrum für Europäische Wirtschaftsforschung in Mannheim, ergab, dass einer Familie mit zwei Kindern und niedrigem Einkommen durch die Reformvorschläge der AfD 440 Euro im Jahr weniger zur Verfügung stünden. Eine Familie mit einem Brutto-Jahreseinkommen von 180.000 Euro würde durch die Pläne der Partei hingegen um 19.190 Euro entlastet.
Nachdem Donald Trump 2025 den Milliardär Elon Musk an der Regierung beteiligte, was von Politikern der Demokratischen Partei als Schritt zur Oligarchie kritisiert wurde, erklärte Alice Weidel, dass sie es auch in Deutschland begrüßen würde, wenn „erfolgreiche Unternehmer“ wie Elon Musk, Peter Thiel oder Theo Müller an einer Regierung beteiligt würden.

### Außen- und Verteidigungspolitik
Das verabschiedete außenpolitische Programm der AfD ist fragmentarisch. Außenpolitik erscheint in erster Linie auf Europa bezogen zu sein, im Sinne einer Abwehr des als europäischer „Überstaat“ gesehenen „Brüsseler Zentralismus“, die Kompetenzabgabe zugunsten der Europäischen Union erscheint als Gefahr für die nationale Souveränität.
Die AfD positioniert sich seit Jahren für eine enge Zusammenarbeit mit Russland, die Europäische Union oder die Vereinigten Staaten werden hingegen skeptisch bis ablehnend gesehen. Bereits 2013 verfasste Alexander Gauland ein Papier, das Verständnis für Russlands Wunsch nach einer Wiedergewinnung der Krim äußerte und den Verlust des „heiligen Kiews“ mit einem Verlust Kölns für Deutschland verglich. Man solle sich am Rückversicherungsvertrag Bismarcks orientieren: „Das Verhältnis zu Russland sollte uns immer eine sorgfältige Pflege wert sein. Wir Deutschen vergessen manchmal, dass Russland an entscheidenden Wegmarken der deutschen Geschichte positiv Pate gestanden und Preußen vor dem Untergang bewahrt hat.“ In einer Wahlkampfrede 2017 nannte er Russland ein „christliches Bollwerk gegen eine islamische Landnahme“, für Putins tatsächlich erfolgte Landnahme der Krim hingegen äußerte er 2014 Verständnis („Einsammeln russischer Erde“). Im Bundestagswahlprogramm von 2017 wurde eine verstärkte ökonomische Zusammenarbeit mit Russland und dessen Aufnahme in eine nicht weiter erklärte Sicherheitsstruktur gefordert, gleichzeitig wurde die Türkei als kulturell inkompatibel mit Europa bezeichnet und ihr Ausschluss aus der NATO gefordert. Zwar verurteilte die AfD-Fraktion im Bundestag den 2022 erfolgten Überfall Russlands auf die Ukraine als Bruch internationalen Rechts, forderte aber 2023 einen Waffenstillstand und eine OSZE-Truppe für die von Russland besetzten Gebiete. Auf die ukrainische Regierung solle so eingewirkt werden, dass „die politische, militärische und finanzielle Unterstützung der Ukraine an die Verhandlungsbereitschaft Kiews zu ernsthaften Friedensgesprächen“ geknüpft werde, Russland wurde hingegen nur zu „Gesprächsbereitschaft“ aufgefordert. Im Wahlprogramm für die Europawahl 2024 wurde eine Aufhebung der Sanktionen gegen Russland zwecks preisgünstiger Energieversorgung Deutschlands und die Reparatur der Nordstream-Leitung verlangt. Auch unter AfD-Anhängern werden die gegen Russland verhängten Sanktionen ganz überwiegend abgelehnt, dasselbe gilt für Waffenlieferungen an die Ukraine. Die Partei betont die wirtschaftlichen Härten (etwa durch gestiegene Energiepreise) für die deutsche Bevölkerung, für die sie Bundesregierung und die Vereinigten Staaten verantwortlich macht und verbindet das mit ihrer wohlwollenden Position gegenüber Russland. Tino Chrupalla bezweifelte Ende 2024 Deutschlands Souveränität gegenüber den Vereinigten Staaten und forderte, dass Deutschland anerkennen solle, dass Russland den Krieg in der Ukraine gewonnen habe. Der Nutzen einer weiteren NATO-Mitgliedschaft Deutschlands sei danach zu bewerten, ob auch die Interessen Russlands berücksichtigt würden. Seine Ko-Sprecherin Alice Weidel hatte bereits 2022 in einem Interview mit dem Deutschlandfunk gefordert, die Gebietsverluste der Ukraine sollten akzeptiert werden, gegen Deutschland werde mit den Sanktionen ein „Wirtschaftskrieg“ geführt. 2024 hielt sie fest „dass die Ukraine nicht zur Europäischen Union gehört und zu Europa.“ 2025 sagte sie in einem Interview mit einer amerikanischen Zeitschrift, dass Deutschland nicht souverän sei, sondern eine „Kolonie“ der Vereinigten Staaten, die Deutschen ihre „Sklaven“ und der „Kriegswahn“ gegen Russland staatlich „verordnet“ werde. Es sei Selenskyi, der dem Frieden im Weg stehe, führte sie bei Markus Lanz aus, dass Tino Chrupalla ihn einen „Bettelpräsidenten“ genannt habe sei „inhaltlich richtig“. Im Bundestagswahlprogramm 2025 tauchte keine Verurteilung des Angriffskrieges Russlands auf (mit einem entsprechenden Antrag aus der AfD Hessen hatte sich der Parteitag in Riesa erst gar nicht befasst), stattdessen wurde die Aufhebung der Wirtschaftssanktionen und die „Wiederherstellung des ungestörten Handels mit Russland“ und stärkere Beziehungen mit der (von Russland dominierten) Eurasischen Wirtschaftsunion verlangt.
Die Hinwendung zu Russland hängt laut dem Historiker Ilko-Sascha Kowalczuk damit zusammen, dass die AfD-Anhängerschaft in Russlands autoritärem Führungsstil und Ablehnung der modernen Gesellschaft ein Vorbild sehe. Mit Russland eint sie die Haltung zu Migration und Islam, die Ablehnung der Vielfalt der Geschlechter und Skepsis gegenüber der LGBTQ-Bewegung. So bezeichnete Björn Höcke Russland auch als „Vorkämpfer“ für seine Vorstellung von der Welt.
In ihrem verteidigungspolitischen Konzept von 2019 forderte die AfD-Bundestagsfraktion eine „Restauration der Bundeswehr“ durch Wiedereinführung der Wehrpflicht, Einsätze im Inneren und für den Grenzschutz sowie Konzentration auf die Landes- und Bündnisverteidigung. Außerdem sollen ein deutscher Generalstab, eine eigene Wehrgerichtsbarkeit und ein neues Traditionsverständnis eingeführt werden. Das „militärische Selbstverständnis und das Traditionsbild der deutschen Streitkräfte dienen der Befähigung und der Motivation jedes einzelnen Soldaten zum unerbittlichen Kampf im Gefecht“. Eine gemeinsame EU-Armee wird abgelehnt. Die tatsächliche Position der AfD ist allerdings gespalten. Signifikante Akteure in der Partei wie Björn Höcke und Tino Chrupalla stehen der Wiedereinführung der Wehrpflicht ablehnend gegenüber, da diese nach dem Überfall auf die Ukraine eine deutliche Frontstellung gegen Russland unter Putin hätte und gerade in Ostdeutschland unpopulär wäre. Höcke verlangte, dass vor einer Wiedereinführung der Wehrpflicht „Traditionen, soldatisches Ethos und Patriotismus regeneriert werden“, er befürchte dass „EUrokraten“ die wenigen noch vorhandenen jungen Deutschen für „Geld- und Rohstoffinteressen eines kleinen Machtzirkels“ in einen Krieg gegen Russland schicken würden. Rüdiger Lucassen hingegen steht für jenen Teil der AfD, der eine umgehende Rückkehr zur Wehrpflicht fordert. Alice Weidel forderte im Bundestagswahlkampf 2025 noch eine zweijährige Wehrpflicht, hält sich aufgrund der unterschiedlichen Meinungen in der Partei seither aber bedeckt.
Inwieweit und ob Deutschland von Russland militärisch bedroht wird, wird in der Partei nicht einheitlich beantwortet. Während Hans-Thomas Tillschneider in Putin „keinerlei Gefahr für Deutschland oder Europa“ sieht, solange man nicht „durch offensive Unterstützung des Selenskyj-Regimes die Konfrontation mit Russland“ suche, fordert Rüdiger Lucassen angesichts der Gefahrenlage, dass Deutschland eigene Atomwaffen anschaffen solle.

### Umwelt- und Klimapolitik
Die Positionen der AfD basieren auf einer grundsätzlichen Klimawandelleugnung, die seit 2016 im Grundsatzprogramm der Partei festgehalten ist. Das AfD-Programm zur Bundestagswahl 2013 enthielt noch keine Aussagen zur globalen Erwärmung. Das AfD-Programm zur Europawahl 2014 bezeichnet wissenschaftliche Untersuchungen zum Klimawandel als „unsicherheitsbehaftet“. CO2-Reduktion und internationale Klimaabkommen wurden damals von der AfD noch nicht völlig abgelehnt (Zitat aus dem Europawahlprogramm 2014: „Um dem Vorsichtsprinzip Rechnung zu tragen, kann aber im Rahmen internationaler Abkommen eine graduelle Reduktion von CO2-Emissionen vereinbart werden.“). Im Grundsatzprogramm der AfD von 2016 wird die Klimaschutzpolitik grundsätzlich abgelehnt. Diese beruhe auf hypothetischen Klimamodellen, die auf computergestützten Simulationen des IPCC basierten; seit Ende der 1990er Jahre habe jedoch kein Temperaturanstieg mehr stattgefunden (angebliche „Pause der globalen Erwärmung“), eine Annahme, die durch die neuen Temperaturrekorde ab 2014 widerlegt wurde. CO2 ist nach Auffassung der AfD „kein Schadstoff, sondern ein unverzichtbarer Bestandteil des Lebens“. Das Erneuerbare-Energien-Gesetz, das Erneuerbare-Energien-Wärmegesetz und die Energieeinsparverordnung sollen ersatzlos abgeschafft und die Laufzeit deutscher Kernkraftwerke verlängert werden. Im EU-Parlament lehnte die AfD alle Vorschläge zum Klimaschutz seit dem Übereinkommen von Paris im Dezember 2015 ab (Stand Februar 2019). Alexander Gauland nannte im September 2019 die Kritik an der Klimaschutzpolitik der Bundesregierung neben den Themen Euro und Zuwanderung das dritte zentrale Thema der AfD. Im Programm zur Europawahl 2019 schrieb die Partei, „in allen Klimazonen der Erde“ wandle sich das Klima „naturgesetzlich, seitdem die Erde besteht“. Ein „konstantes Klima über längere Zeiträume“ gebe es nicht. Man bezweifle „aus guten Gründen, dass der Mensch den jüngsten Klimawandel, insbesondere die gegenwärtige Erwärmung, maßgeblich beeinflusst hat oder gar steuern könnte“.
Die im „Bundesfachausschuss Energiepolitik“ erarbeitete Energiepolitik der AfD wurde von Mitgliedern der Lobbyorganisation „Europäisches Institut für Klima und Energie“ mitgestaltet, die die menschengemachte Erderwärmung bestreitet.
Die AfD sieht die Energiewende als eine Gefahr für die deutsche Energiesicherheit an und warnt, dass es zu Blackouts kommen könnte. Daher setzt sich die Partei für eine Weiternutzung von Kohle sowie Atomkraft ein. Der Atomausstieg solle rückgängig gemacht und im Bereich Kernenergie/Atomreaktoren geforscht werden. Zudem sei Braunkohle als einziger heimischer grundlastfähiger Energieträger für die deutsche Energiesicherheit und -unabhängigkeit zentral. Die AfD lehnt daher den Kohleausstieg ab. Zudem spricht sie sich für die Erforschung von Fracking aus und lehnt eine CO2-Steuer ab. In einem Anfang September 2023 präsentierten Sofort-Programm stellt die AfD bei einer Regierungsübernahme die „sofortige Reparatur und Inbetriebnahme“ der zerstörten Erdgasleitungen Nord Stream 1 und 2, die russisches Gas nach Deutschland befördern, in Aussicht, ebenso solle „das völlig unnötige Verbrennerverbot“ rückgängig gemacht werden.
Die AfD forderte 2019 eine Bekämpfung „invasiver Arten“, weil diese eine Gefahr für die heimischen Pflanzen und Tiere seien. Der Wolfsbestand in Deutschland solle „vernünftig“ reguliert werden.
Im Wahlprogramm zur Bundestagswahl 2021 griff die Partei die Verschwörungserzählung auf, dass das „Ziel der Bundesregierung, die CO2-Emissionen faktisch auf null zu senken“, zu einem „radikalen Umbau von Industrie und Gesellschaft (‚Die Große Transformation‘/‚The Great Reset‘)“ führen werde. An anderer Stelle hieß es: „Nicht Verzicht, Rückschritt und Sozialismus“ hätten „die Umweltbelastungen seit Jahrzehnten reduziert“.

### Familien- und Geschlechterpolitik
Die AfD vertritt in der Geschlechterpolitik konservativ-antifeministische Positionen und lehnt Gleichstellungspolitik sowie Gender-Mainstreaming ab. Dabei stützt sie sich unter anderem auf christlich-fundamentalistische und völkische Vorstellungen. Fragen der Demografie erachtet die AfD als relevant. Sie tritt für die traditionelle Familie aus Mann und Frau ein und wendet sich sowohl gegen Frauenquoten als auch gegen eine vermeintliche Aufhebung der Geschlechtsidentitäten. Aufmerksamkeit erregt die AfD durch Kampagnen wie „Stoppt den Gender-Wahn“ vor allem in den sozialen Medien. Die Landtagsfraktionen der Partei wandten sich 2016 in der Magdeburger Erklärung gegen die Sexualaufklärung in Kindergarten und Grundschule und speziell gegen die Aufklärung über sexuelle Vielfalt. Teile der Lebensschutz-Bewegung finden hier Anknüpfungspunkte und nehmen vor allem in den süddeutschen Landesverbänden Einfluss auf die Partei. Im süddeutschen Raum ist die AfD auch an Anti-Gender-Bewegungen wie der „Demo für alle“ beteiligt.
In ihrem Programm fordert die AfD an mehreren Stellen die Abschaffung des Genderns, in einer Resolution von 2016 explizit die Abschaffung einer geschlechtergerechten Sprache und „die Rückkehr zum generischen Maskulinum sowie den Verzicht auf alle gender-ideologischen Wendungen (erkünstelte Gerundium-Formen, überflüssige männlich-weibliche Doppelformen usw.)“.
Die AfD bedient in der Ansprache homosexueller Wähler homonationalistische Narrative, indem sie argumentiert, LGBT-Rechte würden durch Migranten und Muslime bedroht. Dadurch – und durch die Betonung von bedrohten Frauenrechten – kann sie sich selbst einen liberalen Anschein geben, während ihre tatsächlichen Einstellungen zu Homosexualität und Emanzipation sowie zur LGBT-Bewegung insgesamt weiterhin illiberal sind.

### Arbeitspolitik
Die Arbeitspolitik soll nach den Vorstellungen der AfD zu den nationalen Aufgaben der EU-Mitgliedstaaten gehören. Seit 2016 spricht sie sich für die Beibehaltung des Mindestlohns aus, ohne dabei jedoch eine konkrete Höhe zu nennen, die er betragen müsse. Gleichzeitig lehnte sie eine weitere Erhöhung des Mindestlohns ab. Mitglieder des Parteivorstandes, wie ehemaliges Mitglied Jörg Meuthen, äußerten sich auch danach noch kritisch zum Mindestlohn und schlugen stattdessen eine staatliche Aufstockung des Lohnes und damit eine Quersubventionierung von Niedriglöhnen durch den Steuerzahler vor. Vor der Europawahl 2014 lehnte die AfD einen flächendeckenden Mindestlohn noch ab; er könne diese Absicherung nicht leisten und gefährde Arbeitsplätze.
Trotz Fachkräftemangel in Deutschland fordert die Partei eine strikte Begrenzung der allgemeinen Zuwanderung. Die Anwerbung von Fachkräften soll vorrangig aus kulturell nahestehenden europäischen Nachbarländern kommen. Geflüchtete sollten dafür vorbereitet werden, in ihre Heimatländer zurückzukehren, anstatt auf dem deutschen Arbeitsmarkt zu arbeiten. Des Weiteren setzt z. B. das Wahlprogramm der AfD Hessen auf ökonomische Anreize, um die Geburtenrate zu erhöhen. Jedoch wären die Auswirkungen erst in etwa 20 Jahren spürbar.
Bezüglich der Schwerbehinderten-Ausgleichsabgabe plädiert die Partei gegen gesetzlich festgelegte Abgabenhöhen und spricht sich für Zahlungen an Arbeitgeber aus. Bei der Bundestagsabstimmung zur aktuellen Regelung enthielt sich die AfD-Fraktion.

### Sozialpolitik
Die Sozialpolitik soll nach den Vorstellungen der AfD zu den nationalen Aufgaben der EU-Mitgliedstaaten gehören. Auf dem Sozialparteitag im Jahr 2020 wurde ein Sozialprogramm verabschiedet, insgesamt existierten sieben unterschiedliche Konzepte.
Unter allen im Bundestag vertretenen Parteien befürwortet die AfD die stärksten Kürzungen von Sozialleistungen. Zum Beispiel soll das Bürgergeld auf sechs Monate begrenzt werden, und Langzeitarbeitslose sollen zu „Bürgerarbeit“ zwangsverpflichtet werden. Die Partei ist zudem gegen stärkeren Mieterschutz.
Das Rentenkonzept der Thüringer AfD von Björn Höcke sah beispielsweise vor, die Beitragsbemessungsgrenze zunächst beizubehalten.
Laut dem Eckpunktepapier Alterssicherung plant die AfD, das feste Renteneintrittsalter abzuschaffen und stattdessen die Rente erst nach 45 Beitragsjahren zu gewähren. Ein vom damaligen Parteichef Jörg Meuthen vertretenes Konzept sah die Abschaffung der gesetzlichen Rente vor, die durch eine steuerfinanzierte Grundrente knapp oberhalb der Existenzsicherung ersetzt werden sollte. Der Leitantrag zur Rentenpolitik, der beim Parteitag 2020 verabschiedet wurde, sieht unter anderem einen flexiblen Renteneintritt vor und eine Besserstellung von Geringverdienern. Außerdem sollen Familien mit Kindern stärker bevorzugt werden und Selbstständige und Politiker in die gesetzliche Rentenversicherung einbezogen werden. Die Finanzierung solle über Steuermittel gewährleistet werden. Ziel sei es weiterhin, durch eine höhere Geburtenrate die demografischen Herausforderungen ohne Einwanderung zu bewältigen. Darüber hinaus soll die private Vorsorge stärker gefördert werden. Die bisherigen Modelle einer privaten Vorsorge (Rürup- und Riester-Rente) sollen durch flexiblere und unbürokratischere Modelle ersetzt werden. Modelle, die unter anderem vom damaligen Parteichef Jörg Meuthen eingebracht wurden, wie etwa ein Staatsbürgergeld, negative Einkommenssteuer und andere Grundeinkommensmodelle, wurden vom Parteitag abgelehnt.
Die Positionierung in der Sozialpolitik ist folglich unklar. Gewichtige Politiker der Partei wie Maximilian Krah und Björn Höcke signalisieren Basis und Wählern, dass sie am Sozialstaat festhalten wollen, dass dieser aber fortan ethnisch exklusiv verstanden werden solle. Der Publizist der Neuen Rechten, Benedikt Kaiser (u.a Mitarbeiter des AfD-Bundestagsabgeordneten Robert Teske) nennt dies einen „solidarischen Patriotismus“. Die Finanzierungsprobleme des Sozialstaates werden durch Migration erklärt, ihre Lösung liegt dementsprechend in einem Ausschluss von Migranten aus dem Empfängerkreis. Krah etwa behauptet (ohne Beleg), dass 50 % der Grundsicherung an Ausländer gehen würde, der Sozialstaat wirke als „Einwanderungsmagnet“. Björn Höcke sieht die Verteilungsproblematik nicht mehr in einem Ausgleich nach Einkommen und Vermögen: „Die soziale Frage der Gegenwart ist nicht primär die Verteilung des Volksvermögens von oben nach unten, unten nach oben, jung nach alt oder alt nach jung. Die neue deutsche Soziale Frage des 21. Jahrhunderts ist die Frage nach der Verteilung des Volksvermögens von innen nach außen.“
Beim Thema Inklusion von Kindern mit Behinderungen in Regelschulen sprach sich die Partei in der Vergangenheit für eine Rückkehr zu einer separaten Beschulung in Förderschulen aus. Björn Höcke, Fraktionsvorsitzender der AfD Thüringen, forderte, die inklusive Bildung, die er als „Ideologieprojekt“ bezeichnet, zu beenden, und vertritt in diesem Punkt auch das bundesweite Parteiprogramm.

### Migrations- und Asylpolitik, Haltung zu Deutschen mit Migrationshintergrund

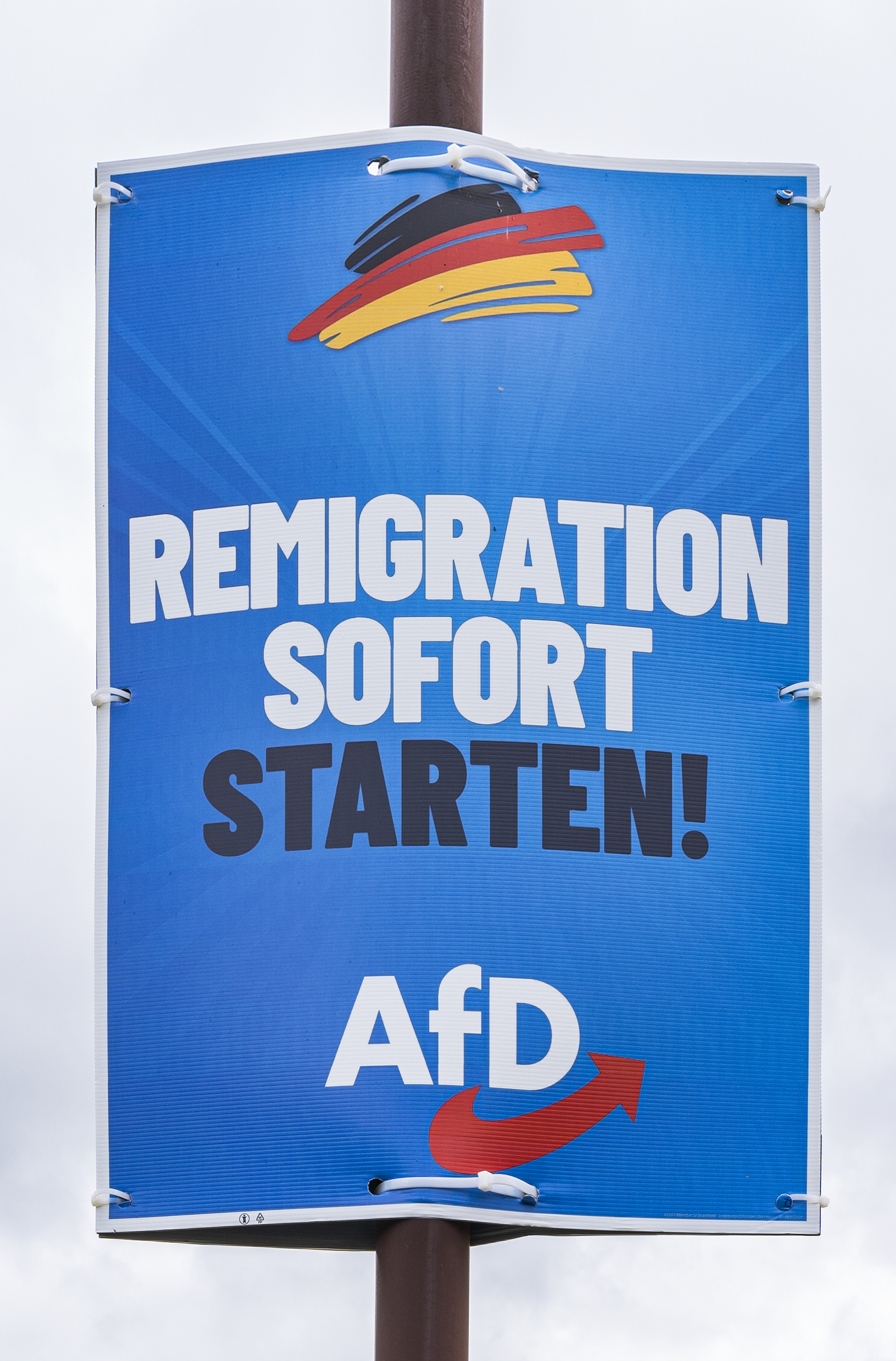
Wahlplakat der AfD mit einer Forderung zur Migrationspolitik zur Europawahl 2024

Ursprünglich als europakritische Wirtschaftspartei gegründet, fand die AfD in Zuwanderung und Migrationsfragen ihr eigentliches Kernthema, das ihren Aufstieg ermöglichte.

#### Anfangszeit
In ihrem ersten, auf dem Gründungsparteitag 2013 beschlossenen Wahlprogramm hatte die AfD sowohl eine großzügigere Asyl- als auch eine strengere Einwanderungspolitik gefordert. In den folgenden Jahren rückte die Forderung nach Begrenzung der Einwanderung zum zentralen Thema der Partei auf. Als Reaktion auf die stark steigenden Flüchtlingszahlen legte der Bundesvorstand Anfang September 2015 ein Strategiepapier zur Migrations- und Asylpolitik vor. Darin fordert die Partei die Wiedereinführung von Kontrollen an den deutschen Grenzen, ein 48-Stunden-Asylverfahren in Grenznähe und die Abschaffung des sogenannten „Taschengelds“ für Asylbewerber. Zudem sollen Menschen aus Staaten, die als sichere Herkunftsländer eingestuft werden, keinen Asylantrag mehr stellen dürfen.
Im November 2015 verabschiedete der Bundesparteitag eine Resolution, in der die Partei eine Unterordnung des Asylrechts unter die Sicherheit des Staates und seiner Bevölkerung forderte, sowie Obergrenzen bei der Aufnahme von Flüchtlingen und eine Abschaffung des Familiennachzugs.
Die Positionen in der Einwanderungs- und Ausländerpolitik werden 2016 dennoch noch als ambivalente und widersprüchliche Mischung aus konservativem und neoliberalem Verständnis beschrieben: Einerseits werde von der AfD die Bedeutung der Niederlassungsfreiheit, aber auch der Arbeitnehmerfreizügigkeit in Europa betont; „qualifizierte“ und „integrationswillige“ Einwanderung nach kanadischem Vorbild werde bejaht. Andererseits knüpfe man an „rassistisch konnotierte Diskurse“ an, denen zufolge Migranten „sich der Integration verweigern und es nur darauf absehen würden, durch firmierte Selbstständigkeiten unrechtmäßig Sozialleistungenzu beziehen“. Die AfD fordere „klare Kriterien“ für Einwanderung; eine „Zuwanderung in die deutschen Sozialsysteme“ lehne man ab. Nur wer Sozialversicherungsbeiträge zahle, könne auch Nutznießer von Arbeitslosen- und Kindergeld sein. Jedoch sollte Asylbewerbern in Deutschland ein Arbeitsrecht gewährt werden. Somit  „unterschieden sich ihre Forderungen jedenfalls in Teilen von klassischen Abwehr- und Überfremdungsrhetoriken“.

#### Verschärfung
Die Position der AfD zur Einwanderung verschärfte sich jedoch im Gefolge der Flüchtlingskrise und Angela Merkels Umgang mit ihr deutlich. Alexander Gauland nannte die Flüchtlingswelle 2015 wörtlich ein „Geschenk für uns“ und „sehr hilfreich“. Im Wahlprogramm von 2017 rückten europapolitische Vorstellungen in den Hintergrund, an ihre Stelle trat eine Abwehr und Oppositionshaltung zur  Migrationspolitik, deren Wählermobilisierungsmöglichkeiten von der AfD erkannt und genutzt wurden. Gefahren der Migration wurden betont, rhetorische Ausfälle (wie Alexander Gaulands Behauptung, Leute würden nicht neben Jerome Boateng wohnen wollen) rechneten auf die folgenden Empörungswellen. Die Flüchtlinge trafen in der Gesellschaft auf kulturelle Vorbehalte und traten auch sozioökonomisch für viele als Konkurrenz auf. In der „Zunahme der – zum Teil irregulären – Migration dürfte der wesentliche Faktor für den Erfolg der AfD liegen“.
Nach einer Analyse im September 2017 von Human Rights Watch fordert das Wahlprogramm der AfD in der Migrationspolitik eine verschärfende Grundgesetzänderung und möchte das Genfer Abkommen über die Rechtsstellung der Flüchtlinge überarbeitet sehen, um es „an die Bedrohung Europas durch Bevölkerungsexplosionen und Migrationsströme“ anzupassen.
Von Migranten (vor allem von muslimischen Migranten) ausgehende Kriminalität wird stark thematisiert. Eine 2019 veröffentlichte Analyse der von der AfD herausgegebenen Pressemitteilungen (Mitteilungen der Fraktionen, der Bundespartei, der Landesparteien) ergab, dass in ihnen stark die von Migranten begangene Kriminalität betont wird und das Tatmittel Messer regelmäßig mit Einwanderern („Immer wieder sind es Syrer und Afghanen, die in diese Straftaten verwickelt sind.“) und der „katastrophalen Flüchtlingspolitik“ korreliert wird. Statistiken und Berichten der Polizei wird misstraut, AfD-Pressemitteilungen bezweifeln, dass die ganze Wahrheit über Täter und ihren Hintergrund veröffentlicht wird. Tatverdächtige mit deutscher Staatsbürgerschaft kommen – entgegen polizeilichen Erkenntnissen (nach denen diese mit 65,5 % der Verdächtigen die Mehrheit stellen) in AfD-Mitteilungen selten vor, ausländische Tatverdächtige mit europäischen Staatsbürgerschaften ebenfalls, selbst dann wenn sie in der Polizeistatistik häufig vertretenen Herkunftsgruppen (wie bspw. Russen) angehören. Tatverdächtige aus Syrien, dem Irak und Afghanistan werden in 5,2 % der Fälle von der Polizei als Verdächtige genannt – in den Mitteilungen der AfD hingegen zu 47 %. Clankriminalität ist ein weiterer Schwerpunkt. Extremistische Straftaten von Islamisten und Linken werden prominent benannt (insbesondere wenn linksextreme Straftaten sich gegen die AfD richten), rechtsextremistische Straftaten werden erwähnt, aber „überwiegend“ um die Verdächtigen zu entlasten.
Hatte die AfD anfangs auf die Einwanderungspolitik Kanadas mit ihrer Steuerung nach Qualifikation verwiesen, kam sie in der Folge davon ab. Im Bundestagswahlprogramm 2021 führte sie aus, dass es den behaupteten Fachkräftemangel gar nicht gäbe, das sei ein „konstruiertes Narrativ der Industrie- und Wirtschaftsverbände sowie anderer Lobbyvereine“. Björn Höcke plädierte auf dem entsprechenden Wahlparteitag für das „japanische Modell“, das auf Einwanderung weitgehend verzichte und der Parteitag nahm es ins Programm auf. Die Ausrichtung an der Einwanderungspolitik Japans reflektierte vorausgegangene Diskussionen in neu-rechten Kreisen, etwa in der Zeitschrift Sezession. Jan Moldenhauer hatte in Texten die Position vertreten, dass Japan seine Politik an Identitätsbewahrung ausrichte und Einwanderung darum weitgehend unterbinde.
Mandatsträger der AfD äußern auch extremere Positionen zur Migrationspolitik und zur Stellung von Deutschen mit Migrationshintergrund. Alexander Gauland äußerte über Aydan Özoğuz, nachdem diese bestritten hatte, dass man eine deutsche Kultur jenseits der Sprache ausmachen könne, man könne sie „in Anatolien entsorgen“, sie habe weder „weder etwas in der Bundesregierung verloren noch in Deutschland“. Alice Weidel sprang Gauland zur Seite, Özoğuz sei als Integrationsbeauftragte der Bundesregierung ungeeignet und Gaulands Auffassung, sie gehöre in die Türkei, könne sie „unterschreiben“. 2018 hielt Gauland fest, es sei „kein Rassismus“, wenn er sage: „Die Türken gehören nicht zu uns“. Björn Höcke sah 2018 in seinem Buch Nie zweimal in denselben Fluss einen „Volkstod durch den Bevölkerungsaustausch“ und forderte die Säuberung Deutschlands von „kulturfremden“ Menschen. Dazu sei ein „groß angelegtes Remigrationsprojekt notwendig“. Dieses wäre wohl nur mit Gewalt zu schaffen. Man komme vermutlich nicht um eine Politik der „wohltemperierten Grausamkeit“ herum, - und man werde dabei „leider ein paar Volksteile verlieren“, welche „zu schwach oder nicht willens sind“ diesen Kurs mitzutragen. Man müsse Maßnahmen durchführen, die dem „moralischen Empfinden“ widersprechen. Die Bundestagsabgeordnete Christina Baum forderte die Einführung eines Wahlrechtes „nach Abstammung“, sonst würden „in Zukunft Özdemirs und Özuguzes die politischen Entscheidungen in Deutschland herbeiführen – aller Voraussicht nach gegen den Willen der ethnischen deutschen Bevölkerung“. Rhetorisch findet sich in der AfD wiederkehrend eine Abgrenzung von Deutschen und „Passdeutschen“, - was auf ein Volksverständnis hindeutet, das  „allein auf ethnischen Kategorien beruht“. Der Bundestagsabgeordnete René Springer äußerte sich 2024 zum Thema Remigration nach einem Treffen von Rechtsextremisten auf der Plattform X: „Wir werden Ausländer in ihre Heimat zurückführen. Millionenfach. Das ist kein Geheimplan. Das ist ein Versprechen.“ Auch Stephan Protschka (MdB), Gerrit Huy (MdB), Roger Beckamp (MdB), Matthias Helferich (MdB) und Hans-Christoph Berndt (MdL Brandenburg, Fraktionsvorsitzender) bestätigten dieses Vorhaben. Anfang 2024 suchte die Parteispitze sich öffentlich von Teilen dessen, was nach Medienberichten zuvor Parteipolitiker bei einem Treffen mit Rechtsextremisten (darunter Martin Sellner) in Potsdam diskutiert hatten und nach Correctiv-Recherchen in die Öffentlichkeit gelangt war, zu distanzieren. Man plane nicht die Abschiebung von Staatsbürgern, sondern verstehe unter Remigration „alle Maßnahmen und Anreize zu einer rechtsstaatlichen und gesetzeskonformen Rückführung ausreisepflichtiger Ausländer in ihre Heimat“. Kurz zuvor allerdings hatte Alice Weidel auf Telegram sich noch anders geäußert und gefordert, den Entzug der Staatsbürgerschaft zu ermöglichen: Die Unmöglichkeit, Straftäter abzuschieben, „weil sie eben auch die deutsche Staatsbürgerschaft besitzen, ist aufzuheben“. In der Winterklausur 2025 beschloss die Landtagsfraktion der AfD-Bayern, eine „umfassende Remigration“ anzustreben. Katrin Ebner-Steiner konkretisierte auf Nachfrage, dass das auch sämtliche ukrainischen Flüchtlinge einschließe und zwar baldmöglichst, eigentlich „auch jetzt schon“. Die Ukraine habe für diese „genügend Gebiete“. Man komme so auf etwa zwei Millionen Abzuschiebende.
Die diskutierte Größenordnung des „Remigrationsprojektes“ insgesamt liegt bei 16 bis 25 Millionen betroffenen Personen. Höcke erklärte im Dezember 2023 bei einem Stammtisch: „Wir werden auch ohne Probleme mit 20, 30 Prozent weniger Menschen in Deutschland leben können.“ Maximilian Krah erläutert in seinem Buch Politik von rechts, zu dem Alexander Gauland das Vorwort beisteuerte:

„Das werden in Deutschland prognostisch über 25 Millionen Menschen sein, davon deutlich über 15 Millionen deutsche Staatsangehörige. […] Die Remigration der nicht Integrationswilligen und -fähigen kann nur in großer Zahl gelingen, wenn sie kooperieren. Hierzu müssen die richtigen Anreize gesetzt werden.“

Matthias Quent wies darauf hin, dass dem von der AfD verwendeten Begriff der „Remigration“ eine „kalkulierte Ambivalenz“ innewohne. Hinter dem Begriff verberge sich in Wirklichkeit die Forderung nach Deportation von Menschen unabhängig von ihrer Staatsbürgerschaft. Nach außen zu ihren Kritikern könne aber darauf verwiesen werden, dass damit bloß die konsequente Abschiebung krimineller und „irregulärer“ Ausländer gemeint sei. Auch der Politologe Philipp Adorf betont, dass die AfD beim Remigration-Begriff bewusst vage bleibe, um einem Verbotsverfahren keine Argumente zu liefern. Eine direkte Forderung nach Ausweisung „nicht assimilierter“ deutsche Staatsangehöriger fände sich daher nicht im Parteiprogramm.
Im Mai 2025 forderte die AfD in einer Bundestagsdebatte über das Staatsbürgerschaftsrecht weitgehende Einschränkungen bei der Einbürgerung. Die von der Regierung Merz angestrebte Abkehr von einer bislang möglichen Einbürgerung nach drei Jahren bei besonderen Leistungen reiche bei weitem nicht aus. Man müsse die Frist mindestens auf zehn Jahre rechtmäßigen Aufenthaltes festlegen und die Aufgabe der bisherigen Staatsbürgerschaft verlangen, also keine doppelte Staatsbürgerschaft zulassen. Verlangt werden solle auch Sprachbeherrschung auf dem Niveau C1. Die Möglichkeit, dass in Deutschland geborene Kinder zweier ausländischer Elternteile die Staatsbürgerschaft automatisch erlangen solle abgeschafft werden. Vor allem aber müsse man jeden Rechtsanspruch auf Einbürgerung (auch bei Erfüllen nachweisbarer Bedingungen wie mehrjährigen legalen Aufenthaltes, Sprachbeherrschung und Sicherung des Lebensunterhaltes) abschaffen und durch eine Einbürgerung nach Ermessen ersetzen, die am (nicht näher definierten) „Interesse des Gemeinwesens“ ausgerichtet werden solle.
Innerhalb der Partei werden inzwischen auch die Gefahren der Remigrationsdebatte für die AfD selbst gesehen. Maximilian Krah - in Umkehrung seiner vorherigen Position - warnt mittlerweile davor, auch Staatsbürger mit Migrationshintergrund abschieben zu wollen. Die Rechtsprechung hierarchisiere Staatsbürger nicht nach ethnischer Herkunft, täte die AfD es, böte sie damit ungewollt einem Parteiverbotsverfahren bessere Chancen. Man solle - so erklärte er in einer Veranstaltung der AfD-Bundestagsfraktion - darum tunlichst vermeiden unbestimmt von millionenfacher Remigration zu sprechen, die Verwaltungsgerichte hätten diese bereits als verfassungswidrig bewertet und es sei für die AfD gefährlich mit ihr identifiziert zu werden. Mit dieser Warnung trifft Krah nach Auffassung Benjamin Höhnes in der AfD - und insbesondere in deren ostdeutschen Landesverbänden, sowie im der AfD nahestenden Vorfeld - nicht unbedingt auf Gegenliebe. Spitzenpolitiker der Partei verstünden zwar Krahs Bedenken, es sei aber unklar ob eine „De-Radikalisierung“ in dieser Frage möglich sei.

### Positionen zu Islam und Religionsfreiheit
In dem 2016 beschlossenen Grundsatzprogramm der AfD heißt es: „Der Islam gehört nicht zu Deutschland.“ Die Partei fordert ein Verbot von Minaretten, die sie als „islamisches Herrschaftssymbol“ sieht, was von der Ethnologin Susanne Schröter allerdings als Fehlinterpretation zurückgewiesen wird, sowie ein Verbot des Muezzinrufs und der Vollverschleierung. Im Gegensatz zum französischen Gesetz aus dem Jahr 2010, das sich auf sichtbare Zeichen aller Religionen bezieht, sollen nach dem Willen der AfD im öffentlichen Dienst keine Kopfbedeckungen, in der Öffentlichkeit keine Burkas oder Niqabs erlaubt sein. Die AfD bekennt sich nach eigenem Bekunden zur Glaubensfreiheit, diese müsse jedoch gesetzes- und menschenrechtskonform ausgelebt werden. Muslime, die rechtstreu und integriert sind, seien als akzeptierte Mitglieder der Gesellschaft anzusehen. Verfassungsfeindlichen Vereinen sollen der Bau und der Betrieb von Moscheen untersagt werden, ebenso wie die Auslandsfinanzierung durch islamische Staaten oder private Geldgeber. Zudem müssten Imame in Deutschland an Universitäten in deutscher Sprache ausgebildet werden. Der Status einer Körperschaft des öffentlichen Rechts sei zu verweigern. Der Bundesvorstand hatte einen Leitantrag unterstützt, der vorsah Bemühungen um einen aufgeklärten Islam zu unterstützen. Dies wurde abgelehnt mit der Begründung, dass Aufklärung einerseits nicht „realistisch“, andererseits aber auch gar „nicht wünschenswert“ sei. Hans-Thomas Tillschneider argumentierte, dass man „nicht für die Verwestlichung des Islams eintreten“ dürfe, insofern man gleichzeitig gegen eine „Islamisierung“ Europas sei. Ein Antrag, dass nur der „politische Islam“ nicht zu Deutschland gehöre wurde unter Buhrufen abgelehnt. Im Bundestag beantragte die AfD-Fraktion 2018, die Bundesregierung solle „geeignete Maßnahmen“ gegen angeblich rechtswidrige Inhalte des Koran ergreifen, ohne dass sie konkret benannte, welche Inhalte gemeint seien und was getan werden solle. Über den Antrag wurde am 11. Oktober 2018 eine Parlamentsdebatte geführt, bei der er von allen anderen Fraktionen geschlossen zurückgewiesen wurde.
Armin Pfahl-Traughber bewertet das Grundsatzprogram der AfD in Bezug auf den Islam und die Religionsfteiheit als widersprüchlich: Einerseits gehöre der Islam laut AfD nicht zu Deutschland, andererseits seien - ebenfalls laut AfD - „viele Moslems“  integriert und „rechtstreu“ und „akzeptierte und geschätzte Mitglieder unserer Gesellschaft“. Wie also gehörten sie, aber nicht ihre Religion dazu? Einerseits gelte laut Partei die Religionsfreiheit, andererseits sollen Minarette (deren Bau Teil der Ausübung dieser Freiheit sei) verboten werden. In dieser Widersprüchlichkeit verborgen liege eine verfassungswidrige Einschränkung des Grundrechtes der Religionsfreiheit. Ähnlich sieht es Joachim Wieland: Zwar bekenne sich die Partei offiziell „uneingeschränkt“ zur Religionsfreiheit, aber nur um diese sofort für Moslems einzuschränken. Die Partei nehme sich das Recht selbst zu entscheiden, welche Form des Islams Glaubensfreiheit genießen dürfe. Das stehe der Rechtsordnung aber nicht zu. Zwar dürfe natürlich der Staat Maßnahmen ergreifen, „wenn eine Religionsgemeinschaft die freiheitlich-demokratische Grundordnung aktiv bekämpft. Er darf aber nicht eine Glaubensgemeinschaft, die nach der Auffassung einiger Politiker nicht zu Deutschland passt, vom Schutz der Glaubensfreiheit ausnehmen“. Kirchtürme und Minarette seien rechtlich gleich zu behandeln.

### Direkte Demokratie

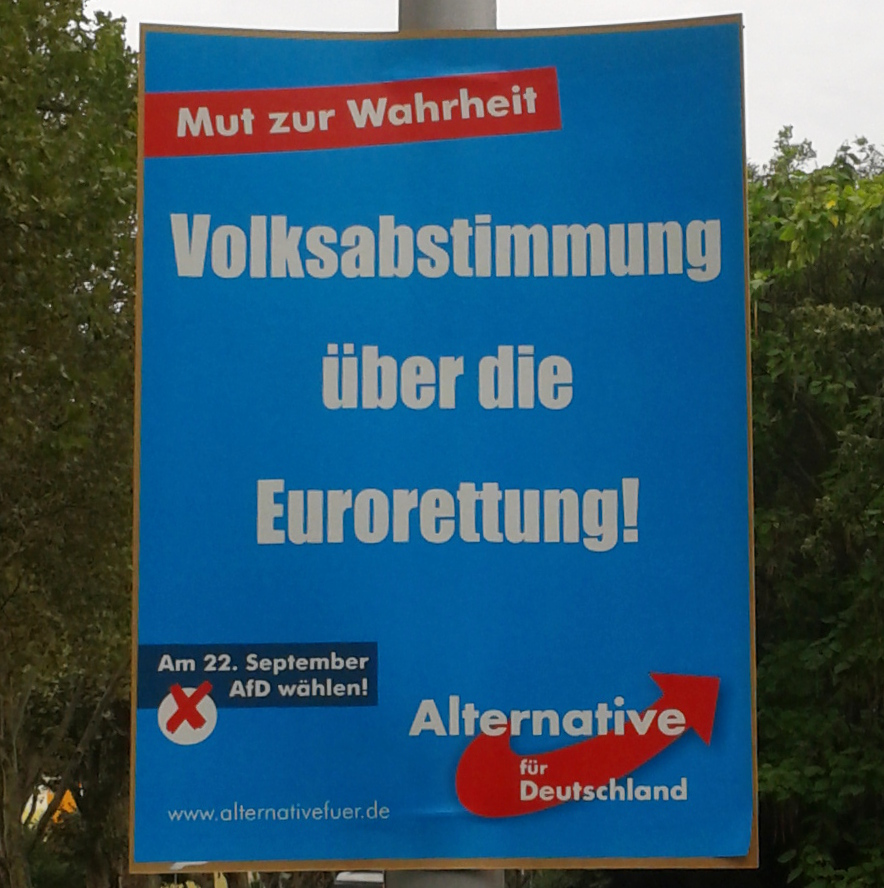
Wahlplakat der AfD mit der Forderung zur Volksabstimmung über die Eurorettung, Bundestagswahl 2013

Nach Einschätzung von Alexander Häusler und Rainer Roeser (2016) ist die Forderung nach einer „direkten Demokratie“ zentral im Wahlprogramm der AfD. Die AfD beziehe sich dabei auf die Volksinitiativen der rechtspopulistischen SVP „Gegen den Bau von Minaretten“ und „Gegen Massenzuwanderung“. Sie vollziehe damit „deutlich erkennbar Annäherungen an rechtspopulistische Forderungen“. Das Parteiprogramm delegitimiere die gewählte Elite der Bundesrepublik, indem es behauptet, Souverän in Deutschland sei nicht das Volk, sondern „heimlich […] eine kleine, machtvolle politische Führungsgruppe innerhalb der Parteien“, ein „Kartell“, das für die Fehlentwicklungen der letzten Jahre verantwortlich sei und über ein weitgehendes Informationsmonopol verfüge. Diesen illegitimen Zustand gelte es zu beenden. Diese Aussage wird von dem Amerikanisten Michael Butter in die Nähe einer Verschwörungstheorie gerückt, da behauptet wird, sämtliche Parteien würden insgeheim kooperieren, während allein die AfD die „wahren Interessen des Volkes“ vertrete.

### Autoritäres Gesellschaftsmodell
Nach Einschätzung des Soziologen Wilhelm Heitmeyer wendet sich die AfD „gegen die offene Gesellschaft und die liberale Demokratie“. Basierend auf einer gruppenbezogenen Menschenfeindlichkeit werde Diskriminierung und Gewalt etwa gegen Einwanderer als Notwehr ausgegeben. Als Antwort auf persönliche oder wirtschaftliche Kontrollverluste wie einen „rabiate[n] globalisierte[n] Finanzkapitalismus“ werde rigide Kontrolle angestrebt. Dieser „autoritäre Nationalradikalismus“ ziele auf gesellschaftliche und politische Institutionen wie Parlamente, Gerichte, Polizei, Schulen, Vereine oder Theater. „Er will destabilisieren, Verängstigungsdruck erzeugen und einen Systemwechsel in Gang setzen.“
Als Beispiel für „Demokratieverachtung“ wurden in der Süddeutschen Zeitung Aussagen in Björn Höckes Buch Nie zweimal in denselben Fluss genannt. Darin entwickelt er die Vorstellung, die deutsche Demokratie befinde sich „im letzten Degenerationsstadium“, in der Ochlokratie, die im Sinn des Phasenmodells Niccolò Machiavellis nur durch einen Alleinherrscher überwunden werden könne. Dieser Mittler des Volkes müsse sich seines „verkümmerten männlichen Selbstbewusstseins“ entledigen und die Tugenden der Wehrhaftigkeit, Weisheit, Unerbittlichkeit, Härte gegen sich und besonders gegen andere wieder kultivieren lernen. In einem „Aderlass“ sollten politische Gegner aus Deutschland ausgeschlossen werden. Höcke entwirft eine Strategie zur „Rückeroberung“ Deutschlands von „fremde[n] Völkerschaften“, zitiert Hegel mit der Aussage „Brandige Glieder können nicht mit Lavendelwasser geheilt werden. Der Verwesung nahes Leben kann nur durch das gewaltsamste Verfahren reorganisiert werden“ und fordert unter Bezug auf Peter Sloterdijks „Politik der ‚wohltemperierten Grausamkeit‘“ ein „groß angelegtes Re-Migrationsprojekt“. Hajo Funke folgerte aus einer Analyse dieser Äußerungen: „Wenn wir Höcke also an seiner Sprache messen, so geht es ihm um eine nicht nur ethnische, sondern auch politische ‚Säuberung‘ und um das Einsetzen staatlicher Gewalt gegen beliebig definierte Feinde.“
Höcke wird in der Parteiforschung ein großer Einfluss auf die AfD zugeschrieben. Steffen Kailitz sah in ihm 2020 neben Alexander Gauland (und damals auch Andreas Kalbitz und André Poggenburg) einen der wichtigsten Akteure bei der erfolgreichen „Extremisierung der AfD“.

### Bezugnahme auf die friedliche Revolution in der DDR
In den Landtagswahlkämpfen in Sachsen, Brandenburg und Thüringen 2019 bezog sich die AfD wiederholt auf die friedliche Revolution in der DDR von 1989. Höcke etwa behauptete auf einem Treffen des Flügels, es fühle „sich wieder so an wie damals in der DDR“. Damit und mit Slogans wie „Vollende die Wende“ oder „DDR 2.0“ setzte die AfD das politische System der Bundesrepublik mit dem SED-Staat gleich und rief zum Widerstand gegen politische Repräsentanten auf, die einen angeblich auf der Straße repräsentierten Volkswillen nicht umsetzen würden. Dies wurde von ehemaligen DDR-Bürgerrechtlern in einem Offenen Brief scharf kritisiert, die darin eine „Geschichtslüge“ sahen. Der Historiker Ilko-Sascha Kowalczuk warf der AfD 2019 vor, mit solchen Sprüchen nicht nur die DDR-Diktatur zu verharmlosen, sondern darauf abzuzielen, das zu „vernichten […], wofür die Revolution von 1989 und die Bürgerrechtler von 1989 stehen und angetreten waren: Die Errichtung einer Offenen Gesellschaft“.
Laut Correctiv arbeiten gegenwärtig mindestens 34 ehemalige hauptamtliche Mitarbeiter des Ministeriums für Staatssicherheit (MfS, informell: „Stasi“) in den Reihen der Partei oder kandidieren für sie (Stand: August 2024).

## Verbindungen zur extremen Rechten
Das politische Angebot der AfD mit „restriktiven Positionen in der Zuwanderungspolitik, einer konservativen Gesellschaftspolitik“ und einer Haltung gegen das politische Establishment eignet sich als „radikaler Ersatz für die desorientierte politische Mitte“ und bedient unter anderem „Ressentiment, Elitenhass und System-Entfremdung“. Das hatte zur Folge, dass rechte Kleinparteien zum Teil erhebliche Mitgliederverluste an die AfD verzeichneten.
Als Reaktion auf diese Entwicklung empfahl der damalige Bundessprecher Bernd Lucke im Herbst 2013 per Schreiben an die Landesverbände einen bundesweiten Aufnahmestopp für ehemalige Mitglieder rechter Splitterparteien. Eine Mitgliedschaft in der AfD sei unvereinbar mit ausländerfeindlichen, rassistischen, antisemitischen, islamfeindlichen, rechts- und linksextremen Gesinnungen. Bereits damals blieb das nicht unwidersprochen. Frauke Petry, damals Vorsitzende des sächsischen Landesverbands und Mitglied des Bundesvorstands, sowie weitere ostdeutsche Landesverbände widersprachen Lucke und kündigten an, auch weiterhin Aufnahmeanträge von Überläufern der Partei Die Freiheit zu prüfen.
Unvereinbarkeitsliste 
Es existiert zwar eine Unvereinbarkeitsliste, in der unter anderem verschiedene rechtsextreme Gruppen verzeichnet sind, deren Mitglieder nicht in die Partei aufgenommen werden sollen. Sie wird aber weder konsequent beachtet noch ist sie eine zwingende Vorgabe für die Rekrutierung von Abgeordneten-Mitarbeitern. 2024 war die Liste 13 Seiten lang und listete etwa 500 Organisationen aus dem rechtsextremen, dem linksextremen, dem islamistischen und dem ausländerextremistischen Milieu auf.
Von den 91 im 19. Deutschen Bundestag (Bundestagswahl 2017) vertretenen AfD-Abgeordneten unterhielten 13 Kontakte zu rechtsextremen Parteien bzw. Vereinigungen wie der Identitären Bewegung. Mindestens 27 Fraktions- und Abgeordnetenmitarbeiter hatten nach Recherchen der Zeit 2018 einen eindeutig rechtsradikalen bis rechtsextremen Hintergrund. Das Blatt spach von einem „Nazi-Netzwerk im Deutschen Bundestag“.
Viele AfD-Abgeordnete und AfD-Mitarbeiter gehören rechten Burschenschaften an, darunter auch solchen der Deutschen Burschenschaft (DB), eines völkisch-nationalistischen Dachverbands österreichischer und deutscher Studentenverbindungen.
Beim Bundesparteitag im Juni 2022 in Riesa stimmten rund 60 Prozent der Delegierten dafür, den Verein Zentrum, der sich als Gewerkschaft bezeichnet, von der Unvereinbarkeitsliste zu streichen. Dafür hatte neben anderen Delegierten Björn Höcke geworben.
Laut dem Politikwissenschaftler Steffen Kailitz stellt diese Unvereinbarkeitsliste sowieso kein Qualitätsmerkmal dar, denn derartige Listen ergäben „nur dann Sinn, wenn man ohnehin schon im Graubereich siedelt“. Solche Grenzlinien wären bei klar demokratischen Parteien wie der SPD oder der Union „natürlich völlig unsinnig“.

### Institut für Staatspolitik
Es besteht eine Nähe zum von Götz Kubitschek betriebenen sogenannten Institut für Staatspolitik, einem Think-Tank der Neuen Rechten im sachsen-anhaltinischen Schnellroda, zu dessen Umfeld auch die Zeitschrift Sezession und der Verlag Antaios gehören. Sowohl Alexander Gauland wie Jörg Meuthen hatten als Vorsitzende der AfD verhältnismäßig engen Kontakt zu Götz Kubitschek: Jörg Meuthen war Gast auf einer Tagung in Schnellroda und hielt dort eine Rede, Gauland wurde von der NZZ zugeschrieben, dass er sich regelmäßig mit Kubitschek zum Austausch träfe. Alice Weidel besuchte als Fraktionschefin die Sommerakademie des Instituts. Veranstaltungen des Instituts werden von jenem neurechten Milieu besucht, aus dem die AfD und ihre Parlamentsfraktionen ihre Mitarbeiter rekrutieren. Die AfD, deren Fraktionen und Abgeordnete Mitarbeiter einstellen, böte jungen Angehörigen des Milieus „jetzt eine Berufsperspektive“. Erik Lehnert, langjähriger Mitarbeiter Kubitscheks und Käufer (und nunmehr Herausgeber) seiner Zeitschrift Sezession war Mitarbeiter eines AfD-Bundestagsabgeordneten und ist mittlerweile Geschäftsführer der AfD-Fraktion im Brandenburger Landtag. Der regelmäßige Autor der Sezession Benedikt Kaiser (selber ehemaliger Büroleiter Björn Höckes und nacheinander Mitarbeiter zweier AfD-Bundestagsabgeordneter) beschrieb die Bedeutung eines nicht der AfD angehörenden Vorfeldes, das die Partei dennoch in die von außerparlamentarischen Gruppen („Mosaik“) gewünschte Richtung bewege. Die AfD-Fraktion im bayerischen Landtag versuchte Götz Kubitschek im Landtag als Sachverständigen auftreten zu lassen. Bernd Lucke - der seinen Kampf gegen die Parteirechte 2015 verloren hatte - hielt 2019 fest, dass er zu spät erkannt habe, dass Götz Kubitschek beträchtlichen Einfluss auf den Flügel gehabt habe und „was für Netzwerke er schon in der Partei hatte - nicht nur im Osten“. Kubitschek wird enger Kontakt zu Björn Höcke und inhaltlicher Einfluss auf die Erfurter Resolution zugeschrieben, bis dahin, dass er ihr eigentlicher Verfasser ist. Seinen Versuch, den Kurs der AfD zu beeinflussen, sieht er selbst als erfolgreich an. In der Anfangszeit der AfD hatte Kubitschek mit Sorge auf den Kurs Bernd Luckes gesehen, denn wäre dieser erfolgreich gewesen, hätte die AfD aus Kubitscheks Sicht eher systemstabilisierend und wie eine „Mauer“ gegenüber weiter rechtstehenden Personen und Positionen gewirkt. Kubitschek wollte die AfD als erweiterten „Resonanzraum“ und „Ausdehnung der Kampfzone“ nutzen, aber keine Abgrenzung nach Rechtsaußen. Er arbeitete mit seinem alten Bekannten Björn Höcke darum gemeinsam daran, den Kampf um den Kurs der AfD zu gewinnen. Kubitschek soll in seiner Strategie für die AfD die Rolle einer Fundamentalopposition vorsehen, die „organisatorische, personelle und finanzielle Ressourcen“ für „eine lagerübergreifende Bündnispolitik mit rechtsradikalen Bewegungen auf der Straße“ zur Verfügung stelle, Björn Höcke sehe dies genauso. Höcke hatte bereits 2014 eine Sitzung der damaligen AfD-Fraktion im Thüringer Landtag bei Kubitschek in Schnellroda abhalten lassen, wo Kubitschek seine Vorstellungen den Abgeordneten erklärte. Jürgen P. Lang sieht im Institut den Ort, von dem aus Höcke „die geistige Eroberung der AfD startete“.

### Die Freiheit
Nach Schätzungen des Vorsitzenden der Partei Die Freiheit, René Stadtkewitz, traten bis September 2013 etwa 500 Mitglieder seiner Partei zur AfD über. Von diesen Mitgliedern übernahmen einige Führungspositionen in der AfD. Nach der Bundestagswahl 2013 verzichtete die Kleinpartei zu Gunsten der AfD auf eine Teilnahme an weiteren Wahlen. Stadtkewitz und Matthias Wohlfarth, Sprecher der thüringischen AfD, erklärten übereinstimmend, die Programme beider Parteien stimmten in vielen Punkten überein. Der ehemalige bayerische Landesvorsitzende von Die Freiheit, Christian Jung, lotet als Verantwortlicher des AfD-nahen Medienportals Metropolico/JouWatch für die AfD-Bundestagsfraktion „Synergieeffekte und Kooperationsmöglichkeiten“ mit ausgewählten Medien aus.

### Identitäre Bewegung
Obwohl die AfD 2016 einen Unvereinbarkeitsbeschluss bezüglich der rassistischen Identitären Bewegung gefasst hat, beschäftigen AfD-Bundestagsabgeordnete in ihren Abgeordnetenbüros nach Recherchen der Zeit Anhänger dieser Bewegung, beispielsweise den ehemaligen Landesvorsitzenden der Jungen Alternative in Brandenburg, Jean-Pascal Hohm, und den Bundesvorsitzenden der Identitären, Daniel Fiß. Auch AfD-Bundessprecher Gauland beschäftigte demnach immer wieder Anhänger neonazistischer Gruppen.
Der damalige Landessprecher der AfD in Mecklenburg-Vorpommern, Holger Arppe, setzte sich für eine Zusammenarbeit mit den Identitären ein. Petr Bystron, bis 2017 Chef der bayerischen AfD, hatte die Identitären als „Vorfeldorganisation der AfD“ bezeichnet und wurde vom bayerischen Verfassungsschutz beobachtet, weil er die AfD als „Schutzschild“ für Identitäre und Pegida sehen wollte. Die Beobachtung wurde eingestellt, weil mit Bystrons Wahl in den Deutschen Bundestag höhere rechtliche Hürden greifen.
Auf Bundesebene der AfD fordert die rechtsnationale Patriotische Plattform „eine engere Zusammenarbeit zwischen Identitärer Bewegung und AfD, denn auch die AfD ist eine identitäre Bewegung und auch die Identitäre Bewegung ist eine Alternative für Deutschland“. Auch bei der Nachwuchsorganisation der AfD, der Jungen Alternative, bestehen vielfältige Verbindungen zu den Identitären. So bekundete JA-Chef Markus Frohnmaier offen Unterstützung für den Wortführer der Identitären und Chef der Identitären Bewegung Österreich, Martin Sellner.

### NPD/Die Heimat
AfD-Abgeordnete im Bayerischen Landtag beschäftigten Mitarbeiter mit Verbindungen zur rechtsextremen und teils neonazistischen Kleinpartei Die Heimat, damals NPD.
Im Vorfeld der Landtagswahl in Mecklenburg-Vorpommern 2016 schloss AfD-Spitzenkandidat Leif-Erik Holm nicht aus, im Landtag für Anträge der damaligen NPD-Fraktion zu stimmen. Auch der ehemalige Parteichef Jörg Meuthen stellte sich in einem Interview mit dem Mannheimer Morgen gegen den so genannten Schweriner Weg, der vorsieht, alle Anträge der Rechtsextremen geschlossen abzulehnen. Damit habe er „die bisherige offizielle Linie der Bundespartei in Form der strikten Abgrenzung zur NPD zu den Akten“ gelegt.
Björn Höcke, dem führenden Kopf des völkisch-nationalistischen Flügels und Vorsitzenden der AfD-Fraktion im Thüringer Landtag, wurde laut damaligem AfD-Bundesvorstand nachgewiesen, dass er „unter dem Namen ‚Landolf Ladig‘ in den damaligen NPD-Veröffentlichungen Volk in Bewegung und Eichsfeld-Stimme Artikel verfasst“ hatte, in denen er nicht nur die rechtsextremen Ideen der NPD lobte, sondern auch das NS-Regime verherrlichte. Er zeige „eine übergroße Nähe zum Nationalsozialismus“. Im Februar 2017 stellte der Bundesvorstand den Antrag, Höcke aus der Partei auszuschließen. Diesen lehnte das Landesschiedsgericht Thüringer AfD im Mai 2018 ab, da Höcke nicht gegen die Satzung oder Parteigrundsätze verstoßen habe. Im Juni 2018 verzichtete der mittlerweile neu besetzte Bundesvorstand einstimmig auf Rechtsmittel.
In ihrer Rhetorik und Strategie weist die AfD zunehmend Parallelen zur NPD/Die Heimat auf. Begriffe und Themen der NPD finden sich auch in Reden von AfD-Politikern, jedoch mit subtileren antisemitischen Andeutungen. Setzte die NPD in der Vergangenheit strategisch stärker auf Provokation, tritt nun die AfD ebenfalls in Parlamenten und auf der Straße immer extremer auf. Auch in der Selbstinszenierung als „Kümmererpartei“ mit Kinderfesten und der Unterstützung lokaler Initiativen sind Parallelen beider Parteien erkennbar.
Nach den Kommunalwahlen in Brandenburg gründeten Vertreter der AfD in Lauchhammer Mitte 2024 mit Die Heimat gemeinsame Fraktionen im Kreistag Oberspreewald-Lausitz und der Stadtverordnetenversammlung. Daraufhin wurden gegen die drei beteiligten AfD-Mitglieder Parteiausschlüsse eingeleitet.

### Pegida
Ein Beschluss des Bundesvorstands vom Mai 2016, der eine Kooperation mit Pegida ablehnte, wurde auf Antrag der Patriotischen Plattform vom Bundesschiedsgericht Anfang August 2016 teilweise aufgehoben. Ein generelles Auftrittsverbot bei Pegida greife unzulässig in die Mitgliederrechte ein. Pegida werde bis dato nicht vom Verfassungsschutz beobachtet – was zumindest für Bayern und Thüringen nicht der Wahrheit entspricht. Ein im Dezember 2014 verabschiedetes Positionspapier von Pegida zeige zudem ein erhebliches Maß an inhaltlicher Übereinstimmung mit dem Grundsatzprogramm der AfD. Ein Verbot von Auftritten von Pegida-Vertretern bei AfD-Veranstaltungen sei hingegen zulässig.
Das Verhältnis zu Pegida entwickelte sich nach Felix Korsch (2016) in vier Phasen von „Anziehung und Ablehnung“. AfD-Anhänger hätten laut einer Erhebung vom Dezember 2014 Verständnis für die Pegida-Demonstrationen, eine „tatsächliche Kooperation“ gab es aber bis dahin nicht. Die Dresdner AfD befürwortete die Pegida-Kundgebungen seit November 2014, und auch die völkisch-nationalistische „Patriotische Plattform“ unter dem damaligen sächsischen AfD-Vorstandsmitglied Hans-Thomas Tillschneider unterstützte Pegida von Anfang an. Während im Bundesvorstand vor allem Lucke und Henkel eine distanzierte Haltung vertraten, besuchte Gauland mit mehreren Fraktionskollegen im Dezember 2014 eine Pegida-Kundgebung und bezeichnete deren Anhänger als „natürliche Verbündete“ der AfD. Frauke Petry traf sich mit Pegidas Vereinsvorstand im Landtag von Sachsen und sah inhaltliche „Schnittmengen“. In anderen Landesverbänden blieb die Haltung ambivalent: Die hessische AfD kritisierte die Teilnahme an „Fragida“, weil dieser Frankfurter Pegida-Ableger von der NPD mitorganisiert wurde, nicht aber die Teilnahme an „Kagida“ in Kassel, die von einem AfD-Mitglied geführt wurde. Es seien letztlich mehrere „verhalten-zustimmende Äußerungen“ zu verzeichnen.
Im Juli 2015 bezeichnete der damalige NRW-Landesvorsitzende Marcus Pretzell in seinem Grußwort zum Essener Parteitag die AfD als „Pegida-Partei“. Häusler sieht im Jahr 2016 in der AfD einen „parteipolitischen Anker“ für „gegen Einwanderer und Flüchtlinge gerichtete […] Initiativen“ wie Pegida; die bei den Demonstrationen in Dresden „artikulierten Forderungen [seien] in vielen Fragen deckungsgleich mit Positionen der AfD“. Von allen Parteien stehe jedenfalls die AfD der Pegida am nächsten.

### Pro Deutschland
Am 11. November 2017 beschloss die rechtsextreme Bürgerbewegung pro Deutschland ihre Selbstauflösung und rief Mitglieder sowie ihre kommunalen Mandatsträger auf, sich der AfD anzuschließen. Man wolle die AfD starkmachen und die eigenen Ziele künftig innerhalb der AfD weiterverfolgen. AfD-Fraktionssprecher Christian Lüth gab an, Pro Deutschland stehe auf der Unvereinbarkeitsliste seiner Partei, dessen Mitglieder könnten nicht aufgenommen werden.

### Nordkreuz
Im AfD-Landesverband Mecklenburg-Vorpommern wurde mit Haik Jaeger ein Mitglied der rechtsextremen Prepper-Gruppe Nordkreuz zum stellvertretenden Vorsitzenden des Landesfachausschusses „Innere Sicherheit, Justiz und Datenschutz“ gewählt. Gegen den suspendierten Polizisten waren vor seiner Wahl Ermittlungen wegen des Verdachts der „Vorbereitung einer schweren staatsgefährdenden Gewalttat“ aufgenommen worden. Er soll mit seinem Dienstrechner für Nordkreuz Meldedaten von Personen beschafft haben, die auf einer Todesliste des rechtsextremen Netzwerks standen. 2023 wurde er wg. unerlaubten Waffenbesitzes zu einer Geldstrafe verurteilt. Auch der Gründer von Nordkreuz, Marko G. war Mitglied der AfD. Er wurde wg. Waffenbesitzes und des Besitzes von Kriegswaffen verurteilt.

### Patriotische Union; Gruppe Reuß
2021 gründete sich aus der Reichsbürger- und QAnon-Szene heraus um Heinrich XIII. Prinz Reuß, eine als Gruppe Reuß, Reuß-Gruppe oder Patriotische Union bekannte Gruppe, der vorgeworfen wird auf einen gewaltsamen Umsturz hingearbeitet zu haben.  Im Dezember 2022 ließ der Generalbundesanwalt  zunächst 25, später nochmals drei mutmaßliche Mitglieder oder Unterstützer der Gruppe unter dem dringenden Verdacht festnehmen, sie hätten eine terroristische Vereinigung gebildet und einen bewaffneten Staatsstreich gegen die staatliche Ordnung der Bundesrepublik Deutschland geplant. Seit August 2023 wird gegen insgesamt 69 mutmaßlich Beteiligte ermittelt, gegen 27 erhob der Generalbundesanwalt  Anklage wegen Bildung einer terroristischen Vereinigung. Der Strafprozess findet vor dem Oberlandesgericht Stuttgart, vor dem Oberlandesgericht Frankfurt am Main und vor dem Oberlandesgericht München statt. In den Fokus der Ermittlungen gerieten u.a Polizisten und Soldaten der Bundeswehr, darunter auch Soldaten des Kommando Spezialkräfte (aktiv und ehemalig). Angehörige der Gruppe verfügten über Waffen und Munition, vorgesehen soll ein Sturm auf das Reichstagsgebäde gewesen sein.
Verhaftet wurde auch die Richterin und AfD-Politikerin Birgit Malsack-Winkemann. Sie gehörte zum Bundesschiedsgericht der Partei, war von 2017 bis 2021 Mitglied im Bundestag gewesen, und stand in der Wahl 2021 auf Platz fünf der Berliner Landesliste, was für den Wiedereinzug nicht reichte. Sie kandidierte parallel erfolglos als Direktkandidatin eines Berliner Wahlkreises. Im 19. Deutschen Bundestag war Malsack-Winkemann stellvertretende Vorsitzende im Unterausschuss zu Fragen der Europäischen Union gewesen. Darüber hinaus hatte sie als ordentliches Mitglied dem Haushaltsausschuss und als stellvertretendes Mitglied dem Finanzausschuss sowie dem Gemeinsamen Ausschuss angehört. Die AfD-Fraktion im Deutschen Bundestag schlug Malsack-Winkemann für einen Sitz im Vertrauensgremium vor, das unter anderem über die vertraulichen Wirtschaftspläne der Nachrichtendienste des Bundes entscheidet. Als ehemalige Abgeordnete verfügte Malsack-Winkemann über einen Hausausweis des Bundestages, der ihr erlaubte Besucher mitzubringen. Sie führte die ehemaligen KSK-Soldaten und Gruppenmitglieder Maximilian Eder und Peter Wörner durch das Parlamentsgebäude. Innerhalb der Partei gehörte sie dem Flügel an, in der Gruppe Reuß soll sie als Justizministerin vorgesehen worden sein. Zum Zeitpunkt der ersten Verhaftungen waren neben Malsack-Winkemann zwei weitere Beschuldigte Mitglieder der AfD.
Die AfD-Parteiführung distanzierte sich nach Bekanntwerden. Man habe von eventuellen Aktivitäten Malsack-Winkemanns nichts gewusst und verurteile „solche Bestrebungen“. Isoliert war Malsack-Winkemann, die bestreitet von Putschplänen gewusst zu haben, in der Fraktion und Partei aber offenbar zuvor nicht. Nach Verhaftung der Gruppe und Malsack-Winkemanns kam aus der AfD Spott. Es habe sich bei den mutmaßlichen Putschisten um Rentner gehandelt, um einen „Rollator-Putsch“, wie Björn Höcke und Alice Weidel es nannten. Gottfried Curio sprach in einer Bundestagsdebatte von einem „Fake-Putsch“.

### Sächsische Separatisten
Ende 2024 gingen Polizeibehörden auf Veranlassung der Generalbundesanwaltschaft wegen Verdachts auf Bildung einer terroristischen Vereinigung gegen die Gruppe Sächsische Separatisten vor, die sich auf einen gewaltsamen Umsturz vorbereitet haben soll, beschlagnahmte Waffen und verhaftete acht Personen. Unter ihnen waren drei Mitglieder der AfD, darunter ein Lokalpolitiker, der überdies Schatzmeister der Jungen Alternative in Sachsen und Mitarbeiter eines AfD-Landtagsabgeordneten (Alexander Wiesner) war.
In einer Sondertelefonkonferenz entschied der Bundesvorstand der AfD, beim Bundesschiedsgericht der Partei einen Ausschluss der betroffenen Mitglieder zu beantragen, und verlautbarte, dass die Partei „mit dieser mutmaßlich neonazistischen Gruppierung – welche unseren Grundsätzen und unserer Programmatik zutiefst widerspricht – weder inhaltlich noch organisatorisch in irgendeiner Weise verbunden“ sei. Tino Chrupalla nannte die Berichte „vollkommen schockierend“, falls die Vorwürfe zuträfen, hätten die besagten Mitglieder „weder in der JA noch in der AfD etwas zu suchen“.

### Treffen mit Vertretern rechtsextremer und identitärer Bewegungen
Politiker der AfD – darunter Roland Hartwig, der persönliche Berater Alice Weidels, die Bundestagsabgeordnete Gerrit Huy, Ulrich Siegmund, AfD-Fraktionsvorsitzender in Sachsen-Anhalt und Tim Krause, Pressesprecher der AfD-Fraktion des brandenburgischen Landtags – nahmen gemeinsam mit Ulrich Vosgerau, Mitgliedern des Vereins Werteunion sowie Vertretern anderer rechtsextremer und identitärer Gruppierungen an einem konspirativen Treffen in der Nähe von Potsdam teil. Nach Informationen des Mitteldeutschen Rundfunks soll auch Mario Müller, vorbestrafter Neonazi und Mitarbeiter des AfD-Bundestagsabgeordneten Jan Wenzel Schmidt, anwesend gewesen sein. Bei der Begegnung, die am 25. November 2023 stattfand, ging es um einen „Masterplan“ zur Vertreibung von Millionen Menschen mit Migrationshintergrund, der von dem bekannten österreichischen Rechtsextremisten Martin Sellner vorgestellt wurde. Obwohl die AfD sich offiziell von Sellner und dessen identitärer Gruppierung distanziert, pflegen Mitglieder der AfD seit Langem Kontakt zu dieser vom Verfassungsschutz als rechtsextremistisch eingestuften Szene.
Sellner hatte laut dem Recherchenetzwerk Correctiv den Anwesenden seinen Masterplan „Remigration“ vorgestellt. Danach sollen „Asylbewerber, Ausländer mit Bleiberecht und nicht assimilierte Staatsbürger“ Deutschland verlassen. Außerdem soll Sellner „maßgeschneiderte Gesetze“ zur Ausübung eines „hohen Anpassungsdruck“ auf diese Menschen veranlassen wollen und habe in diesem Zusammenhang seine Pläne für die Umsiedlung nach Nordafrika in ein Gebiet für bis zu zwei Millionen Menschen vorgeschlagen haben, wo die Abgeschobenen dann leben könnten. Ulrich Siegmund setzte sich laut Correctiv dafür ein, auf Personen oder Unternehmen, die als ausländisch wahrgenommen werden, „einen ständigen Druck“ auszuüben.
Marine Le Pen, Fraktionschefin des Rassemblement National, äußerte, dass sie mit den bei dem Treffen diskutierten Vorschlägen nicht einverstanden sei. In Bezug auf die gemeinsame Fraktion mit der AfD im EU-Parlament müsse geprüft werden, „ob sich daraus Folgen ergeben“. Im Mai 2024 kam es schließlich zum endgültigen Bruch mit dem französischen Rassemblement National. Daraufhin wurden die AfD-Abgeordneten (gegen die Stimmen der österreichischen FPÖ und der estnischen EKRE) aus der ID-Fraktion im Europäischen Parlament ausgeschlossen. Auf ihrem Bundesparteitag Ende Juni 2024 gab die AfD ihrerseits als Konsequenz den sofortigen Austritt aus der europäischen IDP bekannt.

## Einstufung durch den Verfassungsschutz

### Bundespartei
Das Bundesamt für Verfassungsschutz (BfV) stufte laut übereinstimmenden Medienberichten von Anfang März 2021 die Gesamtpartei seit Ende Februar 2021 als rechtsextremen Verdachtsfall ein, um sie bundesweit auch mit nachrichtendienstlichen Mitteln beobachten zu können. Die Entscheidung beruhte auf einer 2019 gestarteten Untersuchung. Dagegen klagte die AfD vor dem Verwaltungsgericht Köln und stellte dazu einen Eilantrag. Das Gericht untersagte daraufhin am 5. März 2021 dem BfV in einem „Hängebeschluss“ vorläufig bis zu einer Entscheidung über den Eilantrag, die AfD als Verdachtsfall einzustufen. Bis dahin hatte die Partei Wert darauf gelegt, auf Bundesebene als Gesamtpartei kein Beobachtungsobjekt des BfV zu sein. Am 8. März 2022 fällte das Verwaltungsgericht Köln in der Hauptsache sein Urteil über die Klage der AfD und entschied, dass das Bundesamt für Verfassungsschutz die gesamte AfD als rechtsextremistischen Verdachtsfall einordnen und beobachten darf. Es gebe in der Partei ausreichende Anhaltspunkte für verfassungsfeindliche Bestrebungen. Damit war auch der ein Jahr zuvor erlassene Hängebeschluss zum Eilantrag erledigt. Die AfD entschied, gegen das Urteil Berufung einzulegen. Das Oberverwaltungsgericht für das Land Nordrhein-Westfalen in Münster wies am 13. Mai 2024 die Berufung der AfD zurück. In der Urteilsbegründung hieß es, das Bundesamt habe stets die Verhältnismäßigkeit gewahrt; seine Maßnahmen seien mit Grundgesetz, Europa- und Völkerrecht vereinbar. Bei der Partei lägen „Anhaltspunkte für demokratiefeindliche Bestrebungen“ vor; sie verfolge Bestrebungen „gegen die Menschenwürde bestimmter Personengruppen“. Diese Entscheidung wurde am 20. Mai 2025 rechtskräftig, als das Bundesverwaltungsgericht die Beschwerde gegen die Nichtzulassung der Revision zurückwies.
Anfang 2019 forderte das BfV seine Mitarbeiter auf, Kontakte zur AfD intern offenzulegen, und bezeichnete die Partei kurzzeitig öffentlich als „Prüffall“. Mangels Rechtsgrundlage wurde diese Äußerung vom Verwaltungsgericht Köln untersagt. Die Bezeichnung habe in der Öffentlichkeit eine „negative Wirkung“, womit vom BfV in das Parteiengrundrecht und Persönlichkeitsrecht der AfD auf rechtswidrige und unverhältnismäßige Weise eingegriffen worden sei. Die Behörde verzichtete auf Anfechtung des Entscheids.
Das Verwaltungsgericht Köln lehnte am 27. Januar 2021 einen Antrag der AfD ab, mit dem sie eine Zwischenlösung (sogenannter Hängebeschluss) im Streit um die Einstufung als Verdachtsfall erreichen wollte. Diese Entscheidung bestätigte das Oberverwaltungsgericht für das Land Nordrhein-Westfalen am 18. Februar 2021. Die AfD kündigte an, Verfassungsbeschwerde einzulegen. Am 5. März 2021 entschied das Verwaltungsgericht Köln jedoch in einem Hängebeschluss, dass bis zum Abschluss des Eilverfahrens dem BfV keine Einstufung der AfD als Verdachtsfall sowie keine Bezeichnung als solcher in der Öffentlichkeit erlaubt sei. Die AfD erklärte danach beim Bundesverfassungsgericht einen Antrag auf Erlass einer einstweiligen Anordnung für erledigt. Das Bundesverfassungsgericht lehnte am 12. März 2021 die Erstattung von Auslagen für die AfD ab. Es liege „gerade nicht auf der Hand, dass der Antrag auf Erlass einer einstweiligen Anordnung erfolgreich gewesen wäre“.
Am 17. April 2023 lehnte das Verwaltungsgericht München einen Antrag im einstweiligen Rechtsschutz des AfD-Landesverbandes Bayern gegen das Bayerische Landesamt für Verfassungsschutz ab. Das Landesamt hatte öffentlich und im Verfahren erklärt, die Gesamtpartei zu beobachten; der Landesverband hatte versucht, sich vorläufig gegen seine Beobachtung zu wehren. Mit Beschluss vom 14. September 2023 lehnte der Bayerische Verwaltungsgerichtshof eine Beschwerde gegen die Entscheidung des Verwaltungsgerichts ab.
Laut Verfassungsschutzbericht 2022 vom 20. Juni 2023 stuft das Bundesamt für Verfassungsschutz etwa 10.000 AfD-Mitglieder als extremistisch ein (bzw. 10.200 inklusive Teilorganisation „Junge Alternative“), was gut einem Drittel bzw. 30 bis 40 % der Mitglieder entspricht. Ein Antrag der AfD gegen diese Passage scheiterte mit Beschluss vom 2. Februar 2024 im Eilverfahren vor dem Verwaltungsgericht Berlin. Das Oberverwaltungsgericht Berlin-Brandenburg bestätigte den Beschluss am 26. Februar 2025 im Beschwerdeverfahren. In dem Verfassungsschutzbericht für das Jahr 2023 vom 18. Juni 2024 gab das Bundesamt für Verfassungsschutz als das Rechtsextremismuspotenzial der AfD einschließlich der JA 11.300 Personen an.
Das Bundesamt für Verfassungsschutz gab bekannt, erst nach der Neuwahl des Deutschen Bundestags 2025 eine Bewertung zu veröffentlichen, ob die AfD bundesweit als „gesichert rechtsextrem“ einzustufen sei. Das geschah am 2. Mai 2025, als das Bundesamt die AfD als gesamte Partei als „gesichert rechtsextremistische Bestrebung“ einstufte. Als Begründung gab das BfV an: „Das in der Partei vorherrschende ethnisch-abstammungsmäßige Volksverständnis ist nicht mit der freiheitlichen demokratischen Grundordnung vereinbar. Es zielt darauf ab, bestimmte Bevölkerungsgruppen von einer gleichberechtigten gesellschaftlichen Teilhabe auszuschließen, sie einer nicht verfassungskonformen Ungleichbehandlung auszusetzen und ihnen damit einen rechtlich abgewerteten Status zuzuweisen.“ Die AfD ging dagegen vor dem Verwaltungsgericht Köln sowohl mit Klage als auch im Eilverfahren vor. Im Eilverfahren gab das BfV am 8. Mai 2025 eine sogenannte Stillhaltezusage ab: Bis zu einer Entscheidung über den Eilantrag setze es die Einstufung als „gesichert rechtsextremistische Bestrebung“ vorläufig aus, bezeichne die AfD bis dahin nicht mehr öffentlich als „gesichert rechtsextremistische Bestrebung“ und entferne die entsprechende Pressemitteilung von seiner Internetpräsenz. Damit hat das BfV verfahrenstechnisch einen Hängebeschluss vermieden; eine Aussage zu den weiteren Erfolgsaussichten vor Gericht ist mit der Stillhaltezusage nicht verbunden.

### Landesverbände
| Landesverband | Landesverband          | Verdachtsfall  | erwiesen rechtsextrem |
| ------------- | ---------------------- | -------------- | --------------------- |
|               | Baden-Württemberg      | Juli 2022      | nein                  |
|               | Bayern                 | Juni 2022      | nein                  |
|               | Berlin                 |                | nein                  |
|               | Brandenburg            | Juni 2020      | April 2025            |
|               | Bremen                 | Juni 2022      | nein                  |
|               | Hamburg                |                | nein                  |
|               | Hessen                 | September 2022 | nein                  |
|               | Mecklenburg-Vorpommern |                | nein                  |
|               | Niedersachsen          | Juni 2022      | nein                  |
|               | Nordrhein-Westfalen    |                | nein                  |
|               | Rheinland-Pfalz        |                | nein                  |
|               | Saarland               |                | nein                  |
|               | Sachsen                | Februar 2021   | Dezember 2023         |
|               | Sachsen-Anhalt         | Januar 2021    | November 2023         |
|               | Schleswig-Holstein     |                | nein                  |
|               | Thüringen              | März 2020      | März 2021             |

Unter Verdachtsfällen verstehen die Verfassungsschutzbehörden Bestrebungen, „die nicht eindeutig extremistisch sind, bei denen aber ‚tatsächliche Anhaltspunkte‘ für verfassungsfeindliche Bestrebungen vorliegen.“ Der Einsatz nachrichtendienstlicher Mittel ist möglich. Nicht in allen Ländern existiert die Kategorie des Verdachtsfalls, etwa in Bayern, wo dies als „Beobachtungsobjekt“ bezeichnet wird.
Neben dem BfV hatten auch die Verfassungsschutzbehörden von Nordrhein-Westfalen, Baden-Württemberg, Schleswig-Holstein, Mecklenburg-Vorpommern, Sachsen, Thüringen, Bremen und Niedersachsen die Einstufung der regionalen AfD-Landesverbände als „Prüffall“ öffentlich gemacht. Eine Einstufung eines Personenzusammenschlusses als „Prüffall“ dient dazu, offen zugängliches Material zu sichten und anschließend zu entscheiden, ob er zum Beobachtungsobjekt erklärt wird oder nicht.

### Vereinigungen, Gruppen und Einzelpersonen

#### Bund
Im Januar 2019 erklärte der Bundesverfassungsschutz die Jugendorganisation „Junge Alternative für Deutschland“ sowie die innerparteiliche Strömung Der Flügel um den Thüringer Landesvorsitzenden Björn Höcke zu Verdachtsfällen für extremistische Bestrebungen, ebenso in Sachsen und Berlin.
Im März 2020 erklärte das BfV in einer Pressekonferenz, den Flügel als „erwiesen rechtsextremistische Bestrebung“ zu führen. Es rechnete der Gruppierung rund 7.000 Personen zu. Die beiden Führungsfiguren Björn Höcke und Andreas Kalbitz charakterisierte BfV-Präsident Thomas Haldenwang als Rechtsextremisten. Gegen sie und Hans-Thomas Tillschneider setzt das BfV auch nachrichtendienstliche Mittel ein. Dies betrifft jedoch nur außerparlamentarische Aktivitäten, da Landtagsabgeordnete besonders geschützt sind.
Im März 2022 entschied das Verwaltungsgericht Köln über die Einstufung des Flügels. Das BfV dürfe den Flügel als Verdachtsfall einstufen. Eine Einstufung durch das BfV als „gesichert extremistische Bestrebung“ sei jedoch nach der formalen Auflösung des Flügels zum 30. April 2020 nicht mehr zulässig. Zugleich wies das Verwaltungsgericht jedoch Antrag der AfD auf Feststellung, dass die Einstufung des Flügels als gesichert extremistische Bestrebung am 12. März 2020 rechtswidrig war, ab. Diese Einstufung sei zu jenem Zeitpunkt rechtmäßig gewesen. Die Berufung dagegen wies das Oberverwaltungsgericht für das Land Nordrhein-Westfalen am 13. Mai 2024 zurück. Auch die folgende Nichtzulassungsbeschwerde der AfD in Bezug auf eine Revision wies das Bundesverwaltungsgericht  am 20. Mai 2025 ab.
Ebenfalls im März 2022 verbot das Verwaltungsgericht Köln dem BfV, öffentlich bekanntzugeben, „die Mitgliederzahl des sog. ‚Flügels‘ habe bis zur sog. ‚Auflösung‘ zum 30. April 2020 ‚etwa 7.000 Mitglieder‘ betragen bzw. betrage weiterhin ‚etwa 7.000 Mitglieder‘“.

#### Bayern
In Bayern, wo die Zwischenstufe des Verdachtsfalls nicht existiert, werden sowohl die Jugendorganisation als auch der völkisch-nationalistische Der Flügel vom Verfassungsschutz beobachtet. Dagegen hat die AfD im Januar 2020 Klage vor dem Verwaltungsgericht Köln eingereicht. Diese Klage wurde im März 2022 abgewiesen.
Anfang Dezember 2021 wurden Chat-Protokolle einer geschlossenen Telegram-Gruppe mit dem Namen „Alternative Nachrichtengruppe Bayern“, der auch große Teile der Landtagsfraktion, der bayerischen AfD-Bundestagsgruppe und des Landesvorstands angehörten, dem Bayerischen Rundfunk (BR) zugespielt. Darin forderte beispielsweise ein Kreisvorsitzender: „Ohne Umsturz und Revolution erreichen wir hier keinen Kurswechsel mehr.“ In einer anderen Nachricht hieß es laut BR: „Denke, dass wir ohne Bürgerkrieg aus dieser Nummer nicht mehr rauskommen werden.“ Bayerns Innenminister Joachim Herrmann sah damit die Frage nach Beobachtung einzelner Abgeordneter und der Partei als Ganzes durch den Verfassungsschutz neu gestellt.
In Bayern stand 2017 mit Petr Bystron zeitweilig der bayerische Landessprecher der Partei im Visier des Verfassungsschutzes. Nach dessen Wahl in den Bundestag wurde die Beobachtung jedoch eingestellt. Gleiches gilt für die Beobachtung von drei Mitgliedern desselben Landesverbands, die 2018 in den bayerischen Landtag einzogen, da für eine Beobachtung von Abgeordneten vom Bundesverfassungsgericht höhere Hürden aufgestellt wurden. Nach wie vor beobachtet werden hingegen sieben weitere AfD-Mitglieder, von denen drei in kommunalen Bezirkstagen sitzen. Der bayerische Verfassungsschutz kann im Gegensatz zu anderen Verfassungsschutzbehörden auch Einzelpersonen beobachten, die keinem Personenzusammenschluss angehören.
Mittlerweile beobachtet der bayerische Verfassungsschutz die gesamte AfD Bayern. Eine Klage dagegen vor dem Verwaltungsgericht München blieb erfolglos, nach Meinung des Gerichts gibt es tatsächliche Anhaltspunkte für verfassungsfeindliche Bestrebungen.

#### Andere Bundesländer
In Sachsen standen 2017 laut dem damaligen Innenminister Markus Ulbig (CDU) „einzelne Mitglieder“ der AfD wegen ihrer Aktivitäten in der rechtsextremen Szene unter Beobachtung, explizit „nicht wegen ihrer Parteimitgliedschaft“. Ähnliches meldete Anfang 2018 das Land Niedersachsen. Der thüringische Verfassungsschutz-Präsident Stephan J. Kramer sah zur selben Zeit eine Zunahme von „rechtsradikalistischen Äußerungen einzelner Mitglieder“, deren Prägekraft für die Gesamtpartei abzuwarten sei.

## Internationale Verbindungen

### Innerhalb der Europäischen Union
Im Juni 2019 wurde die europäische Fraktion nationalistischer Parteien Identität und Demokratie (ID) gegründet, der sich nach der Europawahl 2019 neben der FPÖ, der Lega Nord, dem Rassemblement National und anderen auch die AfD anschloss. Die AfD war außerdem seit September 2023 Mitglied der Europapartei Identität und Demokratie Partei (IDP). Relativierende Aussagen des Abgeordneten Maximilian Krah über die Waffen-SS führten dazu, dass auf Druck des französischen Rassemblement National unter Zustimmung der meisten anderen Parteien im Bündnis die AfD 2024 aus dieser Fraktion ausgeschlossen wurde. Marine Le Pen hatte den Ausschluss gefordert, weil die AfD von „Radikalen“ geprägt werde. Im Antrag des Vorsitzenden Marco Zanni (Lega Nord) wurde auf Vorfälle um den Abgeordneten Maximilian Krah verwiesen, die der AfD-Delegation insgesamt zuzurechnen seien und die „dem Zusammenhalt und dem Ruf der Gruppe geschadet haben“. Lediglich die österreichische FPÖ und eine estnische Partei stimmten dagegen.
Es gelang der AfD nicht im Folgebündnis Patrioten für Europa aufgenommen zu werden, sie bildete stattdessen mit einigen kleineren Rechtsaußen-Parteien eine weitere Rechtsfraktion unter dem Namen Europa der Souveränen Nationen, in der sie die Hälfte der Abgeordneten stellt.
Seit erstmaligem Einzug der AfD ins Europaparlament gehörte die Partei unterschiedlichen und zunehmend rechtsstehenden Fraktionen an. Nach der Europawahl 2014 wurde die AfD mit 29 zu 26 Stimmen in die Fraktion der Europäischen Konservativen und Reformer (EKR) im Europaparlament aufgenommen. Der britische Premierminister David Cameron hatte die Europaabgeordneten seiner Partei aufgefordert, den Antrag der AfD abzulehnen, da Bundeskanzlerin Merkel die Aufnahme einer konkurrierenden Partei als „feindlich“ auffassen und sich die Aufnahme negativ auf das Verhältnis zwischen Großbritannien und Deutschland auswirken würde. Laut einem Bericht des Spiegels hatte Merkel versucht, die Aufnahme zu verhindern, um die AfD politisch nicht weiter aufzuwerten.
Anfang 2016 trafen sich Frauke Petry und Marcus Pretzell mit dem FPÖ-Parteiobmann Heinz-Christian Strache und dem FPÖ-Generalsekretär Harald Vilimsky in Düsseldorf zum Kongress „Europäische Visionen – Visionen für Europa“. Anschließend vereinbarte der bayerische AfD-Landesverband eine Kooperation unter dem Titel „Blaue Allianz“ mit der FPÖ. Es kam in der Folge zu einem gemeinsamen Auftritt von Harald Vilimsky mit Alexander Gauland und Andreas Kalbitz bei einer Wahlveranstaltung in Nauen.
Nachdem die Europaabgeordnete Beatrix von Storch im Januar 2016 den Schusswaffeneinsatz gegen Flüchtlinge befürwortet hatte, wurden die AfD-Abgeordneten im Europaparlament im März 2016 aufgefordert, die Fraktion der Europäischen Konservativen und Reformer (EKR) zum 31. März 2016 zu verlassen. Anderenfalls werde die Fraktion einen formalen Ausschluss beantragen. Am 8. April 2016 verließ Beatrix von Storch daraufhin die Fraktion der EKR und trat in die Fraktion Europa der Freiheit und der direkten Demokratie (EFDD) ein. Drei Tage später wurde Marcus Pretzell aus der Fraktion ausgeschlossen. Am 1. Mai 2016 trat er in die Fraktion Europa der Nationen und der Freiheit ein. Nach Beatrix von Storchs Wahl in den Bundestag rückte Jörg Meuthen ins Europaparlament nach und schloss sich wie sie der EFDD an.
Unter national und rechtsorientierten Parteien im Europaparlament hat die AfD heute wenig Verbündete. Giorgia Meloni schloss eine Zusammenarbeit ihrer Fratelli d’Italia mit der AfD aus, es existierten vor allem in der Bewertung Russlands „unüberbrückbare Differenzen“, auch die Basisfinnen oder die polnische PiS (oder die Schwedendemokraten) positionieren sich anders als die AfD strikt gegen Russland. Mit der FPÖ hingegen bestehen enge Beziehungen. Marine Le Pen – die ein Interesse daran hat vor den französischen Wählern als gemäßigt zu erscheinen – wandte sich gegen die in der AfD diskutierten Remigrationsideen, sie selbst habe „nie eine Remigration in dem Sinne befürwortet, dass man Menschen die französische Staatsbürgerschaft entzieht“, da sei man im „krassen Gegensatz zur AfD“. Der Parteienforscher Frank Decker urteilte, dass die AfD selbst für den „harten Kern der Rechtspopulisten“ im Europäischen Parlament zu radikal sei, sie habe sich „isoliert“. Auch der von der AfD diskutierte Dexit traf auf wenig Verständnis in der Fraktion Identität und Demokratie, andere Parteien – wie das Rassemblement National Le Pens – hatten ähnliche Überlegungen für ihre Länder bereits aufgegeben. Dennoch bestehen weiterhin große ideologische Überschneidungen mit der Rassemblement National in Frankreich: extrem nationalistische, fremdenfeindliche sowie autoritäre Positionen und der Kampf gegen die europäische Integration. Marine Le Pen ist jedoch aufgrund des politischen Systems für den Machterhalt stärker auf die politische Mitte angewiesen als in Deutschland.
Der Europawahl 2024 folgend erhoffte sich die AfD eine Aufnahme in die auf Initiative von Viktor Orban hin neugegründete Fraktion Patrioten für Europa, die sie aber nicht aufnahm. Notgedrungen bildete die AfD mit einigen kleineren und weit rechts stehenden Parteien die neue Fraktion Europa der souveränen Nationen, in der sie die stärkste Gruppe stellt. Maximilian Krah wurde von vorneherein nicht in die Fraktion aufgenommen.

### Verbindungen und Nähe zur Russischen Föderation
Vor allem Alexander Gauland setzte sich bereits vor 2015 dafür ein, Verbindungen zu Russland unter Wladimir Putin zu knüpfen. 2014 hatte er Gespräche zwecks „strategischer Beratung“ in der russischen Botschaft in Berlin. Er reiste nach St. Petersburg, um sich mit Abgeordneten und mit dem ultranationalistischen Politiker Alexander Dugin zu treffen; die Kosten der Reise wurden von der St.-Basilius-Stiftung des kremlnahen Oligarchen Konstantin Malofejew getragen. Gauland plädierte dafür, die Annexion der Krim zu akzeptieren. Im Wahlkampf 2017 unterstützte die Reconquista Germanica die AfD; nach Einschätzung der Politikwissenschaftler Uwe Backes und Patrick Moreau unterscheidet die AfD von allen deutschen Parteien am wenigsten zwischen dem Land Russland und dem Regime Putins. Markus Frohnmaier bemühte sich als Vorsitzender der Jungen Alternative um ein Bündnis mit der Jugendorganisation der Kreml-Partei Einiges Russland. Nach Kai Arzheimer fehlen „Belege dafür, dass die Partei insgesamt von Moskau gesteuert wäre“. Es gebe „sehr wohl aber eine auffallend große Zahl von Parteifunktionären, die enge und zum Teil sehr fragwürdige Kontakte nach Russland unterhalten“.
2018 erklärten AfD-Politiker die russischen Präsidentschaftswahlen für „transparent“. 2020 besuchte Tino Chrupalla Russland und wurde – ungewöhnlich – für beinahe drei Stunden vom Außenminister Lawrow empfangen. Die russische Seite hatte um das Treffen gebeten. Inhaltlich war man sich bei der Ablehnung von Sanktionen einig. Lawrow lobte die AfD als bedeutende Kraft. Am 21. April 2023 enthüllte die Washington Post Dokumente, die zwischen Juli und November 2022 entwickelte russische Pläne offenlegten, eine Zusammenarbeit zwischen der AfD, Sahra Wagenknecht und linksextremen Kräften zu initiieren, um deutschlandweite Proteste gegen die Bundesregierung und deren Unterstützung der Ukraine hervorzurufen und kommende Wahlen in Deutschland zu beeinflussen.
Russischsprachige Wähler machten 2017 etwa 3 % der Wählerschaft und damit die stärkste Wählergruppe mit Migrationshintergrund aus. Die AfD war die einzige Partei, die sich in russischer Sprache an sie wandte und Abgeordnete aus der ehemaligen Sowjetunion in den Bundestag schickte. Russische Staatsmedien berichteten positiv über die AfD, umgekehrt traten AfD-Politiker in russischen Medien auf und adressierten die Russlanddeutschen. Belohnt wurde das mit überdurchschnittlichen Wahlergebnissen, obgleich die Erfolge bei weitem nicht so groß waren, dass die Gruppe der Russlanddeutschen mit der AfD hätte identifiziert werden können. Insbesondere Russischsprachige mit doppelter Staatsbürgerschaft wählten verstärkt die AfD. Ebenso Russischsprachige mit schlechten Deutschkenntnissen und niedrigem ökonomischen Status.
2022 hielt Björn Höcke eine Rede, in der er - im Anklang an den Sprachgebrauch des weit rechtsstehenden Staatstheoretikers Carl Schmitt - den USA die anmaßende Rolle einer „raumfremden Macht“ zuwies, die versuche, ein „deutsch-russisches Zusammengehen“ zu verhindern, Russland aber die einer hart reagierenden Kämpferin gegen das Ausgreifen eines „Regenbogenimperiums“, die (gemeinsam mit Orban und anderen) „gegen die ungebremste Einwanderung, gegen die Transformation ihrer Völker in eine gesichtslose Masse von perfekt durchmaterialisierten Konsumfaschisten“ auftrete. Deutschland und Russland seien „natürliche Partner“, die russische „Seele“ für die Deutschen Sehnsuchtsort nach „Wärme“ (und Russland Rohstofflieferant), die Deutschen seien umgekehrt für die Russen diejenigen die „komponieren, denken und bauen“. Russland habe das Recht gegen ein Vordringen von USA und NATO vorzugehen.
Auch vor der Bundestagswahl 2025 äußerte der Kreml Unterstützung für die AfD. Lawrow lobte die Äußerungen von AfD (und BSW), darin liege „viel Vernünftiges“. Die AfD und der französische Rassemblement National „wollen, dass die nationale Selbstbestimmung und Identität der Deutschen und Franzosen wiederhergestellt werden, weil sie glauben, dass die Brüsseler Bürokratie einen Großteil davon widerrechtlich an sich gerissen hat“. Es sei positiv dass AfD-Vertreter im russischen Fernsehen aufträten und dort aussagten, dass „Angelsachsen“ immer schon ein deutsch-russisches Bündnis verhindern wollten.
Trollarmeen mit russischem Hintergrund unterstützen die AfD mit Social-Media-Kampagnen. Auch das deutsche Programm von Russia Today (RT) wies 2021 seine Mitarbeiter intern explizit an, durch günstige Berichterstattung (wie regelmäßige Interviews von AfD-Politikern oder AfD-Wählern) die Partei zu unterstützen.

### Verbindung zur MAGA-Bewegung
Die AfD sucht Verbindungen zur MAGA-Bewegung Donald Trumps, eine Gruppe von AfD-Mitgliedern besuchte während der US-Präsidentschaftswahl das Anwesen Donald Trumps Mar-a-Lago in Florida. Elon Musk trat virtuell auf einer AfD-Veranstaltung auf, interviewte öffentlichkeitswirksam Alice Weidel und schrieb als Gastautor einen die AfD unterstützenden Beitrag für die WELT. Er erklärte, dass alleine die AfD Deutschland noch retten könne. US-Vizepräsident JD Vance rief die Parteien in Deutschland auf, auf „Brandmauern“ zu verzichten, Alice Weidel begrüßte seine Wortmeldung.

## Parteistruktur
Die Organisationsstruktur der Alternative für Deutschland ist gegliedert in Bundesverband, Landesverbände und Unterverbände. Organe der Bundespartei sind der Bundesparteitag, der Konvent, der Bundesvorstand und die Europawahlversammlung.

### Bundesparteitag
Der Bundesparteitag ist das oberste Organ der Partei. Er tritt mindestens einmal jedes Jahr zusammen und findet regulär als Vertreterversammlung (Delegiertenparteitag) statt. Außerdem muss er einberufen werden, wenn es der Bundesvorstand oder der Konvent mehrheitlich beschließt oder mindestens sechs Landesverbände beantragen. Der Parteitag setzt sich aus 600 von den Landesverbänden entsandten Delegierten und Mitgliedern des Bundesvorstands, die nicht gewählte Delegierte sind, zusammen. Letztere haben Antrags- und Rederecht, jedoch kein Stimmrecht. Die Sitze werden den Landesverbänden nach dem Hare/Niemeyer-Verfahren zugeteilt. Die Delegierten für den Bundesparteitag werden für höchstens zwei Jahre durch Mitglieder- oder Delegiertenversammlungen in den Landesverbänden gewählt.
Der Bundesparteitag bestimmt über alle grundsätzlichen organisatorischen Fragen der AfD. Er verabschiedet das Parteiprogramm und beschließt über die Bundessatzung und alle anderen für die Bundespartei geltenden Ordnungen. Alle zwei Jahre wählt der Parteitag den Bundesvorstand. Zudem wählt er das Bundesschiedsgericht und die Rechnungsprüfer. Außerdem kann der Parteitag dem Bundesvorstand und dem Konvent Weisungen erteilen und Anträge zur Entscheidung an den Konvent überweisen. Der Bundesparteitag kann als einziges Organ die AfD auflösen oder den Zusammenschluss mit anderen Parteien beschließen.
Nach den Bestimmungen des Parteitages wird ebenfalls die Europawahlversammlung durchgeführt.
| Nr.                                     | Datum                                     | Ort                   | Bundessprecher bzw. Spitzenkandidaten  | Wahlergebnis   | Thema |
| --------------------------------------- | ----------------------------------------- | --------------------- | -------------------------------------- | -------------- | --- |
| Gründungsparteitag (1. Bundesparteitag) | 14. April 2013                            | Berlin                | Bernd Lucke, Frauke Petry, Konrad Adam | 96 % 81 % 80 % | Gründung des Bundesverbandes; Wahl des Bundesvorstands; Verabschiedung der Bundessatzung und des Wahlprogramms zur Bundestagswahl 2013 |
| Europawahlversammlung                   | 25. Januar 2014 1. Februar 2014           | Aschaffenburg, Berlin | Bernd Lucke                            | 86 %           | Wahl der Kandidatenliste zur Europawahl 2014                                                                                           |
| 2. Bundesparteitag                      | 22./23. März 2014                         | Erfurt                |                                        |                | Beschluss des Wahlprogramms zur Europawahl 2014; Nachwahl von Bundesvorstandsmitgliedern                                               |
| 3. Bundesparteitag                      | 30. Januar – 1. Februar 2015              | Bremen                |                                        |                | Beschluss einer neuen Bundessatzung |
| Außerordentlicher (4.) Bundesparteitag  | 4./5. Juli 2015                           | Essen                 | Frauke Petry, Jörg Meuthen             | 60 % 62 %      | Neuwahl des Bundesvorstands |
| 4. Ordentlicher (5.) Bundesparteitag    | 28./29. November 2015                     | Hannover              |                                        |                | Änderung der Bundessatzung |
| 5. Ordentlicher (6.) Bundesparteitag    | 30. April – 1. Mai 2016                   | Stuttgart             |                                        |                | Beschluss des Grundsatzprogramms |
| 6. Ordentlicher (7.) Bundesparteitag    | 22./23. April 2017                        | Köln                  | Alexander Gauland, Alice Weidel        | 68 %           | Beschluss des Wahlprogramms und Wahl der Spitzenkandidaten für die Bundestagswahl 2017                                                 |
| 8. Bundesparteitag                      | 2./3. Dezember 2017                       | Hannover              | Jörg Meuthen, Alexander Gauland        | 72 % 68 %      | Neuwahl des Bundesvorstandes |
| 9. Bundesparteitag                      | 30. Juni – 1. Juli 2018                   | Augsburg              |                                        |                | Wahl des Bundesschiedsgerichts; Beschluss einer parteinahen Stiftung                                                                   |
| Europawahlversammlung                   | 16.–19. November 2018 11.–14. Januar 2019 | Magdeburg, Riesa      | Jörg Meuthen                           | 91 %           | Wahl der Kandidatenliste und Beschluss des Wahlprogramms zur Europawahl 2019                                                           |
| 10. Bundesparteitag                     | 30. November – 1. Dezember 2019           | Braunschweig          | Jörg Meuthen, Tino Chrupalla           | 69 % 55 %      | Neuwahl des Bundesvorstandes |
| 11. Bundesparteitag                     | 28./29. November 2020                     | Kalkar                |                                        |                | Beschluss eines Sozial- und Rentenkonzeptes; Nachwahl von Bundesvorstandsmitgliedern                                                   |
| 12. Bundesparteitag                     | 10./11. April 2021                        | Dresden               |                                        |                | Beschluss des Wahlprogramms für die Bundestagswahl 2021; Beschluss einer Corona-Resolution                                             |
| 13. Bundesparteitag                     | 17.–19. Juni 2022                         | Riesa                 | Tino Chrupalla, Alice Weidel           | 53 % 67 %      | Neuwahl des Bundesvorstandes |
| 14. Bundesparteitag                     | 28. Juli 2023                             | Magdeburg             |                                        |                | Beschluss zum Beitritt zur europäischen Partei Identität und Demokratie; Wahl von Richtern des Bundesschiedsgerichtes                  |
| Europawahlversammlung                   | 29./30. Juli 2023 4.–6. August 2023       | Magdeburg             | Maximilian Krah                        | 65,7 %         | Wahl der Kandidatenliste und Beschluss des Wahlprogramms zur Europawahl 2024                                                           |
| 15. Bundesparteitag                     | 29./30. Juni 2024                         | Essen                 | Tino Chrupalla, Alice Weidel           | 82,7 % 79,7 %  | Neuwahl des Bundesvorstands |
| 16. Bundesparteitag                     | 11./12. Januar 2025                       | Riesa                 |                                        |                | |

### Konvent
Der Konvent ist ebenfalls zuständig für politische und organisatorische Fragen der AfD und trifft Entscheidungen, die nicht einem anderen Organ durch Gesetz oder Satzung vorbehalten sind oder den Beschlüssen des Bundesparteitags entgegenstehen. Er entscheidet insbesondere über die Verteilung der Mittel aus der staatlichen Parteienfinanzierung, den Haushaltsplan und die Finanzplanung. Zudem beschließt er über die Gründung von Vereinigungen, über die Geschäftsordnungen der Gremien und über die Verfahrensordnung für Mitgliederentscheide.
Der Konvent besteht aus dem Bundesschatzmeister, vier weiteren Bundesvorstandsmitgliedern sowie fünfzig Vertretern der Landesverbände. Die Sitze werden den Landesverbänden aufgrund ihrer Mitgliederzahl nach dem Hare/Niemeyer-Verfahren zugeteilt. Dem Konvent stehen zwei gleichberechtigte Sprecher vor, wobei die Bundesvorstandsmitglieder und die Vertreter der Landesverbände jeweils einen Sprecher bestimmen. Eine Sitzung des Konvents findet auf Verlangen eines der beiden Sprecher im Benehmen mit dem jeweils anderen statt. Außerdem muss der Konvent einberufen werden, wenn es der Bundesvorstand oder drei Landesvorstände oder ein Viertel der Mitglieder des Konvents verlangen.

### Bundesvorstand
Der Bundesvorstand leitet die Bundespartei. Er führt die Beschlüsse des Bundesparteitages und des Konvents durch und beruft den Bundesparteitag ein. Entsprechend der Bundessatzung besteht der Bundesvorstand aus einem oder zwei Bundessprechern, drei stellvertretenden Bundessprechern, dem Bundesschatzmeister, dem stellvertretenden Bundesschatzmeister, dem Schriftführer und sechs weiteren Mitgliedern. Der aktuelle Bundesvorstand wurde auf dem Bundesparteitag am 29. Juni 2024 in Essen gewählt.
| Bundessprecher:                        | Tino Chrupalla, Alice Weidel                                                                 |
| Stellvertretende Bundessprecher:       | Stephan Brandner, Peter Boehringer, Kay Gottschalk                                           |
| Bundesschatzmeister:                   | Carsten Hütter                                                                               |
| Stellvertretender Bundesschatzmeister: | Alexander Jungbluth                                                                          |
| Schriftführer:                         | Dennis Hohloch                                                                               |
| Beisitzer:                             | Marc Jongen, Martin Reichardt, Dirk Brandes, Heiko Frank Scholz, Roman Reusch, Hannes Gnauck |
| Ehrenvorsitzender:                     | Alexander Gauland                                                                            |

### Bundesprogrammkommission und Bundesfachausschüsse
Die Bundesprogrammkommission ist für die Erarbeitung von Vorschlägen für das Parteiprogramm, für Fachprogramme zu politischen Schwerpunktthemen und für die Wahlprogramme zu den Bundestags- und Europawahlen zuständig. Dabei wird sie von den Bundesfachausschüssen unterstützt, die zudem Vorschläge für die programmatischen Aussagen zu den jeweiligen Themen erarbeiten und darüber hinaus Landesverbände auf Anforderung bei der Erstellung von Landesprogrammen unterstützen. Gemäß Satzung sind die Parteimitglieder bei der Ausarbeitung der programmatischen Positionen einzubinden. Dies erfolgt durch Mitgliederbefragungen, die von der Bundesprogrammkommission beschlossen werden. Ebenfalls müssen die Positionspapiere der Landes- und Bundesfachausschüsse von der Kommission berücksichtigt und in die Programme eingearbeitet werden.
Die Bundesprogrammkommission setzt sich aus zwei Mitgliedern des Bundesvorstands, je einem von den Landesvorständen entsandten Vertreter der Landesverbände, je einem von den Bundesfachausschüssen entsandten Vertreter und je einem Vertreter der AfD-Fraktionen im Bundestag und im Europäischen Parlament zusammen. Der Bundesvorstand wählt einen Vorsitzenden; ein stellvertretender Vorsitzender und ein Schriftführer werden von den Mitgliedern der Kommission gewählt. Derzeit fungiert Albrecht Glaser als Vorsitzender und Beatrix von Storch als stellvertretende Vorsitzende (Stand: Januar 2017).
Die Bundesfachausschüsse setzen sich neben einem Mitglied des Bundesvorstands und je einem Vertreter der AfD-Fraktionen im Bundestag und im Europäischen Parlament aus Vertretern der Landesverbände zusammen, die gemäß der Mitgliederzahl je angefangene 1000 Mitglieder einen Vertreter aus den Landesfachausschüssen entsenden können. Die Mitglieder jedes Bundesfachausschusses wählen für dessen Leitung einen Leiter, mindestens einen stellvertretenden Leiter, einen Schriftführer und optional einen stellvertretenden Schriftführer.
| Nr.    | Bundesfachausschuss                                                    | Leiter             |
| ------ | ---------------------------------------------------------------------- | ------------------ |
| BFA 1  | Außen- und Sicherheitspolitik, Entwicklungspolitik und Außenwirtschaft | Dieter Neuendorf   |
| BFA 2  | Geld- und Währungspolitik                                              | Peter Boehringer   |
| BFA 3  | Finanzen und Steuern                                                   | Joachim Keiler     |
| BFA 4  | Familie und Demographie                                                | Sebastian Maack    |
| BFA 5  | Innere Sicherheit, Justiz und Datenschutz                              | Rainer Galla       |
| BFA 6  | Bildung, Wissenschaft, Kultur und Medien                               | Nicole Höchst      |
| BFA 7  | Umwelt-, Natur- und Tierschutz, Landwirtschaft und Verbraucherschutz   | Ingo Hahn          |
| BFA 8  | Gesundheitspolitik                                                     | Delia Klages       |
| BFA 9  | Demokratie und Grundwerte, Europa                                      | Siegfried Reichert |
| BFA 10 | Klima, Energie, Technik und Digitalisierung                            | Kay-Uwe Klepzig    |
| BFA 11 | Wirtschafts- und Sozialpolitik                                         | Gerrit Huy         |
| BFA 12 | Zuwanderung, Asyl, Staatsangehörigkeit                                 | Maik Klaus         |
| BFA 13 | Infrastruktur, Verkehr, Bauen, Wohnen und Planung                      | Harald Laatsch     |

### Bundesschiedsgericht
Für parteiinterne Streitigkeiten existiert ein Bundesschiedsgericht. Dieses besteht aus neun Schiedsrichtern, die auf eine Dauer von zwei Jahren vom Bundesparteitag gewählt werden. Ebenfalls werden alle zwei Jahre neun Ersatzschiedsrichter gewählt, die als Gast an Beratungen des Schiedsgerichts teilnehmen können und beim Ausscheiden eines Schiedsrichters nachrücken. Die Schiedsrichter wählen einen Präsidenten und einen Vizepräsidenten, die die Leitung des Schiedsgerichts ausüben. Das Bundesschiedsgericht wurde zum Beispiel bei den Auseinandersetzungen um den Landesverband Saar angerufen.

### Landesverbände

Bundesländer, in denen die AfD durch ihre Landesverbände im Parlament vertreten ist (Stand 2023/2024)

Die AfD hat Landesverbände in allen 16 deutschen Ländern. Die Landesverbände haben gemäß Bundessatzung Satzungs-, Finanz- und Personalautonomie, jedoch darf die Landessatzung der Bundessatzung nicht widersprechen. Die Vorsitzenden der AfD-Landesverbände werden in einigen Ländern Landessprecher genannt.
Als rechtsextreme Verdachtsfälle gelten – und werden somit vom Verfassungsschutz beobachtet – die Landesverbände der AfD in Baden-Württemberg, Bayern, Berlin, Brandenburg, Bremen, Hamburg, Hessen, Niedersachsen, Schleswig-Holstein und Rheinland-Pfalz. Sachsen, Sachsen-Anhalt und Thüringen gelten als gesichert rechtsextrem.
| Landesverband | Landesverband          | Gründung       | Vorsitzende bzw. Landessprecher | Mitglieder Stand: Ende 2021 | Landtagswahl  | Bundestagswahl 2025 | Europawahl 2024 |
| ------------- | ---------------------- | -------------- | ------------------------------- | --------------------------- | ------------- | ------------------- | --------------- |
|               | Baden-Württemberg      | 22. April 2013 | Emil Sänze, Markus Frohnmaier   | 3915                        | 09,7 % (2021) | 19,8 %              | 14,7 %          |
|               | Bayern                 | 31. März 2013  | Stephan Protschka               | 4405                        | 14,6 % (2023) | 19,0 %              | 12,6 %          |
|               | Berlin                 | 27. April 2013 | Kristin Brinker                 | 1191                        | 09,1 % (2023) | 15,2 %              | 11,6 %          |
|               | Brandenburg            | 28. April 2013 | Birgit Bessin                   | 1398                        | 29,2 % (2024) | 32,5 %              | 27,5 %          |
|               | Bremen                 | 12. Mai 2013   | Sergej Minich                   | 0105                        | n. a. (2023)  | 15,1 %              | 10,2 %          |
|               | Hamburg                | 7. April 2013  | Dirk Nockemann                  | 0403                        | 07,5 % (2025) | 10,9 %              | 08,0 %          |
|               | Hessen                 | 5. Mai 2013    | Robert Lambrou, Andreas Lichert | 2315                        | 18,4 % (2023) | 17,8 %              | 13,6 %          |
|               | Mecklenburg-Vorpommern | 21. April 2013 | Leif-Erik Holm, Enrico Schult   | 0665                        | 16,7 % (2021) | 35,0 %              | 28,3 %          |
|               | Niedersachsen          | 1. Mai 2013    | Ansgar Schledde                 | 2459                        | 10,9 % (2022) | 17,8 %              | 13,2 %          |
|               | Nordrhein-Westfalen    | 12. April 2013 | Martin Vincentz                 | 5125                        | 05,4 % (2022) | 16,8 %              | 12,6 %          |
|               | Rheinland-Pfalz        | 9. April 2013  | Jan Bollinger                   | 1785                        | 08,3 % (2021) | 20,1 %              | 14,7 %          |
|               | Saarland               | 3. Mai 2013    | Christian Wirth                 | 0447                        | 05,7 % (2022) | 21,6 %              | 15,7 %          |
|               | Sachsen                | 28. April 2013 | Jörg Urban                      | 2252                        | 30,6 % (2024) | 37,3 %              | 31,8 %          |
|               | Sachsen-Anhalt         | 5. April 2013  | Martin Reichardt                | 1379                        | 20,8 % (2021) | 37,1 %              | 30,5 %          |
|               | Schleswig-Holstein     | 27. April 2013 | Kurt Kleinschmidt               | 0831                        | 04,4 % (2022) | 16,3 %              | 12,2 %          |
|               | Thüringen              | 27. April 2013 | Björn Höcke, Stefan Möller      | 1271                        | 32,8 % (2024) | 38,6 %              | 30,7 %          |

### Untergliederungen
Neben den Landesverbänden existieren Bezirksverbände, Kreisverbände und Stadtverbände. Wenn ein Landesverband keine Bezirksverbände besitzt, gibt es dort statt Bezirksverbänden nur Kreisverbände und gegebenenfalls Stadtverbände.

### Innerparteiliche Vereinigungen

#### Der Flügel
Ab 2015 entstand innerhalb der Partei der völkische und nationalistische Zusammenschluss „Der Flügel“. Der damalige Bundessprecher Alexander Gauland äußerte in einer Fernseh-Talkshow im Januar 2019, dass der Flügel auf Parteitagen Unterstützung von bis zu 40 % der Delegierten erhalte. Der Verfassungsschutz rechnete der Gruppierung Anfang 2020 rund 20 Prozent aller AfD-Mitglieder zu.
Wichtigste Protagonisten waren Björn Höcke und Dubravko Mandic, der auch Mitglied der Patriotischen Plattform ist. In der umstrittenen „Erfurter Resolution“ forderten sie, die AfD müsse „eine Bewegung unseres Volkes“ gegen „Gesellschaftsexperimente“ und „Widerstandsbewegung“ gegen eine vermeintliche „Aushöhlung der Souveränität“ Deutschlands sein.
Im März 2020 stufte das Bundesamt für Verfassungsschutz den gesamten Flügel als „gesichert rechtsextremistische Bestrebung gegen die freiheitliche demokratische Grundordnung“ ein, seine Vertreter werden seither nachrichtendienstlich beobachtet. Ende März 2020 forderte der Bundesvorstand die Parteigruppierung dazu auf, sich bis Ende April aufzulösen. In einem Brief an „die Freunde des Flügels“ gaben Björn Höcke und Andreas Kalbitz daraufhin bekannt, unter dem Namen des Flügels stattfindende Aktivitäten bis zum 30. April 2020 einzustellen.
Die Einstufung des Flügels als Beobachtungsfall des Verfassungsschutzes hat nach Einschätzung der Zeit die Außendarstellung der Einheit der AfD beeinträchtigt. Habe die Partei bis dahin nach außen scheinbar geschlossen agiert, brächen nun offensichtliche Richtungsstreitigkeiten auf, die nur hinter vorgehaltener Hand thematisiert worden seien. Angesichts der Brutalität, mit der die Rechtsradikalen nun gegen Kollegen in der eigenen Partei vorgingen, stelle sich die Frage, wie sie erst den politischen Gegner behandeln würden, wenn sie je an die Macht kämen. Im Mai 2020 annullierte der Bundesvorstand der AfD die Gültigkeit der Parteimitgliedschaft von Andreas Kalbitz, weil dieser frühere Mitgliedschaften in der Neonaziorganisation Heimattreue Deutsche Jugend und bei den Republikanern bei seinem Eintritt nicht angegeben haben soll. Das Landgericht Berlin entschied in einem von Kalbitz angestrengten Eilverfahren, dass dieser bis zu einer endgültigen Entscheidung durch das Bundesschiedsgericht der AfD Mitglied der Partei bleiben und an Vorstandssitzungen teilnehmen darf. Am 25. Juli 2020 bestätigte das Bundesschiedsgericht die Annullierung der Mitgliedschaft von Kalbitz, sodass dieser kein AfD-Mitglied mehr ist.
Im Oktober 2020 bescheinigte der Präsident des Bundesamtes für Verfassungsschutz Thomas Haldenwang dem Flügel trotz der formalen Auflösung einen immer größeren Einfluss, der zu einer zunehmenden Radikalisierung der Gesamtpartei führe. Bei parteiinternen Wahlen kämen Flügel-Anhänger in Schlüsselpositionen und es gebe auch untereinander weiterhin Zusammenhalt und Austausch.
Die „Patriotische Plattform“ mit ihrem Vorsitzenden Hans-Thomas Tillschneider vertritt ebenso einen völkisch-nationalistischen Kurs. Im September 2018 beantragte der Vereinsvorstand die Selbstauflösung des Vereins, da das Ziel erreicht sei, auf allen Ebenen der Partei alles zu tun und zu sagen, was man wolle.

#### Christen in der AfD
Wie in anderen Parteien auch, gründeten sich verschiedene Gruppen von Christen in der AfD. Sie vertreten meist ähnliche Positionen wie evangelikal-konservative Gemeinschaften und sind laut Andreas Kemper dem „christlich-fundamentalistischen“ Flügel zuzuordnen. In der Bundespartei sind sie stark durch Beatrix von Storch repräsentiert. Der Pforzheimer Kreis vertritt laut der Tageszeitung taz christlich-fundamentalistische Positionen. Zusammen mit dem Arbeitskreis Christen in der Alternative für Deutschland bildet er die Vereinigung Christen in der AfD (ChrAfD), die in ihrer Grundsatzerklärung Schwangerschaftsabbrüche, Sterbehilfe sowie die Gleichstellung von gleichgeschlechtlichen Lebenspartnerschaften mit der Ehe ablehnt.

#### Juden in der AfD
Die Bundesvereinigung Juden in der AfD (JAfD) gründete sich am 7. Oktober 2018 in Wiesbaden. Erste Vorsitzende der Neugründung wurde Vera Kosova. Ein Drittel der 24 Gründungsmitglieder stammt aus Nachfolgestaaten der Sowjetunion.

#### Weitere Organisationen in der AfD
Anfang 2014 gründete sich in Abgrenzung zu den insbesondere von Beatrix von Storch repräsentierten christlich-nationalen Positionen die Plattform KOLIBRI – Konservative und Liberale in der AfD. Daneben existierte ein Bundesarbeitskreis Homosexuelle in der AfD, der sich für die völlige Gleichstellung Homosexueller einsetzen, jedoch gleichzeitig „die traditionellen Familien nicht aus den Augen verlieren“ wollte.
Am 3. Oktober 2017 wurde als weitere innerparteiliche Vereinigung die Interessengemeinschaft Alternative Mitte Deutschland gegründet. Die Anhänger gelten innerhalb der AfD als gemäßigte Liberal-Konservative. Die Alternative Mitte versteht sich als Gegengewicht zum „nationalrevolutionären“ Flügel um Björn Höcke und Alexander Gauland.

### Jugendorganisation
Im November 2015 wurde die Junge Alternative (JA) durch den Bundesparteitag der AfD als Jugendorganisation der AfD anerkannt. Ihre Positionen gelten als weitgehend deckungsgleich mit denen des rechtsextremen Flügels der Partei. Anfang September 2018 wurde bekannt, dass die drei JA-Landesverbände Bremen, Niedersachsen und Baden-Württemberg von den dortigen Verfassungsschutzbehörden beobachtet werden. Die JA löste den Landesverband Niedersachsen daraufhin am 4. November 2018 bei einem Bundeskongress in Barsinghausen auf.
Im April 2023 stufte das Bundesamt für Verfassungsschutz die Junge Alternative für Deutschland als gesichert rechtsextrem ein. Diese Einstufung wurde Mitte Juni desselben Jahres aufgrund eines laufenden Eilverfahrens der AfD beim Verwaltungsgericht Köln vorläufig zurückgenommen.
Im Januar 2025 beschloss der Bundesparteitag der AfD seine als Verein organisierte Jugendorganisation aufzulösen. Eine neue Jugendorganisation soll gegründet werden, diesmal als rechtlich unselbständiger Teil der Partei selbst. Mitglieder der zu gründenden Jugendorganisation, die älter als 16 sind müssen anders als bisher gleichzeitig Mitglied der Partei sein, was sie der Schiedsgerichtsbarkeit und generell einer stärkeren Kontrolle der Partei unterwirft. Der JA-Vorsitzende Hannes Gnauck unterstützte das Vorhaben und begründete es mit der Gefahr eines drohenden Vereinsverbotes.
Auf einem Bundeskongress löste sich die Junge Alternative zum 31. März 2025 dementsprechend auf.

### Mitarbeiter
Die Wahlerfolge der AfD verhalfen zahlreichen ihrer Kandidaten zu Mandaten in Landtagen, dem Europaparlament und dem Bundestag. Wie üblich beschäftigen diese Abgeordneten und ihre Fraktionen Mitarbeiter, die sie selbst anwerben.
Recherchen ergaben, dass unter solchen Mitarbeitern auch Personen mit rechtsextremen Hintergrund oder Vorgeschichte zu finden sind. 2018 ließen sich nach Recherchen der Wochenzeitung Die Zeit von den 297 Mitarbeitern der AfD-Bundestagsabgeordneten 27 mit einem eindeutig „rechtsradikalen bis rechtsextremen Hintergrund“ verbinden, darunter „Anhänger der NPD und der neonazistischen, verbotenen Organisation Heimattreue Deutsche Jugend (HDJ), Aktivisten der Identitären Bewegung und der rechtsradikalen Gruppe Ein Prozent, extrem rechte Burschenschafter und neurechte Ideologen.“ Auch Alexander Gauland hatte einen Mitarbeiter mit neonazistischer Vergangenheit, die Gauland als „Jugendsünde“ charakterisierte 2024 identifizierte der Bayerische Rundfunk unter den Mitarbeitern der AfD im Bundestag „mehr als 100 Rechtsextreme“. Diese seien „in Organisationen aktiv“, die „von deutschen Verfassungsschutzämtern als rechtsextrem eingestuft werden. Unter ihnen befinden sich Aktivisten aus dem Umfeld der «Identitären Bewegung», ideologische Vordenker aus der «Neuen Rechten» und mehrere Neonazis.“ Werden Entgleisungen öffentlich, kann dies für Mitarbeiter Konsequenzen haben. Der Fraktionsmitarbeiter Christian Lüth wurde 2020, nachdem ihm Recherchen Aussagen über das „Vergasen“ und „Erschießen“ von Migranten zugeordnet hatten, auf Beschluss der Bundestagsfraktion einstimmig entlassen. Alexander Gauland nannte die Aussagen damals „völlig inakzeptabel und in keiner Weise mit den Zielen und der Politik der AfD und der AfD-Fraktion im Deutschen Bundestag vereinbar“.  2024 war Lüth wieder im Bundestag tätig, diesmal als Mitarbeiter des AfD-Abgeordneten Jan Wenzel Schmidt. Vom selben Abgeordneten wurde auch berichtet, dass er Mario Müller beschäftigt, der u.a wegen eines Angriffs auf Polizeibeamte gerichtlich verurteilt wurde. Müller wurde wegen seiner Vorstrafen von der Bundestagsverwaltung ein Hausausweis, der ihm erlaubt hätte, Sicherheitsschleusen ohne weitere Überprüfung zu durchqueren, verweigert. Mitarbeiter mit rechtsextremen Hintergrund oder entsprechender Vergangenheit werden auch von Landtagsfraktionen und Landtagsabgeordneten der AfD beschäftigt. Dies auch dann, wenn der Hintergrund der Mitarbeiter sich auf Organisationen bezieht, die auf der Unvereinbarkeitsliste der AfD stehen. Im Europaparlament stellte Maximilian Krah 2019 einen Mitarbeiter mit rechtsextremer Vergangenheit in Frankreich ein, der zuvor für einen EU-Abgeordneten des Rassemblement National gearbeitet hatte, wegen einer karikierenden Verkleidung als orthodoxer Jude und entsprechenden Antisemitismusvorwürfen aber nicht allein entlassen, sondern aus der Partei Marine LePens ausgeschlossen worden war.
Armin Pfahl-Traughber sieht die Tätigkeit solcher Mitarbeiter als Beleg für die Bewegung der Partei nach Rechts, unabhängig davon ob die entsprechenden Mitarbeiter bewusst angeworben worden seien oder die Partei hätten unterwandern können.

### Mitglieder
|          | Mitglieder      | Förderer       | Gesamt          |
| -------- | --------------- | -------------- | --------------- |
| Männlich | 17.495 (84,5 %) | 1.036 (85,1 %) | 18.531 (84,5 %) |
| Weiblich | 03.211 (15,5 %) | 0.181 (14,9 %) | 03.392 (15,5 %) |
| Summe    | 20.706          | 1.217          | 21.923          |

Die Partei verzeichnete nach ihrer Gründung regen Zulauf. Sieben Wochen nach der Freischaltung ihrer Webseite wurden bereits 10.000 Mitglieder registriert. Nach Eigenangaben kamen von den 10.476 bis Ende April 2013 registrierten Mitgliedern 2.795 aus anderen Parteien: 1.008 von der CDU, 587 von der FDP, 558 von der SPD, 220 von der CSU, 143 von der Piratenpartei und 106 von Bündnis 90/Die Grünen. Es gab zudem Übertritte von den Freien Wählern. So traten große Teile des Berliner Landesverbandes einschließlich des Landesvorsitzenden der neuen Partei bei. Später kamen auch einige Hamburger Parteimitglieder dazu, darunter der spätere Landesvorsitzende Jörn Kruse. Bis September 2013 traten nach Schätzungen des Vorsitzenden der Partei Die Freiheit René Stadtkewitz etwa 500 Mitglieder seiner Partei zur AfD über.
Im Mai 2013 waren etwa 14 Prozent der Mitglieder Frauen; das Durchschnittsalter der AfD-Mitglieder lag bei 51 Jahren.
Seit Sommer 2014 berichteten Medien häufiger über Austritte von Parteimitgliedern, darunter auch ehemaligen Funktionsträgern. Vor allem Angehörige des liberalen Flügels verließen wegen des Rechtsrucks die AfD.
Auf den Austritt des Parteigründers Bernd Lucke nach dem Essener Parteitag im Juli 2015 folgte eine Austrittswelle. Nach Parteiangaben verließen bis Ende August etwa 20 Prozent der AfD-Mitglieder die Partei.
Vor dem Parteitag in Hannover Ende November 2015 hatte die AfD knapp 20.000 Mitglieder, was in etwa dem Stand vor dem Auszug der Lucke-Anhänger entsprach. Im Mai 2016 lag die Mitgliederzahl bei 23.400. Bis Juli 2017 erhöhte sich die Mitgliederzahl auf 28.000.
Nach Angaben der Partei waren im September 2019 insgesamt 82 Prozent der knapp 35.000 Mitglieder zuvor in keiner Partei Mitglied. 6,23 Prozent entstammten der CDU, 3,30 Prozent der SPD, 2,03 Prozent der FDP, 1,77 Prozent der Linken und 0,63 Prozent den Grünen. Zahlen zu früheren Mitgliedschaften bei NPD oder Republikanern gab Parteisprecher Michael Pfalzgraf nicht an.
Ende 2024 hatte die AfD ungefähr 49.000 Mitglieder. 24 % der Mitglieder sind Frauen. Nachdem die Mitgliederzahl zwischen 2018 und 2022 zurückgegangen war, verdoppelte sie sich seit 2022 beinahe. „Die größten Landesverbände stellen Nordrhein-Westfalen, Bayern und Baden-Württemberg“, NRW weist dabei aber einen schwachen Organisationsgrad auf. Im Verhältnis zur Größe der Wahlbevölkerung haben die ostdeutschen Verbände in Sachsen, Sachsen-Anhalt und Thüringen die stärkste gesellschaftliche Verankerung.
Laut Satzung ist die Aufnahme von ehemaligen Mitgliedern extremistischer Organisationen grundsätzlich ausgeschlossen. Eine entsprechende Unvereinbarkeitsliste orientiert sich an den Berichten der Verfassungsschutzbehörden.
Siehe auch: Verbindungen zur extremen Rechten

### Parteizeitung
Die Parteizeitung der Alternative für Deutschland heißt AfD Kompakt. Die Zeitung wird vom Bundesvorstand herausgegeben und erscheint monatlich.

### Parteinahe Stiftung
Am 10. Dezember 2016 wurde die Desiderius-Erasmus-Stiftung als Verein gegründet und sollte als parteinahe Stiftung für die AfD fungieren. Erster Vorsitzender wurde Konrad Adam. Der Verein wurde nach Desiderius Erasmus von Rotterdam, dem Autor von Lob der Torheit, benannt und soll laut Parteiaussage „für die pro-europäische, aber euro-kritische Haltung der Partei“ stehen. Bereits im April 2017 wurde Adam auf einer Mitgliedsversammlung wieder abgewählt.
Im Dezember 2017 berichtete die Frankfurter Allgemeine Zeitung, dass Alexander Gauland den 2011 gegründeten Verein Gustav-Stresemann-Stiftung, der nach dem nationalliberalen Politiker und Friedensnobelpreisträger Gustav Stresemann benannt ist, als parteinahe Stiftung der AfD anerkennen lassen wollte; als weiterer Anwärter wurde die Gottfried-Herder-Stiftung für Demokratie e. V. genannt.
Am 13. April 2018 sprach sich der Bundesvorstand der AfD für die Anerkennung der Desiderius-Erasmus-Stiftung aus; die endgültige Entscheidung fiel beim Bundesparteitag im Juni 2018. Laut WDR und NDR wollte sich die Stiftung zu einem späteren Zeitpunkt nach Gustav Stresemann umbenennen, sofern namensrechtlich möglich. Nach einer Klage der Enkel Stresemanns gegen die ursprüngliche Gustav-Stresemann-Stiftung auf Unterlassung der Namensverwendung ihres Großvaters ist dies jedoch nicht mehr zulässig.

### Finanzen
| Herkunft | Betrag in Euro | Anteil in Prozent |
| --- | -------------- | ----------------- |
| Mitgliedsbeiträge | 4.010.294,73   | 15,26             |
| Mandatsträgerbeiträge und ähnliche regelmäßige Beiträge                                                                             | 2.011.984,41   | 07,66             |
| Spenden von natürlichen Personen | 6.384.388,95   | 24,29             |
| Spenden von juristischen Personen                                                                                                   | 185.709,51     | 00,45             |
| Einnahmen aus Unternehmenstätigkeit                                                                                                 | 32.667,26      | 00,12             |
| Einnahmen aus Beteiligungen | 0,00           | 00,00             |
| Einnahmen aus sonstigem Vermögen | 10.972,05      | 00,04             |
| Einnahmen aus Veranstaltungen, Vertrieb von Druckschriften und Veröffentlichungen und sonstiger mit Einnahmen verbundener Tätigkeit | 107.306,79     | 00,41             |
| Staatliche Mittel | 10.203.583,65  | 38,83             |
| Sonstige Einnahmen | 3.399.698, 83  | 12,94             |
| Summe | 26.279.606,18  | 100,000           |

| Bereich                                          | Betrag in Euro | Anteil in Prozent |
| ------------------------------------------------ | -------------- | ----------------- |
| Personalausgaben                                 | 3.876.067,72   | 16,29             |
| Ausgaben des laufenden Geschäftsbetriebs         | 4.511.487,85   | 18,96             |
| Ausgaben für allgemeine politische Arbeit        | 4.317.877,43   | 18,14             |
| Ausgaben für Wahlkämpfe                          | 7.210.915,78   | 30,30             |
| Ausgaben für die Vermögensverwaltung samt Zinsen | 0,00           | 00,00             |
| Sonstige Zinsen                                  | 436,46         | 00,00             |
| Ausgaben im Rahmen einer Unternehmenstätigkeit   | 14.373,57      | 00,06             |
| Sonstige Ausgaben                                | 3.866.304,43   | 016,25            |
| Summe                                            | 23.797.463,24  | 100,000           |

2013
Da die Alternative für Deutschland bis zur Bundestagswahl 2013 keinen Anspruch auf staatliche Finanzierung hatte, finanzierte sie ihren Wahlkampf mehrheitlich aus Mitgliedsbeiträgen und Spenden. Bis August 2013 erhielt die AfD laut Aussagen von Joachim Starbatty insgesamt 2,3 Millionen Euro von Parteimitgliedern. Sie erhielt zudem zwei Darlehen des Hamburger Reeders Folkard Edler in Höhe von jeweils 500.000 Euro. Das erste Darlehen wurde für eine Dauer von sechs Monaten gegeben und war mit 40 Prozent der staatlichen Wahlkampfkostenerstattung besichert. Das zweite Darlehen sah eine jährliche Tilgung von 100.000 Euro vor, sofern die Partei die finanziellen Mittel dazu habe. Andernfalls würden ihr die restlichen Schulden nach fünf oder acht Jahren erlassen. Laut Ansicht des Staatsrechtlers Jörn Ipsen sei die in Aussicht gestellte Umwandlung der Darlehen in eine Spende parteirechtlich problematisch, da dadurch das Transparenzgebot der Parteienfinanzierung tangiert werde. Ein Spendenaufruf am Wochenende vor der Wahl erbrachte nach Parteiangaben zusätzlich über 430.000 Euro.
Aufgrund der Wahlergebnisse der Bundestagswahl und der Landtagswahl in Hessen erfüllte die AfD die Voraussetzungen für den Erhalt staatlicher Zuwendungen für das Jahr 2013. Gestützt auf den Wählerstimmenanteil wurde ein Höchstsatz von etwa 1,9 Millionen Euro festgesetzt. Da die Partei erst 2013 gegründet worden war, konnte sie keinen Rechenschaftsbericht für das Jahr 2012 einreichen. Den laut Parteiengesetz notwendigen Nachweis eigener finanzieller Mittel erbrachte die Partei stattdessen durch testierte Angaben über die von ihr im Jahr 2013 erzielten Einnahmen. Damit hat die Partei Anspruch auf die staatlichen Zuwendungen in voller Höhe.
Die AfD erzielte im Jahr 2013 laut ihrem ersten Rechenschaftsbericht Einnahmen in Höhe von 7,72 Millionen Euro und Ausgaben in Höhe von 5,39 Millionen Euro und damit einen Überschuss in Höhe von 2,34 Millionen Euro. Sie erhielt neben staatlichen Mitteln in Höhe von 1,86 Millionen Euro Spenden von natürlichen Personen in Höhe von 4,14 Millionen Euro und Spenden von juristischen Personen in Höhe von 170.000 Euro.
2014
Im April 2014 gewährte der stellvertretende Parteisprecher Hans-Olaf Henkel der Partei einen Kredit über eine Million Euro.
Insgesamt rechnete die AfD für das Jahr 2014 zunächst mit Einnahmen durch Mitgliedsbeiträge und Spenden in einer Höhe von drei Millionen Euro. Um die volle staatliche Wahlkampfkostenerstattung von fünf Millionen Euro entsprechend ihrem erzielten Stimmenanteil erlangen zu können, benötigte sie zusätzliche Eigeneinnahmen von mindestens zwei Millionen Euro. Sie entschloss sich deshalb, eine unklare Formulierung im Parteiengesetz auszunutzen, indem sie Goldbarren und -münzen kaufte und sogleich mit nur geringfügigem Gewinn wieder verkaufte, um danach den gesamten Verkaufsumsatz als Einnahme geltend zu machen. Die Bundestagsverwaltung prüfte und stellte fest, dass tatsächlich der gesamte Umsatz des Goldverkaufs als Einnahme im Sinne des Parteiengesetzes zu werten sei und nicht nur der minimale Ertrag. Der Vorgang führte zu einer Änderung des Parteiengesetzes.
Die AfD erzielte im Jahr 2014 laut ihrem zweiten Rechenschaftsbericht Einnahmen in Höhe von 12,57 Millionen Euro und Ausgaben in Höhe von 10,73 Millionen Euro und damit einen Überschuss in Höhe von 1,84 Millionen Euro. Sie erhielt neben staatlichen Mitteln in Höhe von 5,41 Millionen Euro Spenden von natürlichen Personen in Höhe von 2,01 Millionen Euro und Spenden von juristischen Personen in Höhe von etwa 50.000 Euro.
2015
Anfang Dezember 2015 beschloss der Deutsche Bundestag eine Änderung des Parteiengesetzes zum 1. Januar 2016, durch die – rückwirkend für 2015 – bei den unternehmerischen Tätigkeiten der Parteien nur noch der Gewinn berücksichtigt wird. Daraufhin veröffentlichte die AfD einen Spendenaufruf und nahm in gut drei Wochen 3,1 Millionen Euro durch Spenden ein. Der AfD gelang es somit, die drohende Finanzierungslücke von zwei Millionen Euro zu schließen.
Die AfD erzielte im Jahr 2015 laut ihrem dritten Rechenschaftsbericht Einnahmen in Höhe von 14,79 Millionen Euro und Ausgaben in Höhe von 8,92 Millionen Euro und damit einen Überschuss in Höhe von 5,86 Millionen Euro. Sie erhielt neben staatlichen Mitteln in Höhe von 5,21 Millionen Euro Spenden von natürlichen Personen in Höhe von 4,54 Millionen Euro und Spenden von juristischen Personen in Höhe von etwa 133.000 Euro.
2016
Die AfD erzielte im Jahr 2016 laut ihrem vierten Rechenschaftsbericht Einnahmen in Höhe von 15,61 Millionen Euro und Ausgaben in Höhe von 11,1 Millionen Euro und damit einen Überschuss in Höhe von 4,51 Millionen Euro. Sie erhielt neben staatlichen Mitteln in Höhe von 6,13 Millionen Euro Spenden von natürlichen Personen in Höhe von 5,8 Millionen Euro und Spenden von juristischen Personen in Höhe von etwa 185.000 Euro.
2017
2017 erhielt die AfD von 29 Privatpersonen und Unternehmen Spenden über mindestens je 10.000,00 Euro. Darunter war eine Spende über 50.000,00 Euro des in Bangkok ansässigen Deutschen Mortimer von Zitzewitz. Eine Person gleichen Namens war in den 1970er Jahren Geschäftsführer einer Hamburger Firma, die verdächtigt wurde, für den Bundesnachrichtendienst Waffengeschäfte in Krisengebieten getätigt zu haben.
2018
Im Februar 2020 wurde bekannt, dass die AfD Empfänger der größten bekannten Einzelzuwendung an eine Partei in der Geschichte der Bundesrepublik war. Ein Ingenieur hatte die Partei als Alleinerben seines Vermögens von mehr als sieben Millionen Euro eingesetzt. Der Erblasser war kein AfD-Mitglied.
2020
Im November 2020 wurde die AfD von der Bundestagsverwaltung wegen Annahmen verschleierter Spenden („Strohmannspenden“) mit Strafrechnungen von insgesamt etwa einer halben Million Euro belegt. Des Weiteren wurde die AfD von der Bundestagsverwaltung im selben Monat mit einer weiteren Strafrechnung in Höhe von etwa 72.000 Euro wegen der Nichtangabe von Sachspenden bedacht.

## Bundessprecher
Die Bundessprecher sind vergleichbar mit Parteivorsitzenden in anderen Parteien. Die AfD wird von einer Doppelspitze zweier Bundessprecher geführt, dies war bis 2022 in der Satzung festgehalten. 2022 wurde dies auf dem Parteitag in Riesa mit Unterstützung Björn Höckes geändert, eine Einzelspitze ist seither möglich, aber nicht vorgeschrieben. Momentan sind Tino Chrupalla und Alice Weidel Bundessprecher. Von den sieben Bundessprechern, die die AfD insgesamt hatte und hat, haben mittlerweile vier die Partei verlassen und verweisen auf einen für sie nicht zu akzeptierenden Rechtskurs.

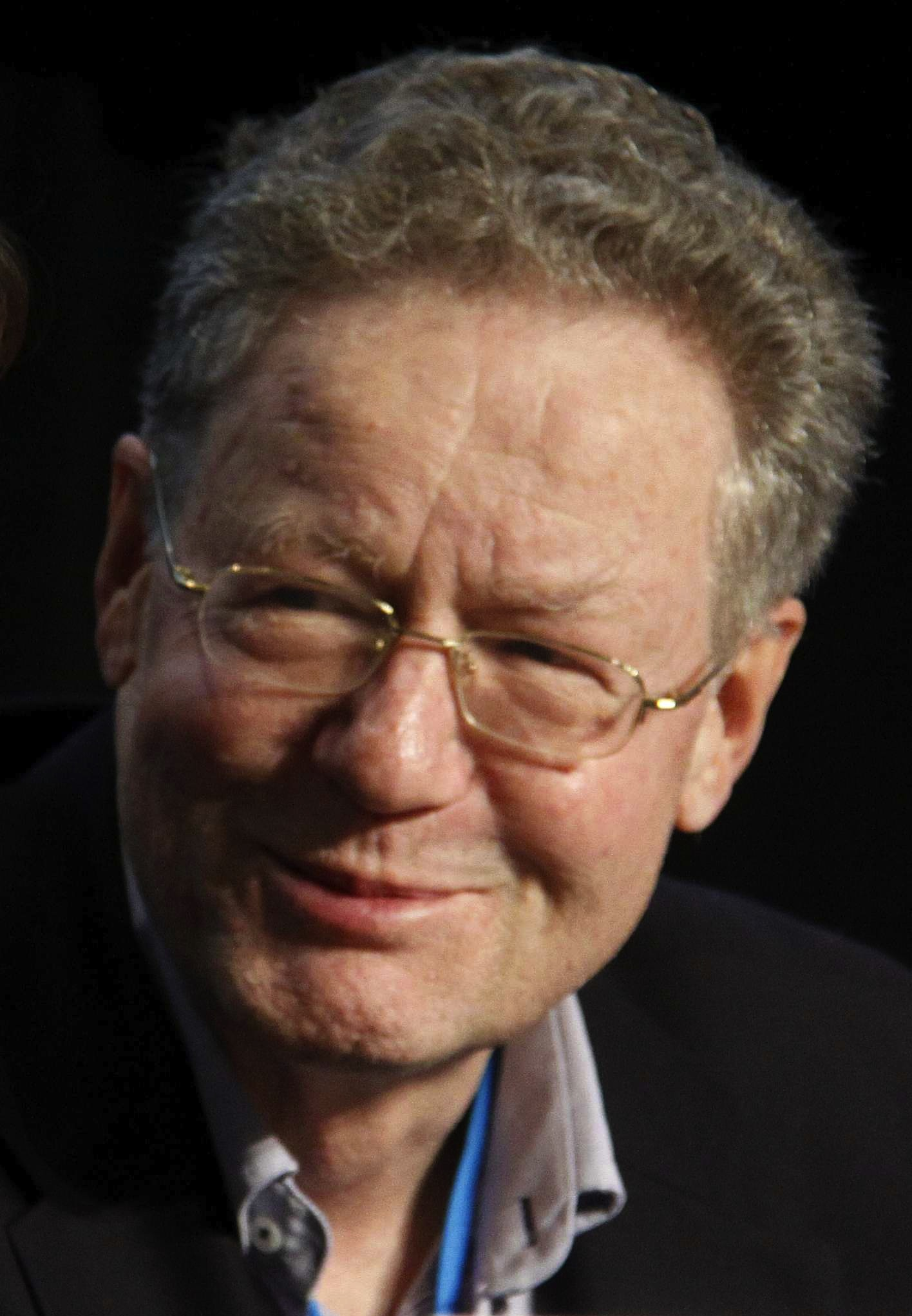
Konrad Adam 2013 bis 2015
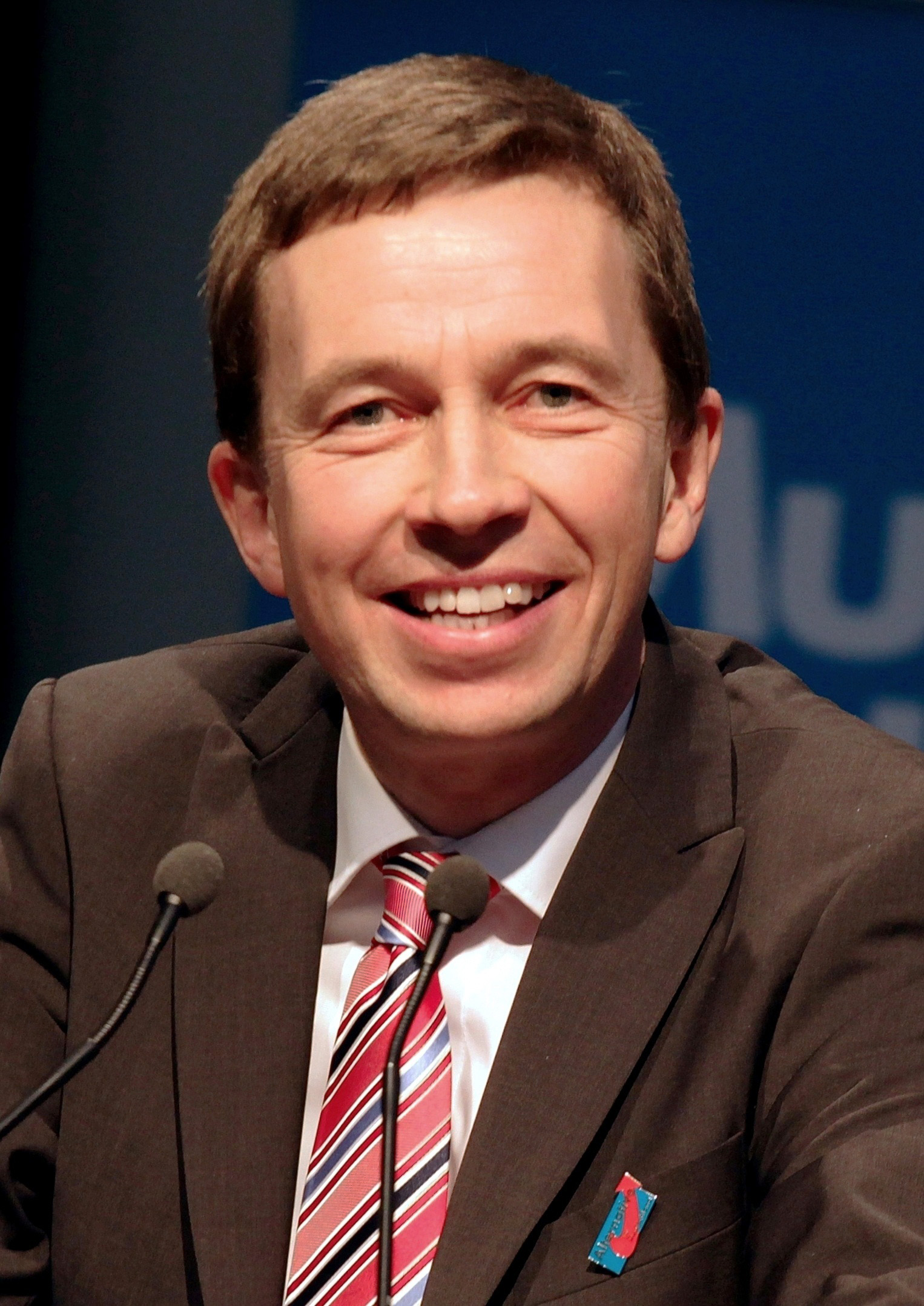
Bernd Lucke 2013 bis 2015
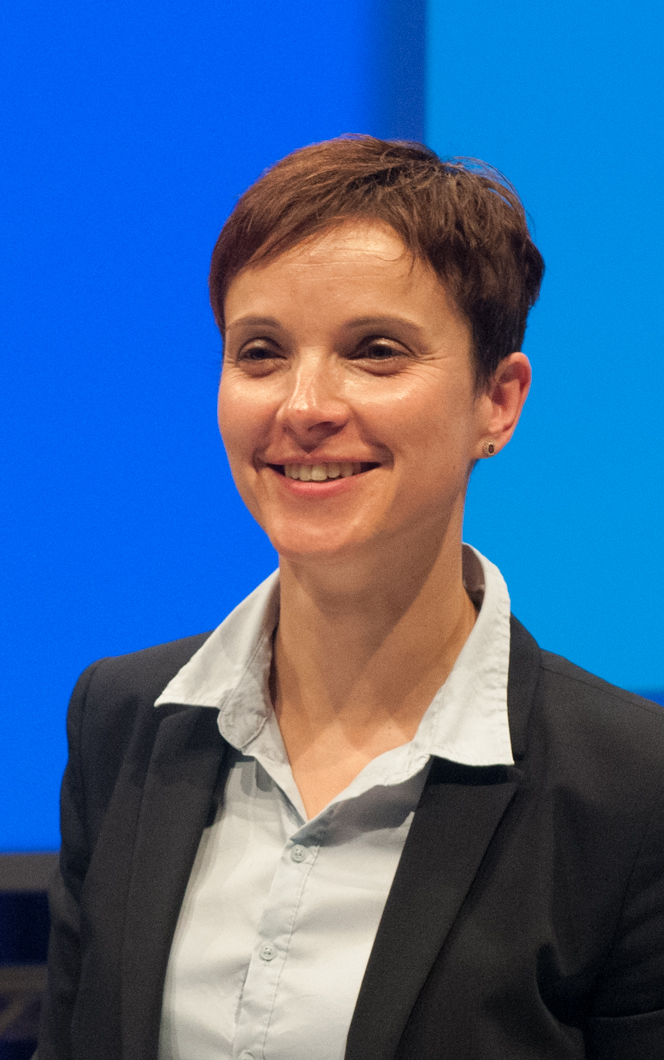
Frauke Petry 2013 bis 2017 (im Amt ausgetreten)
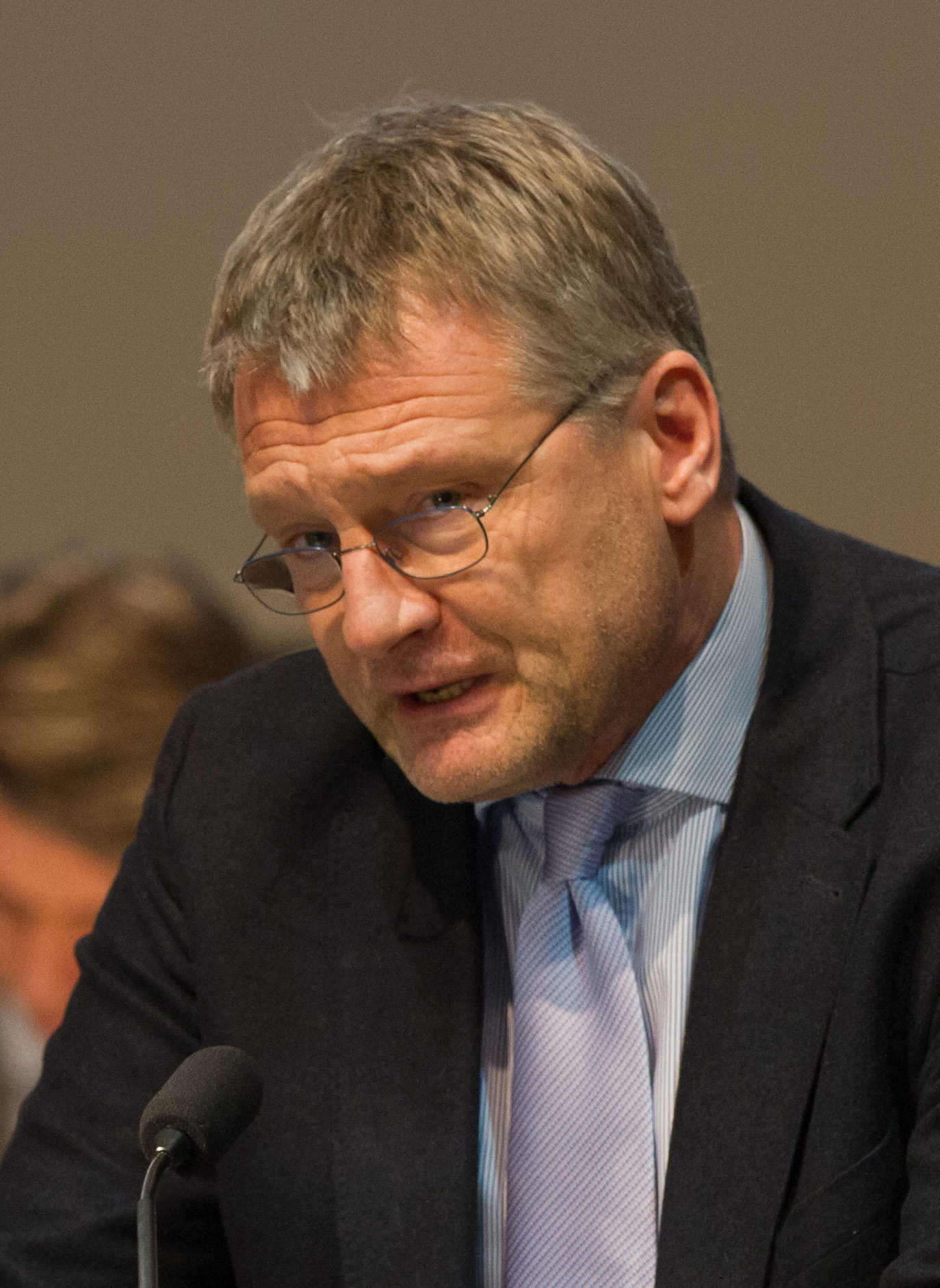
Jörg Meuthen 2015 bis 2022 (im Amt ausgetreten)
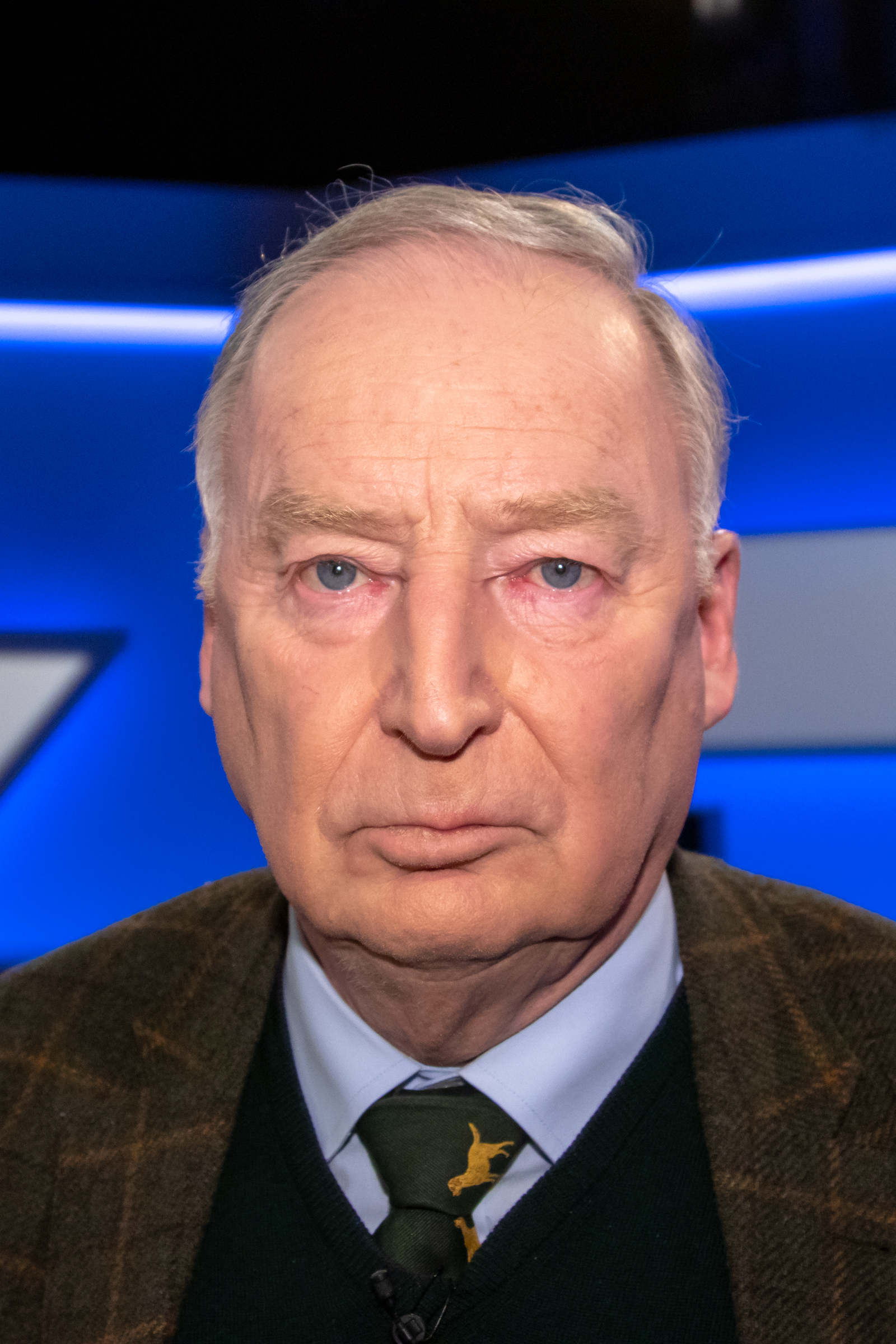
Alexander Gauland 2017 bis 2019
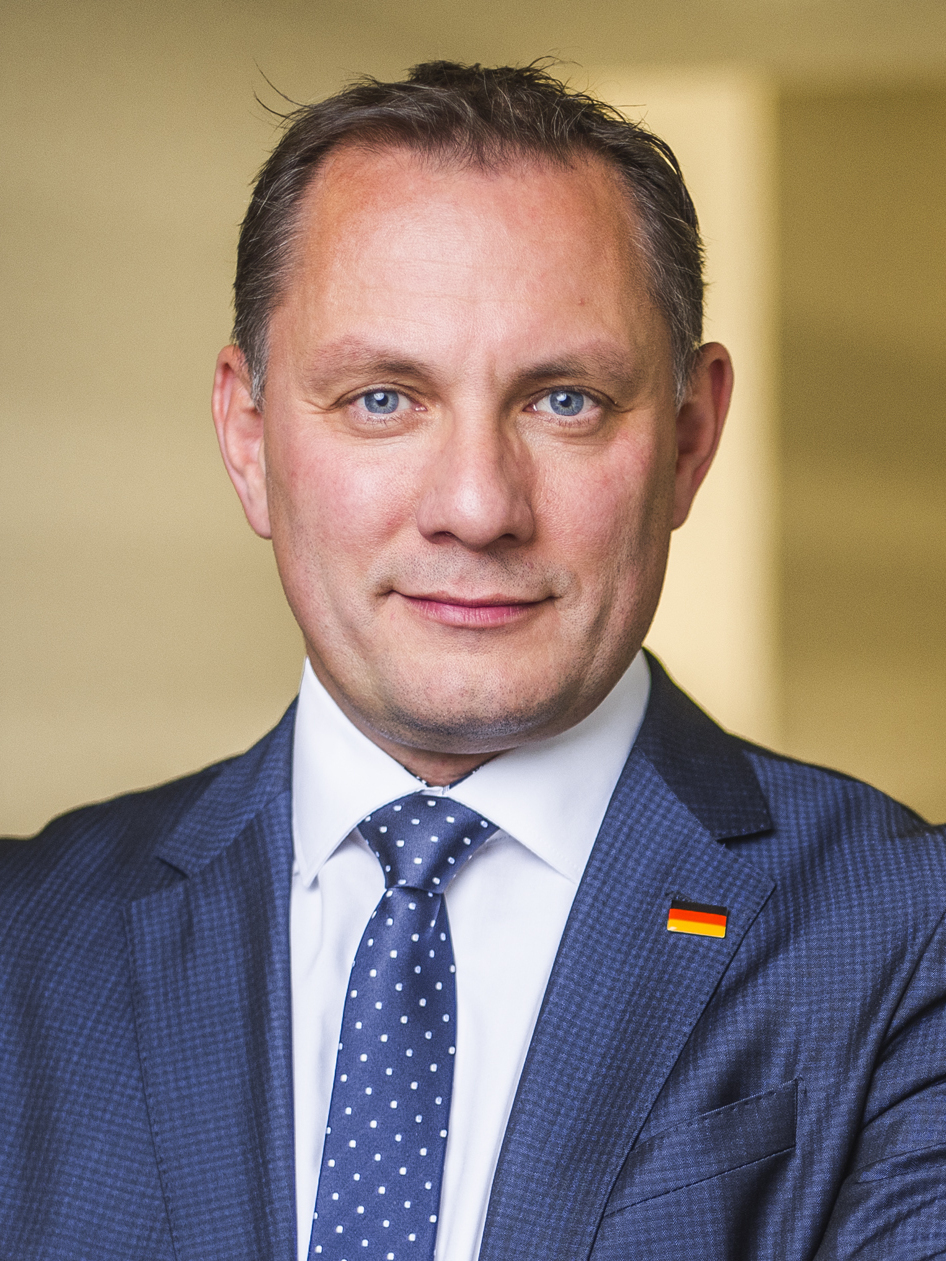
Tino Chrupalla seit 2019
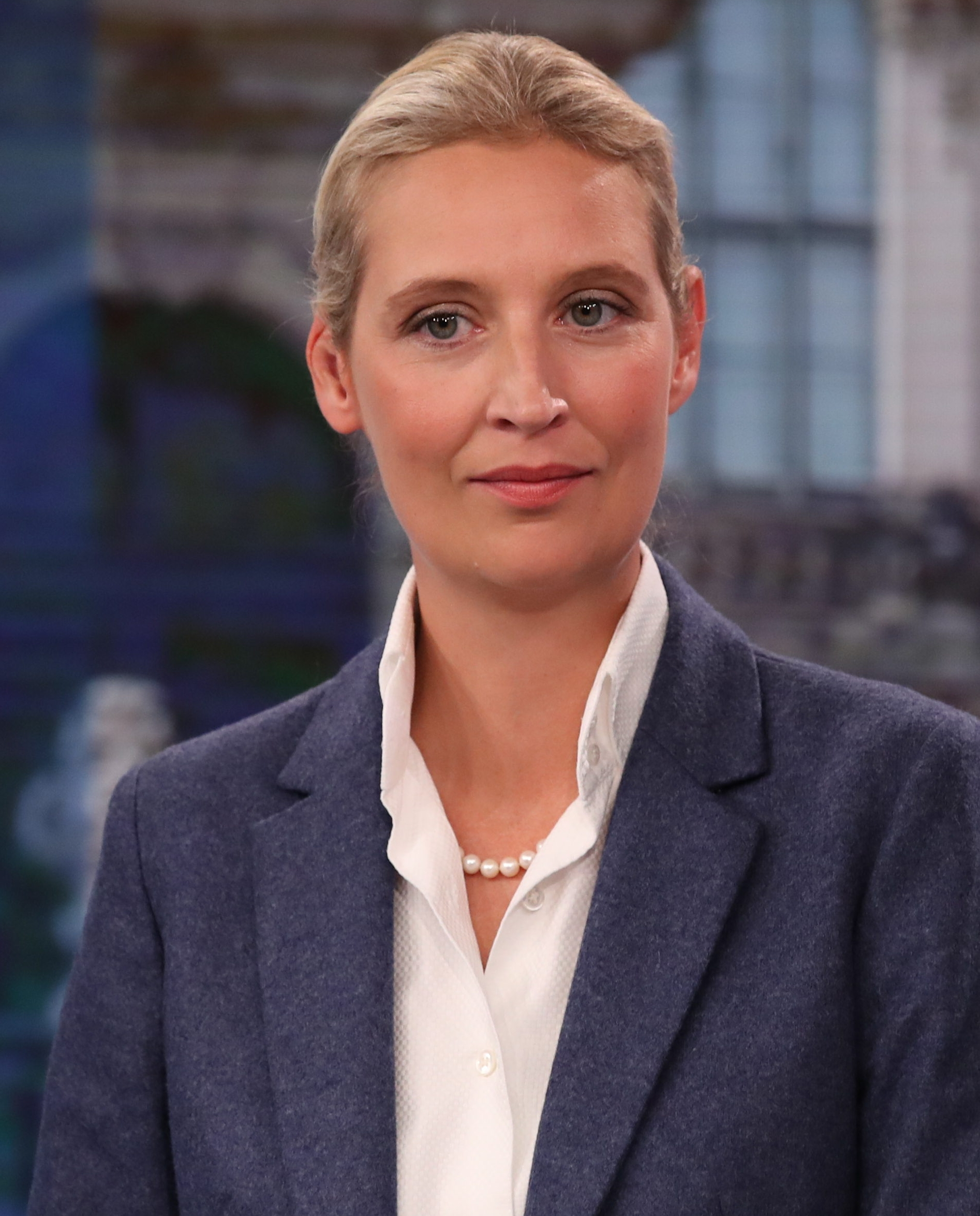
Alice Weidel seit 2022

| Zeit      | Sprecher     | Sprecher          | Sprecher    |
| --------- | ------------ | ----------------- | ----------- |
| 2013–2015 | Bernd Lucke  | Frauke Petry      | Konrad Adam |
| 2015–2017 | Jörg Meuthen | Frauke Petry      | –           |
| 2017–2019 | Jörg Meuthen | Alexander Gauland | –           |
| 2019–2022 | Jörg Meuthen | Tino Chrupalla    | –           |
| seit 2022 | Alice Weidel | Tino Chrupalla    | –           |

## Geschichte

Logo der Wahlalternative 2013

### Gründungsphase 2012–2013

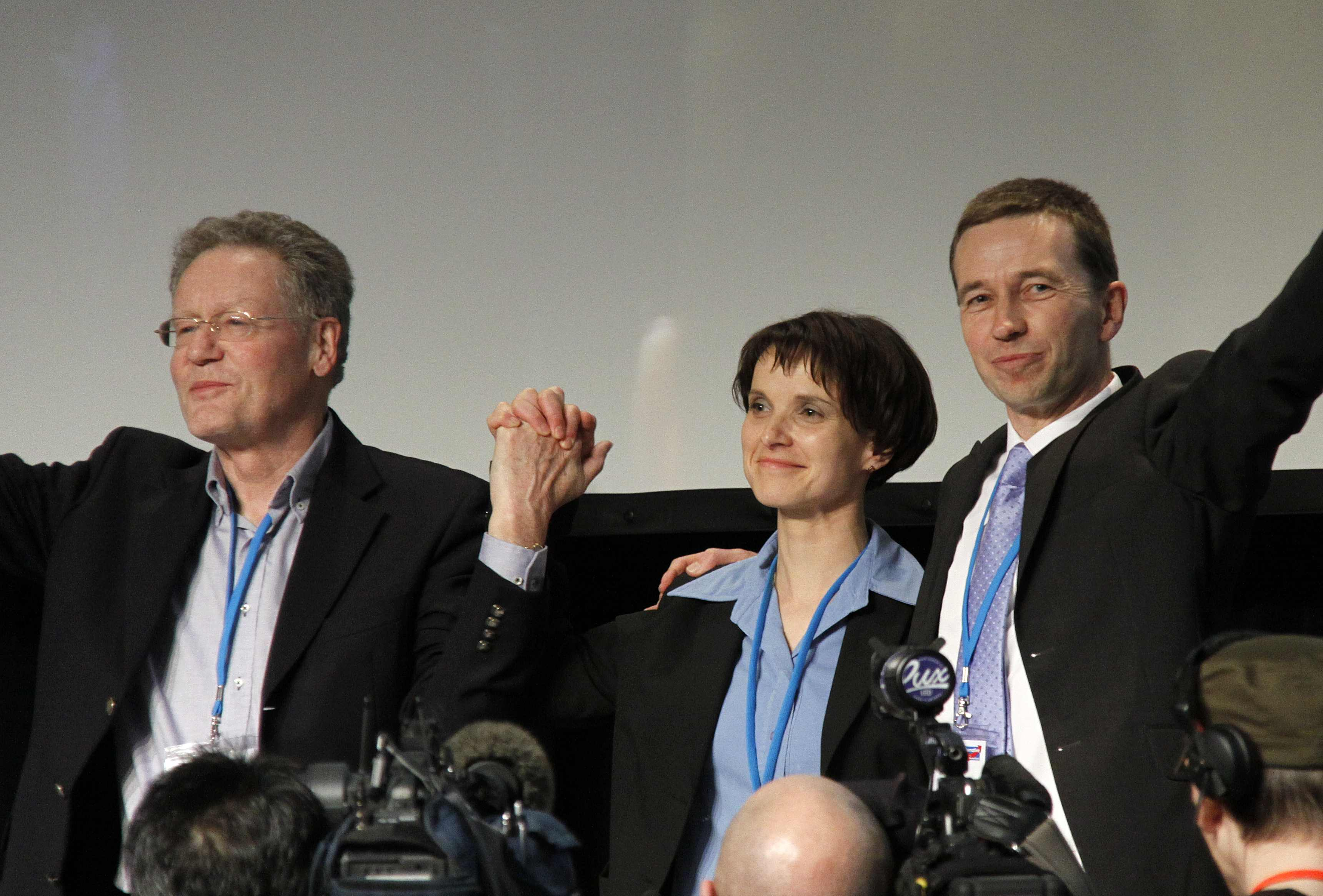
Konrad Adam, Frauke Petry und Bernd Lucke (v. l. n. r.) beim Gründungsparteitag der AfD 2013 in Berlin

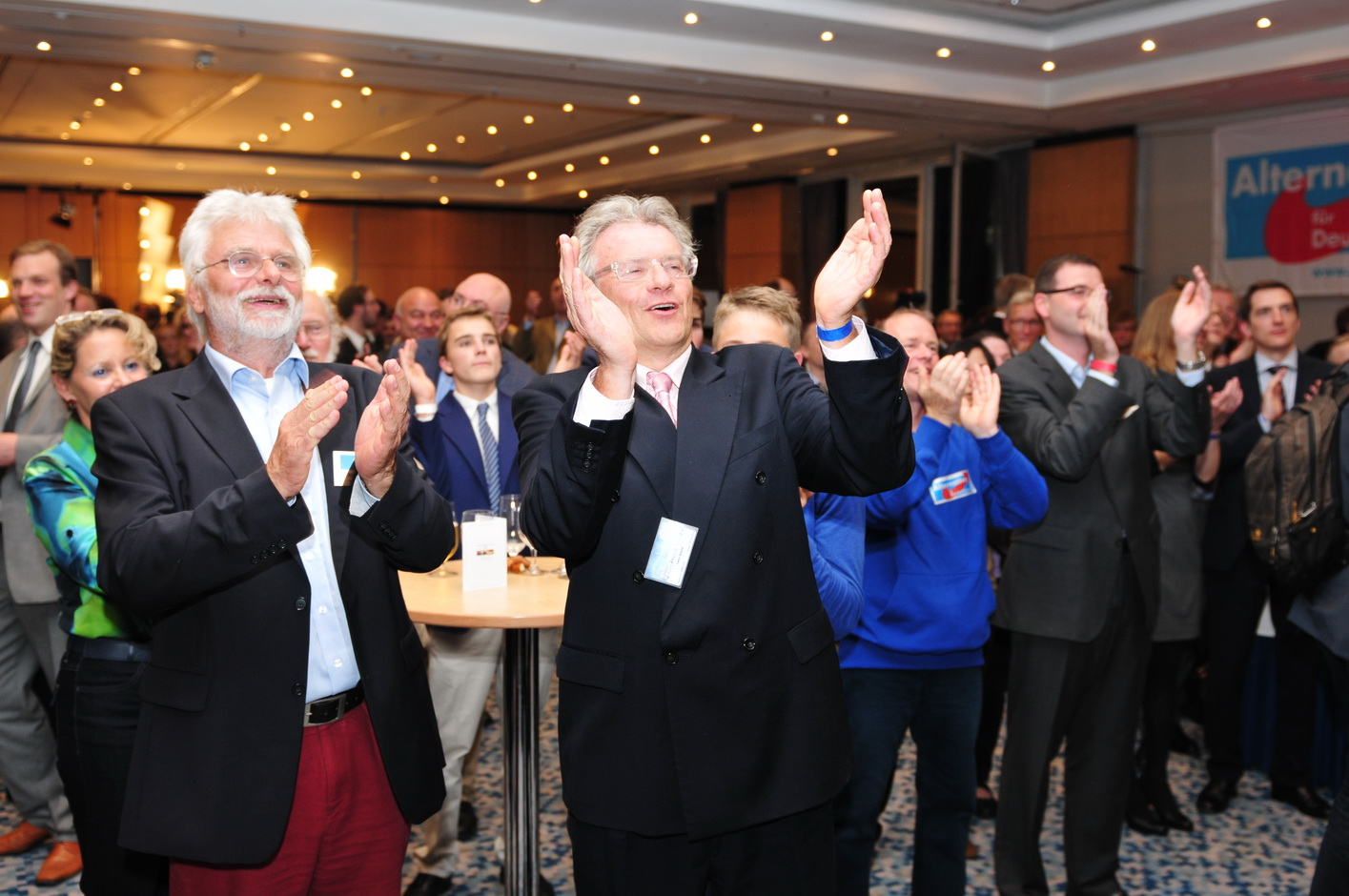
Die AfD am Wahlabend der Bundestagswahl 2013

Als Vorläufer der Parteigründung gelten liberale, konservative und nationale politische Vereinigungen wie der Bund freier Bürger, die Friedrich A. von Hayek-Gesellschaft, die Initiative Neue Soziale Marktwirtschaft, das Bündnis Bürgerwille, die Wahlalternative 2013 und die Zivile Koalition. Als spiritus rector der Gründung gilt Thilo Sarrazin. Spätere AfD-Funktionäre kamen vor allem aus der „zweiten Reihe“ von CDU und FDP.
Im September 2012 gründeten Konrad Adam, Bernd Lucke, Alexander Gauland und andere den „Verein zur Unterstützung der Wahlalternative 2013“, der sich zur Bundestagswahl 2013 den Freien Wählern anschließen wollte. Im Gründungsaufruf hieß es, das Euro-Währungsgebiet habe sich als ungeeignet erwiesen, südeuropäische Staaten verarmten unter dem Wettbewerbsdruck des Euro und ganze Staaten stünden am Rand der Zahlungsunfähigkeit. Die Bundesregierung habe schon hunderte Milliarden Euro verpfändet und setze diese Politik auf unabsehbare Dauer fort. Bei der Landtagswahl in Niedersachsen im Januar 2013 kandidierte Lucke auf einer gemeinsamen Landesliste mit den Freien Wählern, die 1,1 Prozent der Zweitstimmen erhielt. Nach der Wahl führte ein Konflikt um organisatorische und inhaltliche Fragen zum Ende der Zusammenarbeit. Die Freien Wähler lehnten die Rückkehr zur D-Mark ab, die die Wahlalternative bundes- und europapolitisch anstrebte.
Am 6. Februar 2013 gründete eine 18-köpfige Gruppe in Oberursel (Taunus) in Räumen der Evangelischen Christuskirche die Partei. Zu den Gründungsmitgliedern zählten unter anderen Konrad Adam, Axel Hahn, Michael Heendorf, Jobst Landgrebe, Bernd Lucke und Martin Renner. In den Vorstand in Abwesenheit gewählt wurden Alexander Gauland, Frauke Petry und Dagmar Metzger. In einer Abstimmung wurde „Alternative für Deutschland“ als Name der neuen Partei bestimmt. Er bezieht sich auf die Äußerung von Bundeskanzlerin Merkel, die Eurorettung sei „alternativlos“. Die meisten der 18 Gründer verließen in den nächsten Jahren die Partei.
Zur ersten öffentlichen Versammlung am 11. März 2013 in Oberursel kamen mehr als 1.200 Interessierte. Beim ersten AfD-Parteitag am 14. April 2013 in Berlin wurden Lucke mit 96 Prozent der Stimmen, Petry mit 81 Prozent und Adam mit 80 Prozent zu Parteisprechern gewählt. Mit Konrad Adam trat Ende 2020 der letzte dieser drei Gründungssprecher wegen ihrer rechtsextremen Tendenzen aus der Partei aus. Durch Übertritte erhielt die AfD kurzzeitig einen Abgeordneten im Hessischen Landtag und einige Mandatsträger in kommunalen Räten.
Bei der Bundestagswahl 2013 und der gleichzeitig stattfindenden Landtagswahl in Hessen trat die AfD erstmals bei Wahlen an und erzielte mit 4,7 Prozent das stärkste Ergebnis einer neuen Partei auf Bundesebene seit 1953, verfehlte aber den Einzug in beide Parlamente.

### Europa-, Landtags- und Kommunalwahlen 2014
Auf zwei Parteitagen in Aschaffenburg und Berlin bestimmte die AfD ihre Liste für die Europawahl im Mai 2014.
Bernd Lucke wurde Spitzenkandidat, von den verbliebenen Listenplätzen wurden die vordersten mit Hans-Olaf Henkel, Bernd Kölmel, Beatrix von Storch, Joachim Starbatty und Ulrike Trebesius besetzt.
Ein Satzungsentwurf des Bundesvorstandes, der vorsah, die eigenen Befugnisse zu erweitern und die Rechte von Landesverbänden und Mitgliedern einzuschränken, führte im März vor dem Bundesparteitag 2014 in Erfurt zu öffentlich geäußerter Kritik, unter anderen vom ehemaligen NRW-Landessprecher der Partei Alexander Dilger. Nach kontroverser Diskussion wurde der Entwurf von der Tagesordnung gestrichen. Antifaschistische und antirassistische Gruppen riefen im Europawahlkampf dazu auf, unter dem Motto „Nationalismus ist keine Alternative“ den Wahlkampfauftakt der AfD zu stören. Auch die kapitalismuskritische Blockupy-Bewegung störte AfD-Wahlkampfveranstaltungen.
Nach der Europawahl zog die AfD mit einem Stimmenanteil von 7,1 Prozent erstmals in ein überregionales Parlament ein. Die AfD-Abgeordneten schlossen sich der Fraktion Europäische Konservative und Reformer (EKR) an.
Bei den zeitgleich mit der Europawahl stattfindenden Kommunalwahlen in zehn deutschen Ländern zogen nach eigenen Angaben 485 Mandatsträger der AfD in die Gemeindevertretungen, Kreistage, Vertretungen in den jeweiligen kreisfreien Städten sowie den Bezirkstag Pfalz ein.
Bei allen drei Landtagswahlen des Jahres 2014 zog die Partei erstmals in die Landesparlamente ein. In Sachsen erhielt die AfD 9,7 Prozent der Zweitstimmen, in Brandenburg und Thüringen waren es 12,2 Prozent bzw. 10,6 Prozent.
Seit Sommer 2014 berichteten Medien häufiger über Austritte von Parteimitgliedern, vor allem Angehörigen des liberalen Flügels, wegen des Rechtsrucks der AfD.

### Essener Parteitag und erste Parteispaltung 2015
Das Verhältnis zu Pegida entwickelte sich nach Felix Korsch in vier Phasen von „Anziehung und Ablehnung“ und war Teil des beginnenden Richtungsstreits, der zur ersten Parteispaltung führte. Die völkisch-nationalistische „Patriotische Plattform“ unter dem damaligen sächsischen AfD-Vorstandsmitglied Hans-Thomas Tillschneider unterstützte Pegida von Anfang an, Gauland besuchte mit mehreren Fraktionskollegen im Dezember 2014 eine Pegida-Kundgebung, deren Anhänger er als „natürliche Verbündete“ der AfD bezeichnete, Frauke Petry sah inhaltliche „Schnittmengen“ und Marcus Pretzell bezeichnete die AfD als „Pegida-Partei“. Dagegen vertraten im Bundesvorstand vor allem Lucke und Henkel eine distanzierte Haltung.
„Erfurter Resolution“ und „Weckruf 2015“
Aus der von Björn Höcke und André Poggenburg gegen den Kurs des Parteivorstands initiierten Erfurter Resolution erwuchs die völkisch-nationalistische Parteiströmung „Der Flügel“. In deren „Gründungsurkunde“, heißt es, viele Unterstützer verstünden die Partei als Bewegung gegen vermeintliche „Gesellschaftsexperimente“ und als „Widerstandsbewegung“ gegen eine „Aushöhlung der Souveränität und der Identität Deutschlands“. Als Autor gilt Götz Kubitschek.
Hans-Olaf Henkel und andere veröffentlichten als Gegenreaktion die so genannte Deutschland-Resolution. Darin warfen sie den Initiatoren vor, die Partei spalten zu wollen. Bernd Lucke veranlasste die Gründung des Vereins Weckruf 2015. Dessen Mitglieder sahen die „Existenz und Einheit“ der AfD durch eine Machtübernahme von Vertretern der „Neuen Rechten“ gefährdet. Man wolle keine neue Partei gründen, sondern den gemäßigten Flügel stärken. Die AfD-Vorstandsmitglieder Alexander Gauland und Frauke Petry kritisierten die Gründung des Vereins als parteischädigend und satzungswidrig. Nach Luckes Austritt aus der AfD befürworteten etwa 2.600 Vereinsmitglieder die Gründung einer neuen eurokritischen Partei. Henkel und Patricia Casale traten aus dem Bundesvorstand aus, und der Europaabgeordnete Marcus Pretzell wurde von gemeinsamen Delegationssitzungen ausgeschlossen.
Essener Parteitag und Abspaltung der ALFA

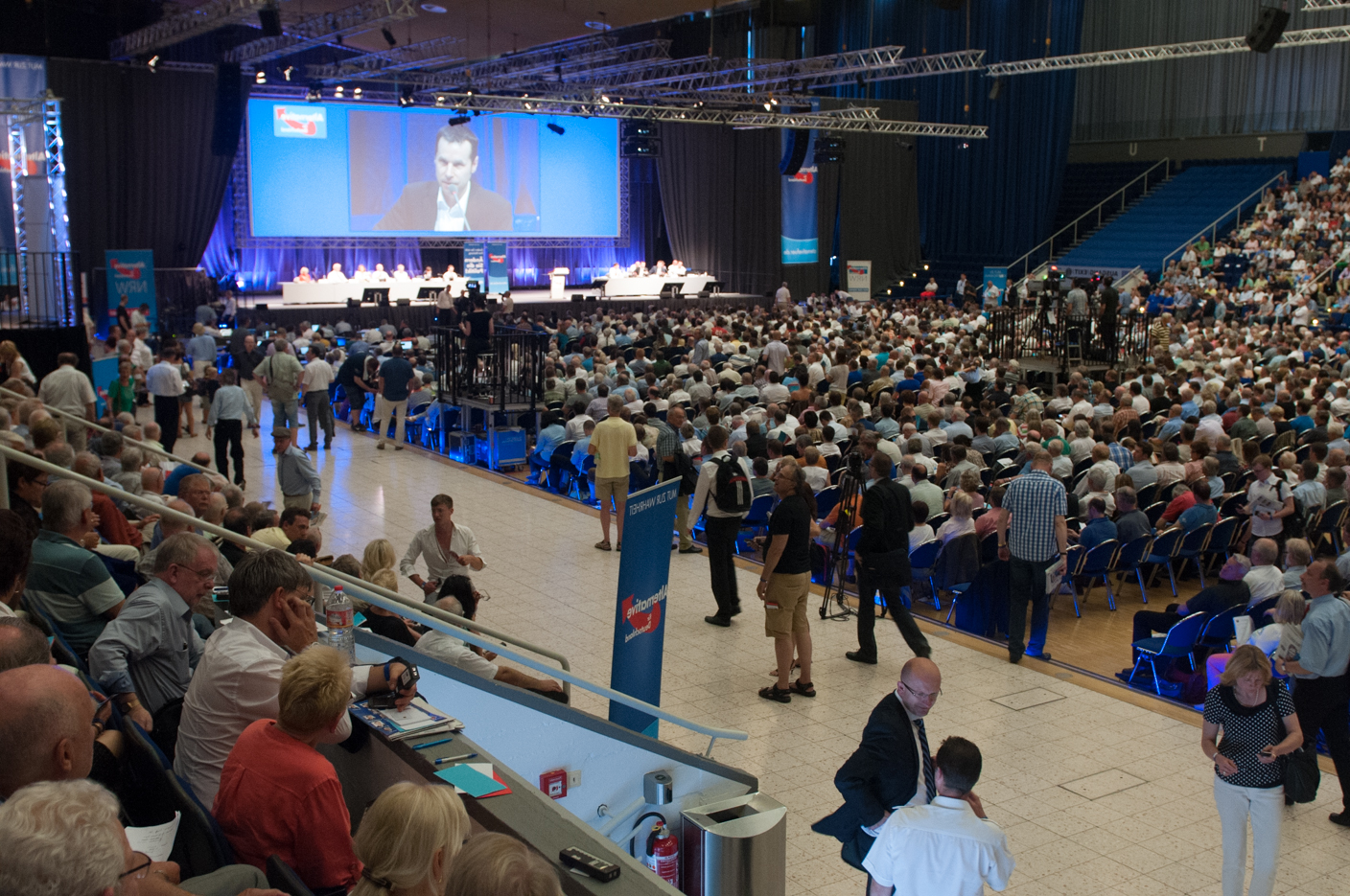
Essener Parteitag 2015

Nach einem monatelangen innerparteilichen Machtkampf wählte der Mitgliederparteitag im Juli 2015 in Essen Frauke Petry in einer Kampfabstimmung anstelle von Bernd Lucke zur ersten Parteisprecherin. Petry erhielt 60 Prozent, Lucke 38,1 Prozent der Stimmen.
Jörg Meuthen wurde zweiter Parteisprecher.
Die Ablösung Luckes wurde von Politikwissenschaftlern als Rechtsruck und Sieg des nationalkonservativen über den wirtschaftsliberalen Parteiflügel eingestuft.
Nach Luckes Abwahl kam es zu einer Austrittswelle: Bis zum 10. Juli 2015 verließen über 2.000 Mitglieder die Partei. Darunter waren die ehemaligen Bundesvorstandsmitglieder Hans-Olaf Henkel, der „einen scharfen Rechtskurs“ sowie „Pöbelei, Protest und das Verbreiten von Vorurteilen“ bei der AfD-Mehrheit beklagte, Joachim Starbatty, Ulrike Trebesius und Bernd Kölmel. Weitere Funktionsträger verließen die AfD, darunter Alexander Dilger, Piet Leidreiter, Klaus Remkes, Christian Schäfer und Uwe Zimmermann.
In der Folge trat Lucke aus der Partei aus. Als Gründe nannte er die Zunahme islam- und ausländerfeindlicher Ansichten in der AfD, eine „antiwestliche, dezidiert prorussische außen- und sicherheitspolitische Orientierung“ sowie lauter werdende Forderungen, „bezüglich unserer parlamentarischen Demokratie die ‚Systemfrage‘“ zu stellen.
Lucke erklärte, er habe „zu spät erkannt, in welchem Umfang Mitglieder in die Partei dräng[t]en, die die AfD zu einer Protest- und Wutbürgerpartei umgestalten wollen“. Kritische Kommentatoren erinnerten an Luckes bisherigen Kurs, auch um Wähler am rechten Rand zu werben, Thilo Sarrazin für die AfD zu vereinnahmen, um mit diesem „Tabubruch“ Medienbeachtung und Zustimmung in der Bevölkerung zu erhalten und mit Rechtspopulisten zusammenzuarbeiten.
Lucke gründete am 19. Juli 2015 die Partei Allianz für Fortschritt und Aufbruch (ALFA), der sich viele ehemalige AfD-Mitglieder anschlossen, darunter fünf Abgeordnete des EU-Parlaments, drei der Bremischen Bürgerschaft und einer des Thüringischen Landtags. Insgesamt traten im Zuge der Spaltung etwa 20 Prozent der Mitglieder aus.

### Grundsatzprogramm, Probleme in den Ländern 2016
Im Anschluss an ein Treffen von Frauke Petry und Marcus Pretzell mit Vertretern der FPÖ Anfang 2016 vereinbarte der bayerische AfD-Landesverband eine Kooperation mit der FPÖ unter dem Titel „Blaue Allianz“.
Die AfD-Europaabgeordneten waren im Frühjahr 2016 nach einer Entgleisung Beatrix von Storchs gezwungen, die Fraktion der Europäischen Konservativen und Reformer (EKR) zu verlassen. Von Storch trat in die Fraktion Europa der Freiheit und der direkten Demokratie (EFDD) ein, Marcus Pretzell wechselte zur Fraktion Europa der Nationen und der Freiheit (ENF).
Siehe auch: Internationale Verbindungen
Verfahren um Auflösung des Landesverbandes Saarland
Ende März 2016 beschloss der Bundesvorstand, den Landesverband Saarland aufzulösen, da er Verstöße gegen die politischen Ziele und die innere Ordnung der Partei sah. Grund dafür waren Recherchen des Stern, die eine Zusammenarbeit zwischen der AfD Saarland und NPD-Funktionären sowie von Verfassungsschutzbehörden beobachteten Organisationen aus dem NPD-Umfeld belegen sollten. Der Landesverband bestritt die Vorwürfe und rief das Bundesschiedsgericht der Partei an, das den Beschluss Mitte April zunächst aussetzte. Der Bundesparteitag bestätigte Ende April die Ordnungsmaßnahme mit 51,9 gegen 42 Prozent der abgegebenen Stimmen. Das Bundesschiedsgericht lehnte Ende Oktober 2016 den Antrag endgültig ab. Eine Auflösung des Landesverbandes sei unverhältnismäßig. Die Bundessprecher Frauke Petry und Jörg Meuthen forderten den Landesverband daraufhin vergebens auf, nicht an der Landtagswahl 2017 teilzunehmen.
Verabschiedung des Grundsatzprogramms
Die AfD verabschiedete auf dem Mitgliederparteitag in Stuttgart Anfang Mai ein Grundsatzprogramm basierend auf einem Programmentwurf, der in mehreren Arbeitsgruppen und unter Beteiligung von etwa 1000 Mitgliedern entstanden war.
Im August wurde ein Beschluss des Bundesvorstands vom Mai 2016 auf Antrag der Patriotischen Plattform teilweise aufgehoben, der eine Kooperation mit Pegida abgelehnt hatte.
Spaltung der baden-württembergischen Landtagsfraktion
Im Frühsommer 2016 führte die Antisemitismus-Kontroverse um Aussagen des Landtagsabgeordneten Wolfgang Gedeon zur Spaltung der baden-württembergischen Landtagsfraktion. Gedeon hatte die Erinnerung an den Holocaust als „Zivilreligion des Westens“ und Holocaustleugner als Dissidenten bezeichnet. Er bezog sich dabei positiv auf die antisemitische Hetzschrift Protokolle der Weisen von Zion. Zudem stellte er das Judentum als den inneren und den Islam als den äußeren Feind des christlichen Abendlandes dar. Landeschef Jörg Meuthen knüpfte sein politisches Schicksal an einen Fraktionsausschluss Gedeons und kündigte an, er werde andernfalls die Landtagsfraktion verlassen. Gedeon bot an, seine Fraktionsmitgliedschaft bis zum Vorliegen einer gutachterlichen Beurteilung seiner Äußerungen ruhen zu lassen. Nachdem sich die Fraktion nicht auf drei Gutachter hatte einigen können, kam es zur Abstimmung, in der die für einen Fraktionsausschluss notwendige Zweidrittelmehrheit nicht zustande kam. Daraufhin verließ Meuthen mit dreizehn weiteren Abgeordneten die AfD-Fraktion und gründete die Fraktion „Alternative für Baden-Württemberg“. Nach einer Intervention Frauke Petrys erklärte Gedeon seinen freiwilligen Austritt aus der AfD-Fraktion.

### Zweite Parteispaltung 2017
Konflikte um Björn Höcke und geschichtsrevisionistische Positionen
Die massiv kritisierte Rede im Ballhaus Watzke des thüringischen Landessprechers und Fraktionsvorsitzenden Björn Höcke im Januar 2017 führte nach anfänglichem Zögern des AfD-Bundesvorstands zu einem Parteiausschlussverfahren. Der Parteivorstand sah es als erwiesen an, dass Höcke „unter dem Namen ‚Landolf Ladig‘ in den NPD-Veröffentlichungen ‚Volk in Bewegung‘ und ‚Eichsfeld-Stimme‘ Artikel verfasst“ habe. Das Parteiausschlussverfahren scheiterte. Höcke wurde wegen dieser Rede die Teilnahme an der Gedenkveranstaltung am internationalen Holocaust-Gedenktag im KZ Buchenwald verwehrt, er hat dort Hausverbot.
Stephan Brandner, AfD-Abgeordneter und Vorsitzender des Rechtsausschusses des Bundestages, traf sich bei einem Besuch des KZ Buchenwald im August 2018 zu einem Gespräch mit dem Direktor der Stiftung Gedenkstätten Buchenwald und Mittelbau Dora, Volkhard Knigge, um unter anderem das Verhältnis zwischen der AfD und der Gedenkstätte zu verbessern. Dabei forderte er auch ein Ende einer „Ausgrenzungspolitik“ seiner Partei gegenüber. Knigge wiederum erwartete Antworten auf Fragen zu Höckes Rede, zum von AfD-Funktionären behaupteten „Schuldkult“ und weiteren geschichtsrevisionistischen Positionen in der AfD. Nach Einschätzung der Stiftung hatte sich Brandner „klar und eindeutig“ zu Höckes Forderung nach einer Wende in der Erinnerungskultur bekannt und völkische und antisemitische Äußerungen als kurzzeitige Entgleisungen weniger Einzelner bagatellisiert. Daher habe es zu keinem inhaltlichen Sachgespräch zur Arbeit der Stiftung kommen können.
 Kölner Parteitag
Dem Delegiertenparteitag in Köln im April 2017 war eine kontrovers geführte Diskussion um die Spitzenkandidatur zur Bundestagswahl 2017 vorausgegangen. Der Bundesvorstand hatte im November 2016 vorgeschlagen, mit einer Spitzenmannschaft in den Wahlkampf zu gehen. Eine Mitgliederbefragung bestätigte diese Empfehlung. Kurz vor dem Parteitag erklärte Frauke Petry ihren Verzicht auf eine Spitzenkandidatur. Als Spitzenkandidaten wurden Alexander Gauland und Alice Weidel mit 67,7 Prozent der Delegiertenstimmen gewählt. Die Delegierten lehnten es ab, sich mit einem sogenannten „Zukunftsantrag“ von Petry zu befassen, der die Partei auf einen „realpolitischen Kurs“ und das Ziel des Mitregierens festlegen wollte. Dies wurde allgemein als Niederlage für Petry und als weiterer Rechtsruck der Partei gewertet.
Zweite Parteispaltung nach der Bundestagswahl 2017
In der Woche vor der Bundestagswahl ging Petry zu den Spitzenkandidaten Gauland und Weidel auf Distanz und bekundete ihr Verständnis für Wähler, die über deren Äußerungen „entsetzt“ seien. Sie bezog sich dabei auf Gaulands Vogelschiss-Rede und Weidels kurz zuvor bekannt gewordene E-Mail-Affäre. Am Tag nach der Bundestagswahl erklärte Petry, die als Direktkandidatin ein Mandat im Bundestag erhalten hatte, nicht Mitglied der AfD-Bundestagsfraktion zu werden. Sie und ihr Ehemann Marcus Pretzell traten aus der Partei aus. Bis zum 11. Oktober traten mindestens weitere 15 Landesfunktionäre der Partei zurück.
Die AfD zog nach der Bundestagswahl 2017 mit 12,6 Prozent der Zweitstimmen erstmals in den Deutschen Bundestag ein.
Bereits eine Woche vor der Bundestagswahl war Die Blaue Partei von Michael Muster, einem Vertrauten Petrys, gegründet worden. Ihr schlossen sich im Oktober 2017 Petry, ihr Ehemann Pretzell und Mario Mieruch, ein für die AfD in den Bundestag gewählter Abgeordneter, an.

### Flügelkampf, Wahlen in östlichen Bundesländern 2019
Vor den Landtagswahlen 2019 in den drei Bundesländern Brandenburg, Sachsen und Thüringen begann in der Partei ein weiterer Kampf um die politische Ausrichtung.
In Schleswig-Holstein war Doris von Sayn-Wittgenstein zur Landessprecherin gewählt worden, obwohl der AfD-Bundesvorstand wegen ihrer aktiven Unterstützung rechtsradikaler Kreise ein Parteiausschlussverfahren betreibt. Aus dem Vorstand des Landesverbands Nordrhein-Westfalen traten neun von zwölf Vorstandsmitgliedern aus Protest gegen eine Dominanz der Nationalisten in der Partei zurück, und in Bayern erstatteten mehrere AfD-Abgeordnete Anzeige gegen die dem Höcke-Lager zugerechnete Fraktionsvorsitzende Katrin Ebner-Steiner.

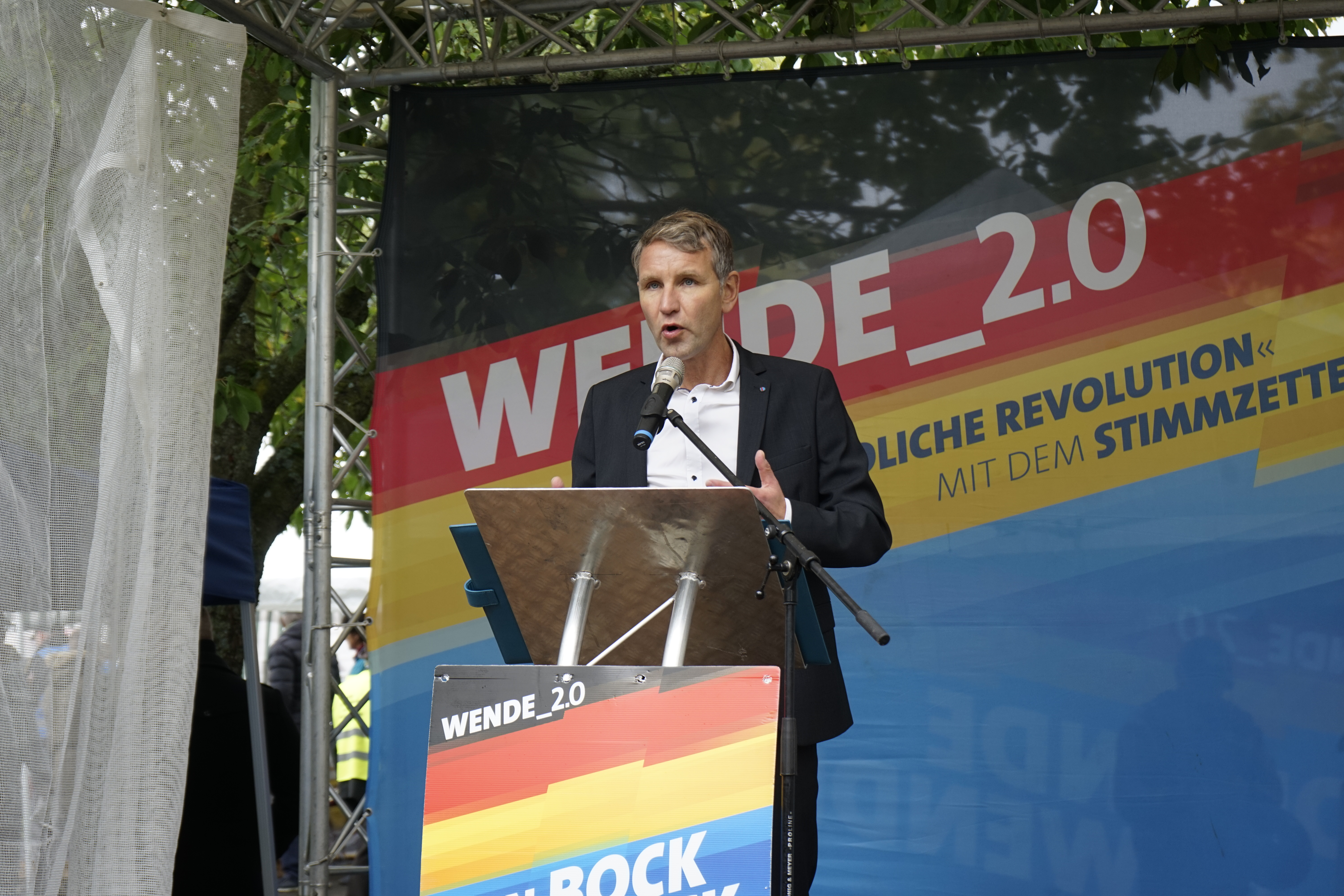
Björn Höcke bei einer Kundgebung zu einer Landtagswahl im Jahr 2019

Während sich Bundessprecher Jörg Meuthen im Vorfeld der Wahlen eher moderat äußerte, sagte Alexander Gauland in einer Rede beim Treffen des völkischen „Flügels“ in Thüringen, um an die Macht zu kommen, könne man sich „ruhig einmal auf die Lippe beißen“. Damit rufe er die Rechtsradikalen in der AfD nicht etwa dazu auf, ihre Positionen zu mäßigen, sondern nur ihre Sprache. Auf demselben Treffen drohte Björn Höcke dem Bundesvorstand, dieser werde „in dieser Zusammensetzung nicht wiedergewählt“. Dies werde in der Partei als Kampfansage an Jörg Meuthen verstanden, der auf dem baden-württembergischen Parteitag gesagt hatte, dass in der AfD falsch sei, wer „gruppenbezogene Menschenfeindlichkeit ausleben“ wolle. Meuthen wurde von seinem Kreisverband nicht zum Delegierten für den Bundesparteitag im November 2019 gewählt, sondern fast ausschließlich Personen, die dem völkischen Flügel nahestehen.
Höckes Auftreten beim Flügel-Treffen wurde in einem von mehr als 100 Parteikollegen unterzeichneten Appell als unsolidarisches, parteischädigendes Verhalten kritisiert, und ihm wurde vorgeworfen, den Personenkult um ihn zu fördern. Die von ihm vertretenen politischen Positionen wurden darin nicht kritisiert.
Nach einer Einschätzung des Spiegels ist der Flügel in der Partei nicht marginalisiert, sondern liegt längst im AfD-Mainstream. Der Flügel habe den Machtkampf in der Partei bereits gewonnen, da prominente Gegner wie beispielsweise die AfD-Fraktionsvorsitzende im Bundestag, Alice Weidel, ihren Widerstand aufgegeben und sich aus Karrieregründen mit ihm verbündet hätten.
Den massiven Stimmenzuwachs bei den Landtagswahlen am 1. September 2019 in Sachsen und Brandenburg sieht der Rechtsextremismusforscher Matthias Quent als Hinweis auf eine beschleunigte Radikalisierung der AfD.

### Entwicklung seit 2020
Im Herbst 2020 ließ die AfD-Bundestagsfraktion ihre Strategieabteilung untersuchen, wie die Partei durch Ausnutzung der COVID-19-Pandemie neue Anhänger gewinnen könnte. In dem vorgelegten Papier wurde unter anderem empfohlen, die Partei solle sich den Teilnehmern von Coronademonstrationen als politische Stimme der Unzufriedenen anbieten und so „die Tür zu breiteren gesellschaftlichen Schichten öffnen, die für solche Argumente bisher nicht zugänglich waren.“ Damit wurde eine Strategie förmlich festgelegt, die zuvor bereits in den Landesverbänden praktiziert wurde, denn AfD-Politiker gehörten schon längst nicht mehr nur zu den Zuschauern von Anti-Corona-Demos, sondern unterstützten deren Organisatoren, um die Pandemieschutzgesetze als angebliche Gängelung der Bürger zu instrumentalisieren.
Ab 2020 verlor die Partei bei jeder Landtagswahl und der Bundestagswahl 2021 teils drastisch an Stimmen, was als Negativtrend gewertet wurde und im Scheitern an der Sperrklausel bei der Landtagswahl in Schleswig-Holstein 2022 seinen Höhepunkt fand. Als Gründe wurden die innere Zerstrittenheit der AfD mit Flügelkämpfen und Abspaltungen sowie die fehlende Abgrenzung zu Putin und die Ablehnung der Unterstützung der Ukraine gegen den russischen völkerrechtswidrigen Überfall genannt; zudem scheiterte die AfD mit ihrem Covid-19-Kurs in Norddeutschland.
Im Januar 2022 erklärte der noch im Amt befindliche Bundessprecher Jörg Meuthen seinen sofortigen Austritt aus der AfD und legte damit wie seine Vorgängerin Frauke Petry auch seinen Parteivorsitz aus dem Amt heraus nieder.
Er begründete seinen Rückzug damit, dass er den Machtkampf mit dem formal aufgelösten rechtsextremen Flügel um die Ausrichtung der Partei verloren habe. Meuthen übte bei seinem Austritt Kritik an der AfD. Diese habe sich sehr weit nach rechts entwickelt und stehe in weiten Teilen nicht länger auf dem Boden der freiheitlich-demokratischen Grundordnung. Er sehe totalitäre Anklänge in der AfD, die insbesondere in der Coronapolitik etwas Sektenartiges entwickelt habe. Allenfalls als ostdeutsche Regionalpartei habe die Partei noch eine Zukunft. Nach dem Parteiaustritt von Meuthen nahm der innerparteiliche Einfluss von Björn Höcke und Götz Kubitschek weiter zu.
Im Mai 2022 berichteten Medien von 40.000 Nachrichten einer internen vertraulichen Chatgruppe, der sogenannten „Quasselgruppe“, die NDR und WDR zugespielt worden seien. Mindestens 76 der 92 AfD-Abgeordneten hätten sich dort bis nach der Bundestagswahl 2021 regelmäßig beteiligt. Es habe sich um zahlreiche radikale, rassistische und beleidigende Äußerungen, um Umsturzrhetorik und Richtungskämpfe gehandelt. Die beteiligten Sender produzierten eine Fernsehdokumentation mit dem Titel AfD-Leaks: Die geheimen Chats der Bundestagsfraktion, die am 23. Mai 2022 erstmals ausgestrahlt wurde.
Der Parteitag in Riesa im Juni 2022 wurde vorzeitig beendet (56 Prozent der Delegierten waren dafür, 44 Prozent dagegen), da man sich nicht über eine Europaresolution einigen konnte. Am Entwurf für eine EU-kritische Resolution unter dem Titel „Europa neu denken“ wurde kritisiert, dass er eine Annäherung an Russland forderte, aber keine Erwähnung des russischen Angriffskriegs auf die Ukraine enthielt und nur von einem „Ukraine-Konflikt“ die Rede war. Zudem sprach sich der Entwurf für eine „einvernehmliche Auflösung der EU“ aus, die als „fehlgeleitetes und dysfunktionales Gebilde“ bezeichnet wurde. Björn Höcke wie auch Alexander Gauland und Hans-Thomas Tillschneider, der von dem „Gegensatz zwischen Globalisten und Nationalstaaten“ als dem „Weltkampf“ sprach, hatten für den Text geworben. Alice Weidel sagte, der Text gehe insgesamt in die richtige Richtung, sei jedoch sprachlich „nicht sonderlich gelungen“. Zudem ging es um die Frage, ob die rechte „Gewerkschaft Zentrum“ von der Unvereinbarkeitsliste gestrichen werden sollte, auf der Organisationen und Vereine aufgeführt werden, deren Mitgliedern ein Zutritt zur Partei verwehrt wird. Eingewendet wurde, eine Streichung würde dem Verfassungsschutz in die Hände spielen. Höcke plädierte dagegen für die Streichung mit der Begründung, die Partei brauche solche Vorfeldorganisationen und der Verfassungsschutz sei bloß „Teil dieses Machtinstruments, das unser Deutschland abwickeln“ wolle. 60 Prozent der Delegierten stimmten schließlich dafür, den Verein von der Liste zu nehmen. Bei der Wahl des Bundesvorstands wurden zwei Drittel der Vorstandssitze mit Mitgliedern besetzt, die Björn Höckes politischen Ansichten bzw. dem offiziell aufgelösten Flügel nahestehen. Gegner zu Höckes Netzwerk gibt es spätestens seit dem Parteitag in Riesa nicht mehr im Bundesvorstand. Das Bundesschiedsgericht der AfD, das ebenfalls mit Höcke nahestehenden Personen besetzt wurde, erhielt auf dem Parteitag ein Mitbestimmungsrecht bei Parteiausschlussverfahren.
Auf dem 14. Bundesparteitag im Juli 2023 beschloss der Parteitag, den Beitritt zur europäischen Partei Identität und Demokratie zu beantragen.
In der Folge des Treffens von Rechtsextremisten in Potsdam 2023 mit Beteiligung von vier führenden AfD-Mitgliedern kam es im Januar 2024 in vielen Städten Deutschlands zu Demonstrationen gegen die AfD und gegen Rechtsextremismus, an denen mehrere 100.000 Menschen teilnahmen. Ende 2023 bis Anfang 2024 erreichte die AfD dennoch ein neues Umfragehoch mit deutlich über 20 %. Seither verlor die Partei wieder und lag im Mai 2024 etwa bei den Werten, die sie ein Jahr zuvor erreicht hatte, also 15–17 %. Dies wird vor allem auf die breite gesellschaftliche Mobilisierung nach Bekanntwerden des Geheimtreffens von Potsdam und auf eine Reihe von Skandalen zurückgeführt ebenso wie auf die Gründung der populistischen Partei BSW, die als Alternative für potenzielle AfD-Wähler gesehen wird.
Vor der Europawahl 2024 kam es zu mehreren Skandalen um die beiden Spitzenkandidaten der AfD, Maximilian Krah und Petr Bystron. Beispielsweise wird gegen sie wegen mutmaßlicher Bestechlichkeit durch Russland ermittelt, gegen einen Mitarbeiter Krahs wegen Spionage für China, beide verschafften nach Recherchen von T-Online einem mutmaßlichen russischen Spion und Lobbyisten Zugang zu EU-Parlament und Bundestag und Krah äußerte sich relativierend über die SS. Daraufhin verbot ihnen die AfD-Führung Wahlkampfauftritte für die Partei und Krah verließ den Bundesvorstand. Zeitgleich kam es zum endgültigen Bruch mit einer der führenden rechtsnationalistischen Parteien der EU, dem französischen Rassemblement National (RN), der sich schon an der AfD-Teilnahme an den Rechtsextremisten-Treffen gestört hatte und nun beschloss, die Zusammenarbeit mit der AfD in der Fraktion Identität und Demokratie zu beenden. Daraufhin wurden die AfD-Abgeordneten (gegen die Stimmen der österreichischen FPÖ sowie der estnischen EKRE) aus der ID-Fraktion im Europäischen Parlament ausgeschlossen.
Im Januar 2025 sprachen sich die Delegierten des AfD-Bundesparteitags in Riesa dagegen aus, Russland für den Angriffskrieg gegen die Ukraine zu verurteilen. Ein Antrag auf Einfügung eines entsprechenden Passus in das Wahlprogramm wurde mit großer Mehrheit (69 Prozent) abgelehnt. Zudem wurden von Delegierten des Parteitags, auf dem Alice Weidel zur Kanzlerkandidatin gekürt wurde, blaue Pappherzen mit dem Aufdruck „Alice für Deutschland“ hochgehalten. Dieser Slogan wurde auch von Parteitagsteilnehmern mehrfach skandiert. Er erinnert „bewusst stark“ an die Parole „Alles für Deutschland“ der SA, für deren Verwendung der Thüringer AfD-Fraktionsvorsitzende Björn Höcke im Mai 2024 zu einer Geldstrafe von 13.000 Euro verurteilt worden war und die er nach seiner Anklage bei Veranstaltungen immer wieder angedeutet hatte. Mehrere Journalisten deuten den Umstand, dass Weidel auf dem Parteitag die nur leicht abgewandelte Parole „gerne und gezielt“ angenommen hatte, als Bekenntnis an die Rechtsextremisten ihrer Partei.

## Wahlen und Wählerschaft

### 2013: Bundestagswahl, Landtagswahl Hessen

Zweitstimmenanteil der AfD bei der Bundestagswahl 2013

Bei der Bundestagswahl 2013 und der gleichzeitig stattfindenden Landtagswahl in Hessen trat die AfD erstmals bei Wahlen an. Mit 4,7 % erzielte sie das stärkste Ergebnis einer neuen Partei auf Bundesebene seit 1953, verfehlte jedoch den Einzug in beide Parlamente. Zur Landtagswahl in Bayern war die Partei nicht angetreten, weil sie im Fall eines Misserfolgs ein Negativsignal für die Bundestagswahl eine Woche später befürchtet hatte.
Bei der Bundestagswahl wurde die AfD nach den Ergebnissen der repräsentativen Wahlstatistik deutlich öfter von Männern als von Frauen gewählt. Den größten Zuspruch erfuhr die Partei in der Berufsgruppe der Arbeiter. Zudem wählten viele ehemalige Anhänger von FDP und Linke die AfD. 60 % der AfD-Wähler gaben an, nicht aus Überzeugung, sondern aus Enttäuschung über die anderen Parteien die AfD gewählt zu haben.

### 2014: Europa-, Landtags- und Kommunalwahlen
Die AfD erhielt bei der Europawahl 2014 in Deutschland einen Stimmenanteil von 7,1 Prozent und zog mit sieben Abgeordneten in das Europäische Parlament ein; sie schloss sich der Fraktion Europäische Konservative und Reformer (EKR) an.
Bei den gleichzeitig mit der Europawahl stattfindenden Kommunalwahlen in zehn deutschen Ländern zog die AfD in verschiedene Kommunalparlamente ein. Ihr bestes landesweites Kommunalergebnis erzielte die Partei in Sachsen. Nach eigenen Angaben wurden bei den Kommunalwahlen 485 Mandatsträger der AfD für die Gemeindevertretungen, Kreistage, Vertretungen in den jeweiligen kreisfreien Städten sowie den Bezirkstag Pfalz gewählt.
Bei allen drei Landtagswahlen des Jahres 2014 zog die Partei erstmals in die Landesparlamente ein. Bei der Landtagswahl in Sachsen erhielt die AfD mit 9,7 Prozent der Zweitstimmen 14 Landtagsmandate. Bei den zwei Wochen später stattfindenden Landtagswahlen in Brandenburg und Thüringen erhielt die AfD 12,2 Prozent bzw. 10,6 Prozent der Stimmen.
Basierend auf einer Studie des Instituts für Demoskopie Allensbach beschrieb Renate Köcher die AfD im Oktober 2014 als eine Partei, in der sich Wähler sammelten, denen die europäische Integration zu weit gehe und die Zuwanderung teilweise Unbehagen bereite. Die Gemeinschaftswährung und die europäische Ebene würden von AfD-Anhängern kritischer als vom Bevölkerungsdurchschnitt gesehen. Die Anhänger sähen in der EU ein Risiko für den Wohlstand Deutschlands, empfänden sie als schwerfällig und befürchteten, nationale Charakteristika gingen in ihr verloren. Dagegen spielten das Friedensthema und der gemeinsame Wirtschaftsraum eine geringere Rolle als im Bevölkerungsdurchschnitt. Für AfD-Anhänger sei zudem wichtig, dass die AfD den Konsens der übrigen Parteien durchbreche. Viele sähen in ihr eine Partei, die sich deutlich von anderen Parteien unterscheide, Positionen vertrete, die in der Bevölkerung weit verbreitet seien, eine Lücke im Parteienspektrum einnehme und frischen Wind in die Politik bringe. Als Parteiziele sähen die Anhänger, die Zuwanderung zu begrenzen, härtere Asylgesetze anzustreben, den Euro abzuschaffen, die Bedeutung der europäischen Ebene zurückzudrängen und die nationalen Interessen entschiedener zu vertreten. Gleichzeitig sähen sie die AfD aber auch als Anwalt für mehr Bürgerbeteiligung, innere Sicherheit, Reformen, soziale Gerechtigkeit und die Interessen der Wirtschaft und des Mittelstandes. Fast drei Viertel der Anhänger glaubten, die AfD habe die besten Zukunftskonzepte aller Parteien. Nur bei den Unionsparteien sei das Vertrauen der Anhänger in ihre Partei ähnlich groß.
Die im Juni 2014 veröffentlichte achte Mitte-Studie der Universität Leipzig zu rechtsextremen Einstellungen in Deutschland befragte 2432 Personen, von denen 52 Personen angaben, sie würden bei einer anstehenden Bundestagswahl die AfD wählen. Davon vertraten 26 (50 %) gemäß Einstufungsmuster der Mitte-Studie ausländerfeindliche, 15 (29 %) chauvinistische (überheblich nationalistische) und 7 (13 %) antisemitische Ansichten. Sie lagen bei diesen Einzelpositionen jeweils an zweiter Stelle hinter den Anhängern rechtsextremer Parteien. In einer von der SPD-nahen Friedrich-Ebert-Stiftung in Auftrag gegebenen und im November 2014 veröffentlichten Umfrage gaben 68 von 1915 Personen an, bei einer anstehenden Bundestagswahl AfD wählen zu wollen. Davon stimmten gemäß Einstufungsmuster der Umfrage überdurchschnittlich viele chauvinistischen (41 %), ausländerfeindlichen (16 %) und den Nationalsozialismus verharmlosenden (14 %) Aussagen zu.
Nach Analysen von forsa und dem Institut der deutschen Wirtschaft unterschied sich 2014 die Anhängerschaft der AfD deutlich von der rechtsextremer Parteien. So stammten AfD-Anhänger zu diesem Zeitpunkt eher aus der Ober- und Mittelschicht mit relativ hohem Einkommen und relativ hoher Schulbildung. Weniger als 10 % machten sich große Sorgen um die eigene wirtschaftliche Situation. Dennoch war Sympathisanten von AfD und Gruppierungen wie NPD oder DVU eine pessimistische allgemeine Wirtschaftserwartung gemeinsam, außerdem ein geringes Vertrauen in die Kompetenz der im Bundestag vertretenen Parteien sowie ein überdurchschnittlicher Anteil an Konfessionslosen und Männern. Insbesondere Angestellte und Rentner fanden Gefallen am Kurs der AfD; Selbständige, Beamte und Arbeiter in der Wählerschaft eher weniger. 55 % der AfD-Sympathisanten verorteten sich in der politischen Mitte, 28 % rechts und 17 % links.

### 2015: Bürgerschaftswahlen in Hamburg und Bremen
Die Bürgerschaftswahlen fielen in eine Phase des innerparteilichen Machtkampfs. Die AfD übersprang jeweils knapp die Fünfprozenthürde und zog in beide Parlamente ein.
In einer im Oktober 2015 veröffentlichten repräsentativen Umfrage von Infratest dimap im Auftrag der ARD gaben 6 % der Befragten an, die AfD wählen zu wollen (vgl. Sonntagsumfrage). 95 % der AfD-Anhänger waren unzufrieden mit der Regierung (zufrieden: 5 %), der schlechteste Wert aller abgefragten Parteien. Die Folgen der Zuwanderung wurden von 93 % der AfD-Anhänger als eher nachteilig bewertet (eher Vorteile: 1 %) und 79 % sprachen sich für eine Lockerung der Russland-Sanktionen aus (Sanktionen beibehalten: 21 %). In einer weiteren Umfrage desselben Instituts vom November 2015 sprach sich eine Mehrheit von 93 % für die „Einrichtung von Transitzonen an den Grenzen aus“ (dagegen: 5 %) und 83 % zeigten sehr großes bzw. großes Verständnis für Pegida (wenig/gar kein Verständnis: 12 %). In der Sonntagsfrage gaben 8 % an, die AfD wählen zu wollen (davon: Westdeutschland 7 %, Ostdeutschland 12 %). Die Zuwächse der AfD gegenüber der Bundestagswahl 2013 speisen sich insbesondere aus ehemaligen Wählern der Union (950.000 Wähler), der SPD (250.000 Wähler) und der Linkspartei (250.000 Wähler).

### 2016: Landtagswahlen in sechs Bundesländern
Kommunalwahlen in Hessen
Am 6. März 2016 erhielt die AfD bei den Kommunalwahlen in Hessen 11,9 Prozent der abgegebenen Stimmen.
Bei den Landtagswahlen 2016 wurde die AfD durch Verteilung der Gratiszeitung Extrablatt an Millionen von Haushalten unterstützt. Die Flugschrift stammte von der Schweizer Goal AG des SVP-nahen PR-Unternehmers Alexander Segert.
Laut einer Studie des Instituts der deutschen Wirtschaft hatte sich im April 2016 die Zusammensetzung der Wählerschaft wenig verändert im Vergleich mit 2014. Die Studie ergab, dass 33,9 Prozent der AfD-Wähler zum reichsten Fünftel der Bevölkerung gehören – im Gegensatz zum ökonomischen Hintergrund von NPD-Wählern – und man die AfD daher als eine Partei der Besserverdienenden bezeichnen könne. Zudem stellte sich nur ein sehr schwacher Zusammenhang zwischen den Sorgen wegen Zuwanderung und dem Nettohaushaltseinkommen heraus, die Ängste vor Zuwanderung seien demnach einkommensunabhängig.
 Baden-Württemberg, Rheinland-Pfalz und Sachsen-Anhalt
Bei den drei Landtagswahlen am 13. März trat die AfD erstmals an. Bei der Landtagswahl in Baden-Württemberg erreichte sie 15,1 Prozent der Stimmen, bei der Landtagswahl in Rheinland-Pfalz 2016 12,6 Prozent und bei der Landtagswahl in Sachsen-Anhalt 24,3 Prozent. Sie wurde damit in Sachsen-Anhalt zur zweitstärksten Kraft nach der CDU und in den beiden anderen Ländern zur drittstärksten Fraktion. Sie gewann 15 Direktmandate in Sachsen-Anhalt und 2 Direktmandate in Baden-Württemberg. In Sachsen-Anhalt zog die AfD mit dem bisher besten Ergebnis einer neuen Partei in ein Landesparlament ein.
Bei den Landtagswahlen im März 2016 gaben überdurchschnittlich viele Arbeiter und Arbeitslose der AfD ihre Stimme, in Baden-Württemberg knapp 30 Prozent, in Sachsen-Anhalt mehr als ein Drittel. Laut Robert Pausch, Mitautor einer Studie für die Otto-Brenner-Stiftung, hatten die meisten AfD-Wähler einen niedrigen bis mittleren Bildungsabschluss und gehörten der „sozialdemokratischen Kernklientel“ an. Typisch für die AfD-Wähler sei eine Skepsis gegenüber gesellschaftlichen Modernisierungsprozessen; überdurchschnittlich viele ihrer Wähler, 35 Prozent, machten sich Sorgen über ihre eigene wirtschaftliche Lage und seien unzufrieden mit dem Funktionieren der Demokratie.
Landtagswahlen in Mecklenburg-Vorpommern und Berlin
Am 4. September erhielt die AfD bei den Landtagswahlen in Mecklenburg-Vorpommern 20,8 Prozent der abgegebenen Stimmen und wurde damit hinter der SPD zweitstärkste Kraft, bei der Wahl zum Abgeordnetenhaus von Berlin 2016 erreichte sie 14,2 Prozent.
In Mecklenburg-Vorpommern wurde die Partei den Ergebnissen einer repräsentativen Wahlstatistik von Forschungsgruppe Wahlen nach erneut deutlich öfter von Männern als von Frauen gewählt. Ihr bestes Ergebnis holte die AfD bei der Wahl zudem in der Gruppe der Arbeiter (27 Prozent); bei Angestellten (18 Prozent) und Beamten (17 Prozent) lagen ihre Ergebnisse hingegen unter dem Schnitt. Bei den Altersgruppen der 18- bis 29-Jährigen sowie der über 60-Jährigen erzielte sie jeweils 17 Prozent, während sie bei den 30- bis 59-Jährigen 24 Prozent erzielte.
Laut Ergebnissen der Forschungen von Verena Hambauer und Anja Mays habe sich „die AfD in Hinblick auf ihre Wählerschaft im Sommer 2016 […] zur Partei der ‚kleinen Leute‘ und der Ängstlichen gewandelt“. Sie ziehe „im Vergleich zur Wählerschaft der anderen Parteien unterdurchschnittliche formal Gebildete, die sich auch in der Mehrheit der Unterschicht zugehörig fühlen“, an.
In Kontrast zu diesen einzelnen Wahlergebnissen ergab eine Regressionsanalyse der Daten des Sozioökonomischen Panels von 2016, dass die Ablehnung von Flüchtlingszuwanderung den stärksten direkten Einfluss auf die Parteiidentifikation mit der AfD hatte. Über die Konkurrenz um Arbeitsplätze und Sozialleistungen wirke sich darauf der soziale Status aus, der nur als indirekte, wesentlich schwächere Einflussgröße erscheint. Der Autor Holger Lengfeld und die Autorin Clara Dilger schreiben somit der „These der kulturellen Bedrohung“ eine höhere Plausibilität als der „Modernisierungsverliererthese“ zu. Die Erklärungsansätze Populismus und Protestwahlverhalten waren in diesem Rahmen nicht untersuchbar. Zwar wurde nur ein Aspekt der in der Politikwissenschaft postulierten „Konfliktlinie zwischen Kosmopoliten und Kommunitaristen“ betrachtet. Die Autoren folgern jedoch einen grundsätzlichen Wertekonflikt zu etablierten Parteien, der sich weder durch reine Verteilungspolitik noch durch die – zu eigenem Wählerverlust führende – Aufgabe einer liberaleren Zuwanderungspolitik lösen lasse. Daraus prognostizierten sie 2018 eine permanente Etablierung der AfD im Parteiengefüge.
Baden-Württemberg und Rheinland-Pfalz
Bei den Landtagswahlen in Baden-Württemberg 2016 und in Rheinland-Pfalz 2016 wählten die AfD meistens Personen, die weder der katholischen noch der evangelischen Kirche angehören: Einer Studie von Infratest dimap zufolge erreichte die AfD bei dieser Wählergruppe in beiden Ländern 19 Prozent. Bei den Protestanten entsprach der Anteil der AfD-Wähler etwa dem Landesschnitt (15 Prozent in Baden-Württemberg, 13 Prozent in Rheinland-Pfalz). Unterdurchschnittlich erfolgreich war die AfD bei den Katholiken (13 Prozent in Baden-Württemberg, 10 Prozent in Rheinland-Pfalz). Eine Wählerbefragung in Freiburg ergab, dass jeder dritte Wähler mit Migrationshintergrund der AfD seine Stimme gab.
Eine Forsa-Umfrage im Auftrag der Zeit aus dem Jahr 2018 ergab, dass bei 30 Prozent der AfD-Anhänger der russische Präsident Wladimir Putin mehr Vertrauen genießt als Bundeskanzlerin Merkel. Ähnlich hohe Werte erreichte er (mit 31 Prozent) nur bei Sympathisanten der Linkspartei (zum Vergleich Anhänger der CDU bzw. SPD 3–4, FDP 6 und Grüne 2 Prozent). Die Frage, ob Putin mit seiner Behauptung recht habe, der Westen würde Russland wieder wie zu Zeiten des Kalten Kriegs feindlich behandeln, bejahten 78 Prozent der AfD-Sympathisanten.

### 2017: Wahlen im Saarland, in Schleswig-Holstein, NRW, zum Bundestag
Im März 2017 kam eine weitere Studie des Instituts der deutschen Wirtschaft zu dem Ergebnis, dass die AfD-Anhänger zur gesellschaftlichen Mitte gehörten. Ihr Einkommensniveau sei leicht überdurchschnittlich. 55 Prozent hätten ein mittleres Bildungsniveau (Realschule), 25 Prozent ein hohes und 20 Prozent ein niedriges. Von einem Randgruppenphänomen könne daher ebenso wenig gesprochen werden wie von einer „Prekariatspartei“. Im Vergleich zur Gesamtgesellschaft seien AfD-Wähler pessimistisch, wobei Zuwanderung, Kriminalität und der soziale Zusammenhalt des Landes die größten Sorgen auslösten.
Saarland, Schleswig-Holstein, Nordrhein-Westfalen
Vor der Landtagswahl im Saarland am 26. März 2017 wurden 500.000 Exemplare eines zehnseitigen Extrablattes verteilt, mit dem der „Verein zur Erhaltung der Rechtsstaatlichkeit und bürgerlichen Freiheiten“ dazu aufrief, bei der Landtagswahl die AfD zu wählen.
Die AfD erhielt bei der Landtagswahl im Saarland 6,2 Prozent der Wählerstimmen und zog mit drei Abgeordneten in den Landtag des Saarlandes ein.
Auch zur Landtagswahl in Schleswig-Holstein 2017 am 7. Mai verteilte der „Verein“ ein Extrablatt in einer Auflage von ca. 500.000 Exemplaren. Dort erhielt die AfD 5,9 Prozent der Stimmen.
Der Verein zur Erhaltung der Rechtsstaatlichkeit und bürgerlichen Freiheiten verteilte in den Wochen vor der NRW-Wahl 2,6 Millionen Exemplare der Wahlkampfzeitung Extrablatt und mietete rund 2000 Werbeflächen. Damit machte er Stimmung gegen Flüchtlinge und rief zur Wahl der AfD bei der Landtagswahl in NRW am 14. Mai 2017 auf. Die AfD erhielt 7,4 % der Wählerstimmen.
Bundestagswahl

Zweitstimmenanteil der AfD bei der Bundestagswahl 2017

Die AfD erhielt bei der Bundestagswahl 2017 12,6 % der Zweitstimmen und 94 Sitze. Außerdem errang sie in Sachsen drei Direktmandate und wurde dort gemessen an den Zweitstimmen mit 27 % stärkste Kraft. Insgesamt schnitt die AfD in den ostdeutschen Bundesländern deutlich stärker ab als im Westen, wobei sie ihre höchsten Ergebnisse in den grenznahen Regionen zu Polen und Tschechien erreichte und in ländlichen Gemeinden und Kleinstädten – vielfach als Partei mit den meisten Stimmen – stärker abschnitt als in größeren Städten. Münster war der einzige von insgesamt 299 Wahlkreisen, in dem die AfD weniger als fünf Prozent der Stimmen bekam.
Größte Wählergruppe waren in Ost und West Männer mittleren Alters, wobei laut dem Leipziger Soziologieprofessor Holger Lengfeld nicht unbedingt eine individuell unzufriedenstellende wirtschaftliche Situation ausschlaggebend für die Wahlentscheidung war, sondern eher eine „kulturelle Abgehängtheit“ mit einem Überdruss an Veränderungen im Zuge einer globalisierten Welt.
Die Propagandaforscherin an der Oxford University Lisa-Maria Neudert ermittelte, dass die AfD 30 % des Datenaufkommens zur Bundestagswahl im Social Media während des Wahlkampfs ausmachte und damit die übrigen Parteien deutlich hinter sich ließ. Grund dafür waren keine Social Bots: Unterstützer, unter denen Neudert insbesondere die Reconquista Germanica erwähnte, hätten die AfD im Internet „größer erscheinen lassen als sie ist“.
Wahlbeobachter der OSZE wiesen in ihrem Abschlussbericht auf die Besonderheit hin, dass durch den Verein zur Erhaltung der Rechtsstaatlichkeit und bürgerlichen Freiheiten mit etwa 600.000 Exemplaren der Wochenzeitung Deutschland-Kurier sowie speziell für die Bundestagswahl konzipierten Plakaten und Online-Anzeigen für die AfD geworben wurde. Die OSZE empfahl daher in ihrem Abschlussbericht, zukünftig eine Regulierung von Wahlkampagnen durch Dritte zu erwägen, um Transparenz und Rechenschaftspflicht im Wahlprozess zu gewährleisten. Unter den gewählten AfD-Bundestagsabgeordneten lag der Frauenanteil bei 10,6 %, niedriger als bei allen anderen im 19. Bundestag vertretenen Parteien, was insgesamt zum niedrigsten Frauenanteil unter den Abgeordneten seit der Bundestagswahl 1998 führte. Mit dem Austritt der Bundestagsabgeordneten Verena Hartmann aus der Fraktion und der Partei im Januar 2020 gehören der Fraktion noch neun Frauen an. Mit ihr verlor die Fraktion das fünfte Mitglied seit der Wahl 2017, sie schrumpfte auf 89 Abgeordnete.
Bei der Bundestagswahl 2017 wurde laut einer Wahlanalyse der Forschungsgruppe Wahlen die AfD erneut deutlich häufiger von Männern (16 %) als von Frauen (9 %) gewählt. Ihre besten Ergebnisse erzielte die AfD mit 16 % in der Altersgruppe 30 bis 49. Bei den Wählern über 60 sowie in der Altersgruppe 18 bis 29 schnitt die AfD hingegen schlechter als im Durchschnitt ab. Bei Menschen mit einem abgeschlossenen Studium kam die Partei nur auf 7 %. Die AfD wurde zudem überdurchschnittlich häufig von Arbeitslosen gewählt. Des Weiteren ist die AfD in Ostdeutschland deutlich erfolgreicher als in Westdeutschland.
Nach einer Bertelsmann-Studie kam die AfD bei der Bundestagswahl im sozial prekären Milieu auf 28 Prozent der Wählerstimmen und damit auf ihr stärkstes Ergebnis in allen Milieus. In der bürgerlichen Mitte erhielt die Partei 20 Prozent der Stimmen, womit sie im Vergleich zur vorigen Bundestagswahl um rund 15 Prozentpunkte zulegte, während CDU und CSU dort etwa genauso viel verloren. Knapp zwei Drittel aller AfD-Wähler kommen aus Milieus, die eher modernisierungsskeptisch sind. Die Kategorisierung der Personen zu den Milieus in der Studie erfolgte nach einer vom Sinus-Institut entwickelten Technik anhand der sozialen Lage, Werthaltungen, Lebensstilen und Grundorientierungen.
Landtagswahl Niedersachsen
Bei der Landtagswahl am 15. Oktober 2017 erhielt die AfD 6,2 Prozent der Stimmen und 9 der 137 Sitze im Landtag. Wie eine Studie des Göttinger Instituts für Demokratieforschung zeigt, konnte die Partei vor allem in solchen Landesteilen überdurchschnittliche Ergebnisse erzielen, in denen ein relativ hohes Maß an Arbeitslosigkeit, erhöhte Konfessionslosigkeit sowie eine vergleichsweise niedrige Wahlbeteiligung herrscht.

### 2019: Europawahl, Landtagswahl in Brandenburg, Sachsen, Thüringen
Bei der Europawahl in Deutschland 2019 kam die AfD bundesweit auf einen Stimmenanteil von 11 Prozent.
Bei der Landtagswahl in Sachsen 2019 erhielt die AfD 27,5 Prozent der Zweitstimmen, in Brandenburg waren es 23,5 Prozent. Damit wurde sie in beiden Länderparlamenten zur zweitstärksten Kraft. Dazu kommentierte der Politikwissenschaftler Aiko Wagner, dass die AfD im Osten zum Teil die Linke als „Protestpartei“ ablöse. Das habe damit zu tun, dass die Linke inzwischen seit vielen Jahren in verschiedenen Regionen mitregiere und somit aus Sicht vieler Menschen „Teil des Establishments“ sei. Bei AfD-Wählern handle es sich nicht unbedingt um Menschen, denen es schlechtgehe oder die Abstiegserfahrungen gemacht hätten, sondern die Partei spreche Menschen aus dem Kleinbürgertum an, „die in ihrer Wahrnehmung etwas dafür getan haben, dass es ihnen gutgeht“, die jedoch diffuse Zukunftsängste hätten, wonach alles ganz schlimm werde, wenn es so weitergehe wie bisher. In manchen Gegenden, wie etwa im Südosten Brandenburgs, profitiere die Partei von „rechten Netzwerken“ sowie einer Symbiose mit Pegida und neurechten Bewegungen. Es sei „kein Zufall“, dass die AfD da stark sei, wo früher die NPD stark gewesen sei.
Eine Studie der Universitäten Bielefeld und Münster, veröffentlicht im Oktober 2019 im Fachmagazin Frontiers in Psychology, ergab, dass die AfD bei der Bundestagswahl 2017 dort erfolgreich war, wo im Vorjahr viele Menschen ohne Arbeit waren. Im Wahljahr wurden auch in Regionen, in denen die AfD Erfolg hatte, mehr Hasstaten, also Angriffe auf Geflüchtete und Flüchtlingsunterkünfte, registriert. Was den Ausländeranteil angeht, gibt es laut der Studie große regionale Unterschiede: In Gesamtdeutschland gebe es bei höherem Ausländeranteil weniger Hasstaten, im Osten sei es umgekehrt. Ähnliche Unterschiede ergaben sich für die Beziehung zwischen dem Ausländeranteil und dem Erfolg der AfD: Im Osten sei die Partei bei hohem Ausländeranteil in der betreffenden Region weniger erfolgreich gewesen, im Westen sei in einigen Regionen das Gegenteil festzustellen gewesen.
Bei der Landtagswahl in Thüringen 2019 erreichte die AfD 23,4 Prozent der Zweitstimmen bei einer Wahlbeteiligung von 64,9 Prozent und stellt damit die zweitgrößte Fraktion im Thüringer Landtag.
Laut einer 2019 veröffentlichten Untersuchung des Ökonomen Davide Cantoni zufolge gibt es bei AfD-Wahlergebnissen eine starke Korrelation zwischen den Wahlergebnissen in den Orten, in denen verstärkt die NSDAP gewählt wurde, und Orten, in denen heutzutage die AfD bei Wahlen erfolgreich gewesen ist. Für die Studie wurden die NSDAP-Stimmenanteile bei den Wahlen 1928, 1930 und 1933 herangezogen. Einen direkten inhaltlichen Vergleich zwischen AfD und NSDAP lehnte Cantoni ab, betonte aber, dass beide Parteien offensichtlich Menschen „mit relativ schnellen und national gefärbten Lösungen für Probleme und Krisen der Zeit, mit ihrem Insider-Outsider-Denken“ ansprechen.

### 2020: Bürgerschaftswahl in Hamburg
Bei der Bürgerschaftswahl in Hamburg 2020 kam die AfD auf 5,3 Prozent der Stimmen, was sieben Sitzen in der Bürgerschaft entspricht.
Aus einer repräsentativen Umfrage von Infratest dimap im Auftrag des NDR Medienmagazins ZAPP 2020 ging hervor, dass 20 Prozent aller Wahlberechtigten in Deutschland meinen, dass „Politik und Medien die Gefährlichkeit des Corona-Virus ganz bewusst übertreiben, um die Öffentlichkeit zu täuschen“. AfD-Anhänger stimmten dieser Täuschungsthese zu 54 Prozent zu. Von allen Befragten hielten 68 Prozent die Berichterstattung der öffentlich-rechtlichen Medien über die Corona-Pandemie für glaubwürdig, von den AfD-Anhängern glaubten das 27 Prozent.
Eine Studie von Forschern aus München, Bielefeld und Jena ergab eine auffällige Korrelation zwischen Stimmanteilen der AfD bei der Bundestagswahl 2017 und Corona-Infektionsraten des Jahres 2020. Demnach seien in Regionen mit hohen Stimmanteilen für die AfD in der Bundestagswahl 2017 „stärkere Infektionsanstiege als in Kreisen mit verhältnismäßig niedrigen AfD-Zweistimmenanteilen“ zu verzeichnen gewesen. Ähnliche Korrelationen bei den anderen im Bundestag vertretenen Parteien ließen sich demnach nicht finden. Es wurden 401 deutsche Kreise und kreisfreie Städte untersucht; die Studie habe laut MDR damit Gültigkeit für die gesamte Bundesrepublik.

### 2021: Bundestagswahl
Im Vorfeld zur Bundestagswahl 2021 veröffentlichte die Bertelsmann Stiftung im Februar 2021 die Ergebnisse einer repräsentativen Umfrage von YouGov vom Juni 2020. An der Befragung nahmen 10.055 Menschen teil. Demnach haben 29 Prozent der AfD-Wähler eine „manifeste rechtsextreme“ Einstellung und weitere 27 Prozent vertreten eine „latente rechtsextreme“ Einstellung. 15 Prozent der Befragten befürworten eine rechtsgerichtete Diktatur, 13 Prozent verharmlosen den Nationalsozialismus, 13 Prozent vertreten Antisemitismus, 54 Prozent Chauvinismus, 65 Prozent Fremdenfeindlichkeit und 8 Prozent Sozialdarwinismus. Im Vergleich zu Wählern anderer Parteien und aller Wahlberechtigten liegt der Anteil derartiger Einstellungen zum Teil deutlich höher. Der Anteil der Abgeordneten mit Migrationshintergrund liegt bei 7,2 % (2017: 8,7 Prozent) und liegt damit über dem der CDU/CSU- und dem der FDP-Fraktion im Bundestag.
2021 befragte das Meinungsforschungsinstitut im Rahmen einer Studie Nicht-gegen-COVID-19-Geimpfte nach ihrer Parteienpräferenz. Genau 50 Prozent der 3048 teilnehmenden Ungeimpften entschieden sich für die AfD, was gemessen an dem AfD-Ergebnis der Bundestagswahl 2021 fünfmal so viel Zustimmung wie in der Gesamtbevölkerung bedeutet. Dahinter folgte mit 15 Prozent die der Querdenken-Bewegung nahestehende Kleinstpartei Die Basis.
Für den Bundestagswahlkampf 2021 bestimmten die Parteimitglieder in einer Mitgliederbefragung die Bundestagsfraktionsvorsitzende Alice Weidel und den Bundesvorsitzenden Tino Chrupalla mit 71 Prozent der Stimmen zu Spitzenkandidaten. Damit setzten diese sich gegen das zweite Kandidatenpaar Joana Cotar und Joachim Wundrak durch. Die Wahlbeteiligung lag bei 48 Prozent der Mitglieder.

### 2022: Wahlen im Saarland, Schleswig-Holstein, Nordrhein-Westfalen und Niedersachsen
Bei der Landtagswahl im Saarland erreichte die AfD 5,7 Prozent und in Nordrhein-Westfalen 5,4 Prozent. In Schleswig-Holstein gelang mit 4,4 Prozent der Wiedereinzug in den Landtag jedoch nicht.
Eine Umfrage des Thinktanks CeMAS erbrachte 2022, dass auch die AfD-Wählerschaft hinsichtlich des russischen Überfalls auf die Ukraine gespalten ist. Nur 64,4 Prozent der AfD-Anhänger bejahten eine Hauptschuld Russlands für den Krieg. 42,5 Prozent – deutlich mehr als bei anderen Parteien – sehen hingegen bei der NATO und den Vereinigten Staaten eine hohe Kriegsverantwortung.
Bei der Landtagswahl in Niedersachsen im Oktober 2022 kam die AfD auf elf Prozent.
Im September 2022 ergab eine von der Hans-Böckler-Stiftung veröffentlichte Kantar-Umfrage, dass 27 Prozent der AfD-Anhänger der Verschwörungserzählung zustimmten, der Krieg in der Ukraine solle von der Corona-Pandemie ablenken oder werde ebenso wie die Pandemie dramatisiert. Diese Zustimmung war damit dreimal so hoch wie im Durchschnitt aller Befragten. 74 Prozent aller befragten Personen lehnten diese Verschwörungstheorien ab, unter AfD-Anhängern waren es nur 38 Prozent. Fast die Hälfte der befragten AfD-Wähler stimmte zudem abwertenden Aussagen über Geflüchtete aus der Ukraine zu. In der Gesamtheit der Befragten waren es 17 Prozent. Die Abwertung dieser Geflüchteten lehnten 44 Prozent aller Befragten ab, unter den AfD-Anhängern waren es 8 Prozent.

### 2024: Europawahl und Landtagswahlen in Sachsen, Thüringen und Brandenburg

Wahlkreise (blau), in denen die AfD von allen Parteien den höchsten Zweitstimmenanteil bei der Europawahl 2024 erhielt.

Nach einer im April und Mai 2024 unter 1512 Wahlberechtigten durchgeführten Online-Studie des Demoskopie-Instituts Pollytix rechtfertigte mehr als jeder dritte AfD-Wähler Gewalt gegen Politiker. Etwa jeder fünfte AfD-Wähler fand demnach Gewalt zur Erreichung bestimmter politischer Ziele moralisch gerechtfertigt. Zwei von fünf wünschten sich „einen starken Führer, der sich nicht um Wahlen und Parlament kümmern“ müsse. Vier von fünf Wählern der Partei stimmten der Aussage „Unser Land gleicht inzwischen mehr einer Diktatur als einer Demokratie“ zu. Lediglich zwölf Prozent der AfD-Wähler sagten, sie hätten Vertrauen in staatliche Institutionen, und nur 14 Prozent hielten die Demokratie für ein gut funktionierendes System. 97 Prozent der Befragten meinten, es gebe zu viele Einwanderer in der Bundesrepublik, und 83 Prozent befürchteten, dass Deutschland in Kriege hineingezogen werden könne. 56 Prozent der AfD-Wähler sahen durch den Feminismus die gesellschaftliche Ordnung und Harmonie gestört und 59 Prozent sagten, der „US-amerikanische Imperialismus“ sei „die eigentliche Gefahr für den Weltfrieden“. Vor den Folgen des Klimawandels hatte jedoch lediglich die Hälfte der Befragten Angst.
Bei der Europawahl im Juni 2024 erreichte die AfD 15,9 Prozent der Stimmen.
Im September 2024 wurde die AfD mit 32,8 % zum ersten Mal stärkste Partei in einer Landtagswahl bei der Landtagswahl in Thüringen 2024 und erreichte mit 32 von 88 Sitzen eine Sperrminorität. Bei der am selben Tag stattgefundenen Landtagswahl in Sachsen 2024 wurde sie mit 30,6 % hinter der CDU (31,9 %) zweitstärkste Kraft. Am 22. September wurde die AfD bei der Landtagswahl in Brandenburg 2024 mit 29,2 % zweitstärkste Partei hinter der SPD (30,9 %) und erreichte mit 30 von 88 Sitzen eine Sperrminorität.

### 2025 – Bundestagswahl
In der Bundestagswahl 2025 verdoppelte die AfD ihr Wahlergebnis von 2021 auf 20,8 % der Zweitstimmen. Sie zog mit 152 Sitzen in den Bundestag ein, davon 42 Wahlkreissitze (Mehrheit der Erststimmen in einem Wahlkreis). Die Partei wurde damit die zweitstärkste Kraft im Bundestag, hinter den Unionsparteien. Sie gewann fast alle Wahlkreise in Ostdeutschland, aber keinen in Westdeutschland. Sie führte in den Altersgruppen von 25 bis 34 Jahren sowie 35 bis 44 Jahren mit 20,8 % bzw. 27,1 %.

### Wahlergebnisse
| Jahr | Bundes- tag | Landesparlamente | Landesparlamente | Landesparlamente | Landesparlamente | Landesparlamente | Landesparlamente | Landesparlamente | Landesparlamente | Landesparlamente | Landesparlamente | Landesparlamente | Landesparlamente | Landesparlamente | Landesparlamente | Landesparlamente | Landesparlamente | Europa- parlament |
| Jahr | Bundes- tag | BW               | BY               | BE               | BB               | HB               | HH               | HE               | MV               | NI               | NW               | RP               | SL               | SN               | ST               | SH               | TH               | Europa- parlament |
| --- | ----------- | ---------------- | ---------------- | ---------------- | ---------------- | ---------------- | ---------------- | ---------------- | ---------------- | ---------------- | ---------------- | ---------------- | ---------------- | ---------------- | ---------------- | ---------------- | ---------------- | ----------------- |
| 2013 | 04,7        |                  | n. a.            |                  |                  |                  |                  | 04,1             |                  |                  |                  |                  |                  |                  |                  |                  |                  |                   |
| 2014 | 04,7        | 12,2             | n. a.            | 09,7             | 10,6             | 07,1             |                  | 04,1             |                  |                  |                  |                  |                  |                  |                  |                  |                  |                   |
| 2015 | 04,7        | 12,2             | n. a.            | 09,7             | 10,6             | 07,1             | 05,5             | 04,1             | 06,1             |                  |                  |                  |                  |                  |                  |                  |                  |                   |
| 2016 | 04,7        | 12,2             | n. a.            | 09,7             | 10,6             | 07,1             | 05,5             | 04,1             | 06,1             | 15,1             | 14,2             | 20,8             | 12,6             | 24,3             |                  |                  |                  |                   |
| 2017 | 12,6        | 12,2             | n. a.            | 09,7             | 10,6             | 07,1             | 05,5             | 04,1             | 06,1             | 15,1             | 14,2             | 20,8             | 12,6             | 24,3             | 06,2             | 07,4             | 06,2             | 05,9              |
| 2018 | 12,6        | 12,2             | 10,2             | 09,7             | 10,6             | 07,1             | 05,5             | 13,1             | 06,1             | 15,1             | 14,2             | 20,8             | 12,6             | 24,3             | 06,2             | 07,4             | 06,2             | 05,9              |
| 2019 | 12,6        | 23,5             | 10,2             | 06,1             | 27,5             | 23,4             | 11,0             | 13,1             | 06,1             | 15,1             | 14,2             | 20,8             | 12,6             | 24,3             | 06,2             | 07,4             | 06,2             | 05,9              |
| 2020 | 12,6        | 23,5             | 10,2             | 06,1             | 27,5             | 23,4             | 11,0             | 13,1             | 05,3             | 15,1             | 14,2             | 20,8             | 12,6             | 24,3             | 06,2             | 07,4             | 06,2             | 05,9              |
| 2021 | 10,4        | 23,5             | 10,2             | 06,1             | 27,5             | 23,4             | 11,0             | 13,1             | 05,3             | 09,7             | 08,0             | 16,7             | 08,3             | 20,8             | 06,2             | 07,4             | 06,2             | 05,9              |
| 2022 | 10,4        | 23,5             | 10,2             | 06,1             | 27,5             | 23,4             | 11,0             | 13,1             | 05,3             | 09,7             | 08,0             | 16,7             | 08,3             | 20,8             | 11,0             | 05,4             | 05,7             | 04,4              |
| 2023 | 10,4        | 23,5             | 14,6             | 09,1             | 27,5             | 23,4             | 11,0             | n. a.            | 05,3             | 09,7             | 18,4             | 16,7             | 08,3             | 20,8             | 11,0             | 05,4             | 05,7             | 04,4              |
| 2024 | 10,4        | 29,2             | 14,6             | 09,1             | 30,6             | 32,8             | 15,9             | n. a.            | 05,3             | 09,7             | 18,4             | 16,7             | 08,3             | 20,8             | 11,0             | 05,4             | 05,7             | 04,4              |
| 2025 | 20,8        | 29,2             | 14,6             | 09,1             | 30,6             | 32,8             | 15,9             | n. a.            | 7,5              | 09,7             | 18,4             | 16,7             | 08,3             | 20,8             | 11,0             | 05,4             | 05,7             | 04,4              |
| Legende: n. a. – nicht angetreten; kursive Schrift – bestes Wahlergebnis; blau – Einzug ins Parlament; Wahlergebnisse in Prozent |             |                  |                  |                  |                  |                  |                  |                  |                  |                  |                  |                  |                  |                  |                  |                  |                  |                   |

### Korrelation von Bevölkerungsrückgang und Erfolgen
Zwischen Bevölkerungsrückgang und Wahlerfolgen der AfD scheint ein deutlich feststellbarer Zusammenhang zu bestehen, zumindest in Ostdeutschland (Für Westdeutschland fehlen bislang Untersuchungen). Eine Betrachtung der ostdeutschen Landtagswahlen in Brandenburg, Sachsen und Thüringen des Jahres 2024 ergab, dass die AfD besonders große Erfolge in Orten zu vermelden hatte, die von Bevölkerrungsrückgang – langfristig und seit kürzerer Zeit bestehend – besonders getroffen waren. Der Zusammenhang erscheint dabei nicht linear, sondern disproportional, Bevölkerungsrückgang übersetzt sich in besonders starker Weise in Erfolge der AfD. Die Ursachen für den Zusammenhang sind unklar. So könnten sowohl der demographische Rückgang (oder seine Folgen für Infrastruktur) selbst zu Erfolgen der AfD führen, wie umgekehrt Erfolge der AfD Bewohner abwandern oder potentiell neue gar nicht erst zuwandern lassen könnten. Der Effekt steht neben klassischen Erkenntnissen über das Wählerverhalten: Weiterhin sind die Erfolge der AfD dort größer wo bereits früher die extreme Rechte stark vertreten war, weiterhin sind sie geringer in katholischen Gegenden.

### Merkmale der Wählerschaft
Während in ihrer ersten Bundestagswahl 2013 die Partei stark von Wählern mit formal hohen Bildungsabschlüssen (gesprochen wurde von einer „Professorenpartei“) gewählt wurde, änderte sich das in den Folgejahren. In der Bundestagswahl 2021 wurde sie von 21 % der Arbeiter gewählt, vor ihr lag nur noch die SPD. Wähler mit niedrigem Einkommen wählen sie mit höherer Wahrscheinlichkeit, ebenso wie Wähler mit formal höherem Bildungsgrad es seltener tun. Ihre größten Erfolge erzielt sie in Ostdeutschland. Seit 2023 gewinnt sie bei Jungwählern stark hinzu, was von ihrer Kompetenz in der Nutzung sozialer Medien, insbesondere TikTok, begleitet wird. Nach wie vor ist sie unter Männern erfolgreicher als unter Frauen. Sozioökonomische Merkmale scheinen für die Wahl jedoch nicht entscheidend zu sein, eher sind es Einstellungen gegenüber Migration, Ablehnung der politischen Elite und die Überzeugung einer schweigenden und gleichzeitig unterdrückten Mehrheit anzugehören. Kirchengebundene Bürger wählen mit geringerer, konfessionslose Wähler mit höherer Wahrscheinlichkeit die AfD.

## Rezeption und Deutung
Die AfD wird von sozialwissenschaftlichen Beobachtern mittlerweile überwiegend als eine rechtspopulistische oder/und rechtsextreme Partei eingeschätzt, bzw. als populistisch agierende und weit rechts stehende Partei, in der „rechtsradikale und rechtsextreme Kräfte um die Vorherrschaft kämpfen.“
Die Positionierung der Partei wandelte sich von finanzpolitisch orientierter Euroskepsis mit der Flüchtlingskrise 2015 deutlich hin zum Schwerpunkt der Migrationskritik und Integrationspolitik.
In der Anfangszeit wurden oft drei Hauptströmungen innerhalb der Partei unterschieden. Sie wurden verbreitet als nationalkonservativ, rechtspopulistisch und wirtschaftsliberal bezeichnet oder mit vergleichbaren Eigenschaftsworten belegt. Daher war die AfD häufig vor die Frage gestellt, ob sie „eine konservative, im Zweifel nationalkonservative Partei im Stile eines Alfred Dregger“ sein oder sich weiter radikalisieren wolle. Die Geschichte der AfD ist von entsprechenden Auseinandersetzungen (Alexander Gauland: „Wir sind immer noch ein gäriger Haufen“) geprägt, bisher „obsiegten dabei nicht die gemäßigteren Kräfte, sondern die radikalen“. Moderate Programme werden als Kontrast zu radikalen politischen Zielen gesehen, die in Rhetorik und Agitation von AfD-Politikern aufscheinen, teilweise auch als Kalkül zur Verschleierung dieser Ziele. Das erfolgreiche Beispiel Giorgia Melonis, die durch einen Kurs der Mäßigung und Annäherung an die Mitte es schaffte eine Koalition zusammenzufügen und Ministerpräsidentin Italiens zu werden, stößt innerhalb der AfD auf Ablehnung. Eine „Melonisierung“ wolle man nicht erklärte Tino Chrupalla. Stattdessen rücke die Partei nach Wolfgang Schroeder an den rechten Rand selbst der Rechtsparteien in Europa und gehe einen „deutschen Sonderweg“, sie modernisiere sich organisatorisch und werde professioneller, anders als andere erfolgreiche Rechtsparteien in Europa aber „ohne ideologische Deradikalisierung“.

### Grundsätzliche Einordnung

#### Gründungsphase
Die AfD richtete sich zu Beginn gegen den Euro und das Management der Schulden- und Bankenkrise, nicht jedoch gegen die Europäische Union. Auf diese Weise habe sie andere Parteien zu einem klareren europapolitischen Kurs gezwungen.
Gemeinhin wurde die AfD als Protestpartei betrachtet, die von den Unionsparteien geräumte Positionen nutzen und trotz ihrer nationalliberalen und konservativen Ausrichtung mit dem Euro-Thema auch linksgerichtete Wähler gewinnen könne. Über das Gewicht ihres populistischen Auftretens herrschte Uneinigkeit. Während es teilweise als nicht oder kaum vorhanden betrachtet wurde, bezeichneten „weite Teile der Politikwissenschaft“ die gesamte Partei als rechtspopulistisch.
Eine Social-Media-Analyse durch linkfluence zeigte kaum Überschneidungen von AfD und NPD. In der Europapolitik wurde ihr eine große Differenz zu Front National, PVV und FPÖ attestiert. Eine Zusammenarbeit von UKIP und AfD schien dagegen denkbar, fasste es der britische Politikwissenschaftler Nicholas Startin zusammen: „Beide wollen die Zuwanderung um qualitative Kriterien erweitern, beide wollen die Rettungsschirme einstampfen, beide wollen die Entscheidungshoheit zurück in die Nationalstaaten holen.“ Auf Bundesebene habe die AfD klargemacht, dass Rechtsextremismus nicht geduldet werde. Dennoch öffnete sie sich teilweise für ehemals rechte Parteigänger.
Eine Analyse der Konrad-Adenauer-Stiftung beschrieb die AfD im April 2013 als „Partei von oben“ mit einem erheblichen Demokratiedefizit, die einer Marketing-Kampagne ähnele. Eine inhaltliche Mitwirkung der neuen Parteimitglieder sei unerwünscht.

#### Etablierungsphase
Auch nach der Bundestagswahl 2013 wurde die AfD als liberal-konservativ und rechts- beziehungsweise nationalkonservativ oder nationalliberal und „rechts von der Union“ dargestellt. „Defensiver Nationalismus“, konservative Familienpolitik und „harte“ Asyl- bzw. Einwanderungspolitik wurden als kennzeichnend betrachtet.
Die Partei wurde auch im Kontext und als „Resultat eines populistischen Zeitgeistes“ betrachtet. Entgegen einzelnen Stimmen wurde sie nun vermehrt als zumindest in Teilen rechtspopulistisch oder in der „Grauzone“ zwischen rechtspopulistisch und rechtsextrem klassifiziert. „Massive Querelen und Richtungskämpfe“ gingen mit einem „Rechtstrend an der Basis der Partei“ einher. Auf kommunaler Ebene gebe es verbale fremdenfeindliche Ausfälle.
Helmut Kellershohn urteilte, dass nach der Landtagswahl in Sachsen 2014 der wert- und nationalkonservative Parteiflügel der AfD an Zuspruch gewonnen habe. Als drei wesentliche Eckpunkte der AfD nannte er nun: „Nationalliberalismus, christlicher Konservatismus und völkischer Nationalismus“. Darüber hinaus versuche man konzeptionell u. a. mit plebiszitären Elementen und der Umgestaltung des Wahlrechts an den „Staatsumbau“ der niedergehenden Weimarer Republik anzuknüpfen. Die AfD sei für die Neue Rechte ein „Hebel“, um die Unionsparteien von rechts anzutreiben. Als langfristiges Ziel stehe publizistisch und parteipolitisch eine Art modernisierte „völkisch-konservative Bewegung“.
In einer vergleichenden Analyse ihres Europawahlprogramms 2014, ihres Web- und Facebook-Auftritts konnte dagegen Kai Arzheimer der AfD weder Radikalismus, Nativismus noch Populismus nachweisen, sah sie aber aufgrund ihrer nationalen, marktliberalen Ausrichtung und „ihres Widerstandes gegen staatlich unterstützte Programme zur Förderung von sexueller Vielfalt und Gender-Mainstreaming“ rechts der anderen Parteien. Ihr Programm gleiche am ehesten dem einer nicht auf Bayern beschränkten CSU. Allerdings würden Facebook-Posts auf radikalere Strömungen bei einfachen Mitgliedern und Anhängern hinweisen.
Nach den Landtagswahlen 2014 behauptete Werner J. Patzelt, die etablierten Parteien hätten die AfD unzutreffend als „rechtspopulistische Partei light“ abgewertet, um sie loszuwerden. Laut Elmar Wiesendahl sei die AfD als Partei für Deutschland neu gewesen und mit den Republikanern in den Vereinigten Staaten vergleichbar. Wolfgang Renzsch hielt die AfD nicht für eine reine Protestpartei, sah aber Parallelen zu rechten Bewegungen und Parteien in anderen europäischen Ländern, die auch Protestwähler anzögen. Laut Jürgen W. Falter sprach die AfD „Tabu-Themen an, die andere Parteien vernachlässigen oder um die sie sich sogar ganz drücken“. Sie ähnele programmatisch der CDU der 1980er Jahre und der SVP in der Schweiz.
2014 wurden vermehrt Parallelen zur Gründungsphase der Grünen gezogen, so auch von Politikern dieser Partei, wie Hubert Kleinert. Chaospotential und rechtsradikale Unterwanderung seien vergleichbare Probleme. Ausgrenzung und Verteufelung führten nicht zu einem Verschwinden der Partei, sondern zu „einer Art Verfolgtenbonus“. 2015 konkretisierte Kleinert, die AfD sammle Euro-Kritiker, liberalkonservative Honoratioren, populistischen Protest gegen Einwanderung und vermeintliche Herrschaft der Political Correctness sowie „Geltungssüchtige, anderswo Gescheiterte, Quertreiber und Querulanten aller Art“. Er prognostizierte, dass eine „Petry-AfD“ das „demokratische Parteienspektrum verlassen“ werde.
Gegen den ordoliberalen Flügel um Bernd Lucke positionierte sich mit der Erfurter Resolution von Björn Höcke und „Hans-Thomas Tillschneider“ das nationalistische Lager der Partei, das sich im sogenannten Flügel organisierte. Es verlangte eine Annäherung an die Pegida-Bewegung und eine Frontstellung gegen „Gesellschaftsexperimente“ und Multikulturalismus. Lucke reagierte seinerseits mit der Gründung des Weckruf 2015.

#### Ab dem Essener Parteitag
Nach dem Essener Parteitag 2015 wurde ein Rechtsruck bei der AfD konstatiert, den die Partei eventuell „nicht überleben“ werde. Der Kampf um die Ausrichtung der Partei sei bei unscharfer Abgrenzung zum rechten Rand unter Frauke Petry zugunsten des rechtskonservativen Flügels entschieden worden. Ihre rechtspopulistischen Positionen seien nicht nur mit den wirtschaftsliberalen und national-konservativen Strömungen der Partei vereinbar, sondern „in gewisser Weise sogar aufeinander bezogen“. Sie würden in einem nationalen „Besitzstands- oder Wettbewerbspopulismus“ zusammengeführt.
Das Spektrum der AfD reiche von „konservativ bis rechtsextremistisch“. Sie sei „in großen Teilen rechtsradikalisiert“. Björn Höcke betreibe eine „faschistische Agitation“. Mehrere Politik- und Geschichtswissenschaftler sahen die AfD in der Folge als völkisch-nationale Partei. So wurde beispielsweise die Familienpolitik der AfD mit christlich-fundamentalistischen, völkischen und negativen demographischen Vorstellungen in Verbindung gebracht, womit die Anschlussfähigkeit an die extreme Rechte gegeben sei.
Für den Politikwissenschaftler Torsten Oppelland hatten die zur ersten Parteispaltung führenden Konflikte „mehr mit unterschiedlichen Prioritäten, Politikstilen und Machtinteressen zu tun als mit programmatischen Differenzen“. In den politischen Leitlinien der AfD fänden sich „Ansichten des liberal-konservativen und des national-konservativen Parteiflügels in gleicher Weise wieder.“
Laut Samuel Salzborn ist die AfD, „vereinfacht gesprochen, die Partei der Durchschnittlichen und Mittelmäßigen, die sich deshalb als deklassiert empfinden, weil sie sich selbst für überdurchschnittlich halten“. Sie biete Identifikationsmöglichkeiten und die Aussicht auf Durchsetzung eigener Interessen, „auch ungebremst durch die Interessen anderer.“ Für die „völkisch-nationalistische“ Klientel der laut Eigenbezeichnung besorgten Bürger aus der teilweise akademisch gebildeten Mittelschicht, denen Aufklärung, rationales Denken und Gleichberechtigung verhasst seien, habe es zuvor an einer Partei gefehlt, die „das gesamte antiaufklärerische Ressentiment in sich vereinigte, aber zugleich fortwährend bestritt, rechtsextrem zu sein“. Die AfD verspreche für diese Menschen die Befreiung von der Last der NS-Vergangenheit, vermeide die Frage nach der „eigenen sozioökonomischen Unfähigkeit“ und biete „für beides Projektionsflächen“, um diese Defizite „umso brutaler bei den anderen such[en] und verfolgen“ zu können. Es werde „mit antidemokratischer Stoßrichtung“ das Grundrecht der Meinungsfreiheit falsch ausgedeutet und gegen andere Grundrechte wie die Menschenwürde oder das Gleichheitsgebot in Stellung gebracht. „Weder völkische Agitation, noch Rassismus, noch Sexismus, noch Antisemitismus stehen [jedoch] im Konsens mit der Verfassung.“ So werde versucht, „die Mittel der Demokratie gegen die Demokratie in Stellung zu bringen“. Jede Unterstellung der Partei, man könne seine Meinung zu bestimmten Punkten nicht äußern, beweise in Wirklichkeit die hier geltende Meinungsfreiheit, da man auch eine solche Behauptung frei äußern dürfe.
Parteien gründeten sich laut Andreas Rödder immer an den „Abbruchkanten des politischen Konsenses“. Solche entstanden nach der Entwicklung der Unionsparteien nach links in der Frage der „immer engeren Union“ in Europa und der Flüchtlingsfrage sowie bezüglich der „Kultur der Diversität, der Antidiskriminierung und der Inklusion“. Auch habe sich die AfD von westlichen Traditionen distanziert und sich deutschnationalen Traditionen zugewandt.
Nach Ansicht des Historikers Heinrich August Winkler verkörpert die AfD „ein solches Maß an reaktionär-rechtsradikalen Tendenzen“, dass man durchaus Parallelen zu der Zeit vor 1933 erkennen könne, „nämlich bei den Deutschnationalen, die in ihrer Opposition gegen Weimar den Nationalsozialisten vorgearbeitet haben.“
Aus Sicht des Sozialhistorikers Christoph Rass ist das Besondere und „besonders Gefährliche“ an der Partei, dass sie „rechten Revisionismus in der Tradition vieler kleiner Parteien seit 1945 mit Bemühungen um gesellschaftliche Anschlussfähigkeit in Richtung Mitte verbindet“. Sie verfüge über Anknüpfungspunkte zu ultrakonservativen Intellektuellen, die ihr eine „Vernetzung in Wissenschaft und neokonservative Denkfabriken“ ermöglichen. Solche Zugänge hätten der NPD oder den Republikanern gefehlt, wenngleich sich das politische Profil zunehmend angleiche. Trotz vieler Strömungen habe die Partei die Bedeutung ihrer Geschlossenheit erkannt. Daher werde sich dieses Phänomen nicht von selbst erledigen, sondern es sei wichtig, dass sich die Bürger gegen das stellten, was hier passiere.
Für den Historiker Paul Nolte ist das Ziel der AfD „ein Deutschland nach dem Vorbild Viktor Orbáns, eine ‚illiberale Demokratie‘“. Sie propagiere ein „Weltbild des Ressentiments, mit immer neuen Verschwörungstheorien und Sündenböcken. Im Prinzip ist das ein Weltbild des permanenten Betrogenwerdens. Das Problem ist: Diese Vorstellung hat sich schon stark in die Gesellschaft eingefressen“.
Dem Geschichtsbild der Partei liegt laut Marc Grimm und Bodo Kahmann „eine rechtsradikale Geschichtspolitik“ zugrunde, der es „um kulturelle Hegemonie“ gehe. Über das Mittel des Tabubruchs werde versucht, politische Geltung für Positionen zu erreichen, die „nur mühsam und in einem Jahrzehnte währenden Prozess aus dem politischen Raum verdrängt werden konnten“. Diesen „Prozess der Zivilisierung“ versuche die AfD umzukehren.

#### Ab Herbst 2018
Im September 2018 stellte der Politikwissenschaftler Maik Fielitz eine deutliche Radikalisierung der Partei fest; aus wissenschaftlicher Sicht gehöre sie inzwischen „eindeutig zum Spektrum der rechtsradikalen Parteien in Europa“. Bereits durch ihren Alleinvertretungsanspruch offenbare die Partei ihren „antidemokratischen Kern“; zu beobachten seien weiterhin die Propagierung eines völkischen Weltbilds, die Ausgrenzung einer Vielzahl von Menschen sowie die Reduktion komplexer gesellschaftlicher Vorgänge auf „manichäische Erklärungsmuster“ mit ihrer Einteilung in „gut oder böse“ bzw. „richtig oder falsch“.
Anfang 2019 beurteilte Armin Pfahl-Traughber die AfD als eine rechtsextremistische Partei, wenngleich die „Extremismusintensität“ geringer sei als bei der NPD und „rechtsdemokratische Minderheiten“ fortexistierten. Die gemäßigten liberalkonservativen Kräfte in der Partei hätten ihren tragenden Stellenwert mittlerweile verloren. Für Gideon Botsch (2019) ist die AfD keine durchweg völkische oder rechtsextreme Partei, sondern eine „Sammlungspartei“; sie sei jedoch, „mehr als früher, rechtsextrem dominiert“. Die Distanzierung vom Extremismus sei „Rhetorik“. Bei der Partei sei keine „Mäßigung durch parlamentarische Praxis“ zu erkennen, sondern eine noch stärkere Radikalisierung. Der rechtsextreme Flügel übernehme von der NPD bestimmte Praktiken und verwerfe andere, erfolglosere.
Laut einer Studie der Medienwissenschaftler Thomas Hestermann und Elisa Hoven schürt die AfD in Pressemitteilungen zum Thema Kriminalität systematisch eine Furcht vor Zuwanderern. Anhand der 242 Pressemeldungen der AfD von 2018 zu diesem Thema und nach Vergleichen mit der Kriminalitätsstatistik kommen sie zu dem Schluss: „Soweit die AfD bei Tatverdächtigen die Nationalität nennt, sind dies zu 95 Prozent Ausländer, nur zu 5 Prozent Deutsche.“
Der Historiker Patrice Poutrus bescheinigte der Partei 2019 ein Polemisieren „gegen vorhandene Regularien der freiheitlich-demokratischen Grundordnung“. Auch am Versuch der Partei, die Wende 1989 in der DDR zu Wahlkampfzwecken für sich zu vereinnahmen, zeige sich, „wie weit das Personal dieser Partei von einer Anerkennung der Verfassungsordnung der Bundesrepublik entfernt ist“. Laut Poutrus können die aus dem AfD-Programm abgeleiteten „Forderungen nach einem auszubauenden Überwachungs- und Polizeistaat und der Verfolgung von politischen Gegnern […], ethnische Homogenität des Staatsvolkes bzw. Aberkennung von Bürger- und Menschenrechten für vermeintlich Gemeinschaftsfremde, […] gut und gerne als die Idee von einer DDR 2.0 angesehen werden“.
Die Amadeu-Antonio-Stiftung warnte im August 2019 davor, die AfD nur als rechtspopulistisch zu beschreiben. Die Partei sei inzwischen zu einer „modernisierten NPD“ geworden, da sie viele NPD-Themen übernehme, wie Rassismus und NS-Relativierung, und auch entsprechende Vokabeln wie die von einer vermeintlichen „Umvolkung“ verwende. Die Partei diffamiere demokratische Akteure und versuche sie mundtot zu machen, da sie mittlerweile in allen Teilen der Gesellschaft angekommen sei. Sie habe „sich zum parlamentarischen Arm der extremen Rechten entwickelt, die die Demokratie wie nie zuvor in ihren Grundfesten angreift“.
Der deutsche Politologe Robert Feustel von der Friedrich-Schiller-Universität Jena sagte in einem Interview 2019, die AfD sei „nicht an einer demokratischen Willensbildung interessiert, sondern an einem Umsturz der demokratischen Grundordnung“. Sie sei „im Kern eine faschistische Partei, besonders in den ostdeutschen Bundesländern“; denn sie inszeniere zum einen „das rassistisch gedachte deutsche Volk als Opfer“ und benutze zum anderen das Wort Demokratie ohne Minderheitenrechte oder Aushandlung, meine mithin „eine plebiszitäre Führerdemokratie, also eine vom Volk unterstützte autokratische Regierung mit einem starken Anführer“. Werde sie aus Diskursen ausgeschlossen, höre man aus AfD-Kreisen den Vorwurf der Zensur. Dass nur ihre Meinung zähle, sei ein Kennzeichen „protofaschistischer Akteure“.
Dem Politikwissenschaftler und Rechtsextremismusforscher Hajo Funke zufolge (Oktober 2019) trägt die AfD eine Mitschuld für den rechten Terror. Dabei bezog sich Funke auf das gemeinsame Auftreten von AfD-Politikern wie Uwe Junge, Björn Höcke und Andreas Kalbitz mit Hooligans und Rechtsextremisten bei dem sogenannten Trauermarsch von Chemnitz am 1. September 2018. Dass hier eine Bundestagspartei mit Rechtsextremisten zusammengestanden habe, sei „ein Fanal mit weitreichenden Folgen“ gewesen.
Nach Ansicht von Gideon Botsch sind die AfD-Wahlerfolge, namentlich im Osten, sowie „die antiparlamentarische Radaupolitik der AfD-Parlamentsfraktionen“ von der NPD und den „rechtsextremen Mobilisierungen in den 2000ern“ beeinflusst worden, was die „Erfahrungen mit Aufmärschen“ und die „parlamentarische Obstruktionsarbeit fundamentaloppositioneller Rechtsaußenfraktionen“ betreffe. Offenkundig habe „ein Teil des hart rechtsextremen und antisemitischen Spektrums innerhalb der AfD […] in den 1990er und 2000er Jahren zum politisch-kulturellen Umfeld der NPD gehört“ oder sei „zumindest von dessen Aktivitäten erfasst worden“. NPD-Parolen und -Schlagworte wie „Lügenpresse“, „Überfremdung“ oder „Volksgemeinschaft“ fänden immer öfter Eingang in den Sprachgebrauch der AfD und ihres Milieus, und auch die bei der AfD fest zum Repertoire gehörenden rassistischen Beleidigungen entsprächen dem Sprachduktus der NPD und ihres Milieus.
Die Bemerkung Alexander Gaulands nach der Landtagswahl in Thüringen 2019, er verorte Björn Höcke in der „Mitte“ der Partei, wertete der Rechtsextremismusforscher Matthias Quent als Beleg, dass die AfD „mittlerweile insgesamt im Rechtsradikalismus angekommen ist“. Als Gesamtpartei sollte ihr damit die Aufmerksamkeit des Verfassungsschutzes „gesichert sein“. Weiter forderte er dazu auf, die Partei als rechtsradikal zu bezeichnen, da von ihr „Grundrechte und Menschenrechte in Frage gestellt“ würden. Dieses radikale Element müsse auch deshalb benannt werden, damit sich Wähler nicht mehr auf ihr vorgebliches Protestwählertum herausreden könnten; denn es handle sich dabei sehr wohl um eine „ideologische Übereinstimmung“. Zwar sei nicht jeder in der AfD ein „ideologisch Rechtsradikaler“, aber jedes Parteimitglied und jeder AfD-Wähler unterstützten „eine Partei mit einer Rechtsaußenzielsetzung“.
Nach Einschätzung des Sozialwissenschaftlers Alexander Häusler im Jahr 2019 ist die AfD keine bürgerliche, sondern „mehr und mehr eine offen rechtsradikale Partei“. Sie verfolge eine „populistische Eskalationsstrategie“ und treibe „den politischen Diskurs weiter nach rechts außen“. Eine historische Parallele sieht Häusler darin, dass es „unter dem Schlagwort der konservativen Revolution“ im konservativen Bürgertum „eine gewisse Affinität zu rechtsextremen Gruppierungen“ gegeben habe.
Die „Erfolgsdynamik“ der Partei sieht der Politikwissenschaftler Wolfgang Schroeder in der „Mischung von pragmatisch und radikal“ begründet. Zwar konsolidiere sie sich durch vom Staat zur Verfügung gestellte Ressourcen, habe jedoch „bisher keinen inneren Mechanismus gefunden, der wirklich die Konsolidierung der Partei im Sinne der Akzeptanz des parlamentarisch-repräsentativen Kontextes zur Folge gehabt hätte“. Daher müsse man unterstellen, dass „der recht hohe Anteil der Rechtsextremisten in der AfD, der nur ein taktisches Verhältnis zu den Spielregeln der parlamentarischen Demokratie hat, dominiert“.

#### Seit 2020
Der am Hannah-Arendt-Institut für Totalitarismusforschung arbeitende Politikwissenschaftler Steffen Kailitz unterschied 2020 drei Phasen der Parteientwicklung: Unter der Führung Bernd Luckes und Frauke Petrys sei die AfD eine nicht-radikale rechtspopulistische Partei gewesen, die sich zu einer radikalen rechtspopulistischen Partei unter Führung Petrys und Jörg Meuthens entwickelt habe und schließlich nach einer Phase der Extremisierung unter Führung Gaulands und Meuthens zu einer rechtsextremistischen Partei geworden sei.
Der Konfliktforscher Maik Fielitz und der Sozialwissenschaftler Holger Marcks wiesen darauf hin, dass rechte Bewegungen „das eigene Handeln […] in die Tradition eines rechtschaffenen Widerstands gegen totalitaristische Regime“ stellten. Dementsprechend versuche die AfD z. B. mit dem Slogan Vollende die Wende „an die Oppositionsbewegung der späten DDR anzuschließen“ oder „sich mit dem Widerstand gegen die Nationalsozialisten“ gleichzusetzen, wofür der Slogan „Sophie Scholl würde AfD wählen“ des Nürnberger AfD-Kreisverbands stehe. In der Gesamtbewertung der Partei kamen sie im Jahr 2020 zu dem Ergebnis, die AfD stehe „für ein Bündnis aus konservativen Wutbürgern, neurechten Ideologen und überzeugten Neonazis“.
Frank Decker ordnete die Partei 2020 in die „Parteienfamilie des europäischen Rechtspopulismus“ ein. Prägend dafür seien die Anti-Establishment-Orientierung sowie „der Anspruch, den ‚wahren‘ Volkswillen zu vertreten“. Das öffentliche Bild der AfD sei heute vor allem durch Anti-Positionen in der Asyl- und Zuwanderungspolitik geprägt. Die Positionen in der Familien- und Gesellschaftspolitik seien stark konservativ. In der Sozial- und Wirtschaftspolitik gebe es hingegen ein uneinheitliches Bild; Befürworter einer marktliberalen Linie stünden Vertretern einer sozialpopulistischen Linie gegenüber. 2022 schrieb Decker, dass sich die Partei „nahtlos in die rechtspopulistische und rechtsextreme Parteienfamilie“ einordne.
In der Rezension des 2023 erschienenen Buches von Patrick Bahners: Die Wiederkehr. Die AfD und der neue deutsche Nationalismus zitiert Thomas Assheuer das Urteil des Verfassers: „Zum ersten Mal in der Geschichte der Bundesrepublik gehört zum parlamentarischen Spektrum eine revolutionäre Partei, die es auf den Umsturz der bestehenden Ordnung abgesehen hat.“ Die AfD sei ein Systemsprenger mit einem ethnischen Verständnis von Staatsbürgerschaft, bemerkt Assheuer und ergänzt: „Kämen ihre Jubelsturmabteilungen an die Macht, würde man das Land nicht wiedererkennen. Konservative, die immer noch glaubten, die AfD werde sich durch einfühlende Anbiederung in Luft auflösen, haben Aufklärungsbedarf. Auf Deutsch gesagt: Der Gegner steht rechts.“
Nachdem das Deutsche Institut für Menschenrechte die AfD im Jahr 2023 für verbotsreif hielt, sieht der Politikwissenschaftler Claus Leggewie im Kern der AfD „Neo-Faschisten“, „die den Parlamentarismus zerstören wollen, um ein autokratisches Regime zu errichten“. Dennoch hält Leggewie ein Parteiverbot der AfD für „kein probates politisches Mittel“.
Die Politik- und Sprachwissenschaftlerin Heidrun Kämper stellte im Jahr 2023 fest, dass im Nationalsozialismus verwendetes Vokabular in der AfD weit verbreitet ist. Zu den Beispielen, die Kämper nennt, gehören die Begriffe „Volksverräter“, „Volkstod“, „kulturfremd“ oder „Überfremdung“. Dies zeige, so die Wissenschaftlerin, „dass man sich sehr bewusst mit der NS-Zeit auseinandersetzt und solche Äußerungen sehr gezielt und strategisch einsetzt“.
Im Sommer 2023 sagte der Politikwissenschaftler Hajo Funke, „der Kern der Partei“ sei „klar rechtsextrem“.
Die AfD als Regierungspartei ist für die Politikwissenschaftlerin Ursula Münch eine große Gefahr für die Demokratie. Am Beispiel Polens erläuterte sie im Januar 2024, dass die Regierung Zugriff auf die Justiz habe oder versuchen könne, die Medienfreiheit zu beschränken. Es gehe „um den Zugang zu politisch relevanten Schlüsselpositionen“. Weiter nannte sie die Bereiche Politische Bildung, Migration und Staatsbürgerschaft. In einer Legislaturperiode könne man viel kaputtmachen, bei zwei könne man „die gemachten Änderungen nicht mehr so leicht wieder zurückdrehen“. Der Jurist Hendrik Cremer vom Deutschen Institut für Menschenrechte hob Anfang 2024 zudem hervor, dass AfD-Funktionäre „Schützenhilfe für das Putin-Regime“ leisteten und dessen Propaganda verbreiteten, um den Angriffskrieg gegen die Ukraine zu rechtfertigen. Die Solidarität mit der Ukraine in der deutschen Gesellschaft solle so unterminiert werden. Dieser Kurs sei durch die Wahl Maximilian Krahs zum Spitzenkandidaten für die Europawahl 2024 untermauert worden, denn dieser habe Verbindungen zu „russischen Hardlinern, die den Krieg in der Ukraine befeuern“. Im Mai 2024 konstatierte Christoph Schwennicke, dass angesichts der Skandale um Maximilian Krah und Petr Bystron die Erzählung von der eigenen Sauberkeit im Gegensatz zu den vermeintlich korrupten Altparteien nicht mehr ziehe. Die „Unterstellung der Korruption bei andern“ rühre „aus der eigenen Anfälligkeit dafür“. Der Theologe und Sozialwissenschaftler David Begrich sagte mit Blick auf die kulturpolitischen Ziele der AfD, dass deren „Theaterverständnis, dieses Erziehungs-, dieses Literatur- oder Kulturverständnis […] eigentlich mit einer pluralistischen Gesellschaft nur sehr schwer oder im Kern gar nicht vereinbar“ sei. In der Kultur gehe es der AfD „nicht um die Abbildung von gesellschaftlichen Widersprüchen, Kontroversität“, sondern es gehe um „nationale Erziehung“, das Theater habe „die Rolle der nationalen Erbauungsstätte“. Damit würde man „in den kulturellen Habitus des Wilhelminischen Nationalismus der Kaiserzeit zurückfallen“.
Nach Begrich/Vierkant (2024) tritt die Partei für „eine nationalistisch formierte autoritäre und ethnisch homogene Gesellschaft [ein], die in Ostdeutschland an die repressiven und autoritären Traditionen der DDR anknüpft“. Die AfD habe zwar „keine reale Kompetenz für die Lösung der wirklichen Probleme und Herausforderungen in Krisenzeiten“, jedoch werde die Partei „derzeit [auch] nicht an ihren realen politischen Leistungen gemessen, sondern nur daran, dass sie jene Themen und Begriffe setzt und zuspitzt, die sich mit den rechten und rassistischen Einstellungen eines Teils der Wählerschaft decken“, daher werde sich die AfD auch nicht „im kommunalpolitischen Alltag, im Amt eines Bürgermeisters oder eines Landrats entzaubern lassen“.
Interner Richtungskampf
Der Politikwissenschaftler Oskar Niedermayer äußerte: Da der „Flügel“ nur ein informeller Zusammenschluss gewesen sei, ändere es kaum etwas, wenn sich die Mitglieder nun nicht mehr unter diesem Namen träfen. Die Führungspersönlichkeiten hätten ihre Ämter behalten und seien nicht geschwächt. Die nunmehr fehlende klare Abgrenzbarkeit könne auf die Partei als Gesamtes zurückfallen. Von einer Selbstauflösung des „Flügels“ werde sich der Verfassungsschutz kaum täuschen lassen, meinte der Politikwissenschaftler Hajo Funke. Wenn der „Flügel“ für den Verfassungsschutz ein Beobachtungsfall sei „und so viel Flügel in der Gesamtpartei steckt, dann ist auch diese ein Beobachtungsfall“.
Eine Spaltung der Partei hielt der Politikwissenschaftler Marcel Lewandowsky im Mai 2020 auch nach der Flügel-Auflösung und dem Ausschluss Kalbitz’ für unwahrscheinlich. Die jeweiligen Akteure wüssten, „dass ihnen eine Spaltung im Grunde keine Vorteile“ brächte. Sie würden in einem solchen Fall „in einer relativ homogenen Wählerschaft, was die Einstellungen angeht, miteinander konkurrieren“, dadurch könne „es zu einem Radikalisierungs- und Überbietungswettbewerb kommen“. Die AfD sei, so Lewandowsky, zudem „weniger über ideologische Fragen gespalten“, sondern es gehe „um strategische Divergenzen“.
Mit Bezug zum Parteiausschluss von Andreas Kalbitz erinnerte der Politikwissenschaftler Hajo Funke daran, dass Jörg Meuthen, die treibende Kraft hinter dem Ausschluss, noch ein Jahr zuvor im brandenburgischen Landtagswahlkampf Kalbitz gelobt und auch Meuthen selbst „gegen die ‚Kulturfremden‘ […] gehetzt“ habe. Es sei also kein inhaltlicher, sondern „ein taktischer Machtkampf – man nutzt eine Unklarheit beim Beginn der Mitgliedschaft von Kalbitz –, und es ist eben keiner um die weltanschauliche Ausrichtung“. Es sei „eine Veränderung passiert, nämlich vom gärigen Haufen zur rechtsextremen Flügelpartei“. Gauland als scheinbarer „Vermittler“ zwischen den Strömungen sei überdies „immer ein Vermittler nach ganz rechts“ gewesen, da er über Höcke, Kalbitz und auch „über den Pegida-Flügel“ „die Hand gehalten“ habe. Auch die Journalistinnen Katja Bauer und Maria Fiedler sind der Ansicht, dass die AfD nicht mehr die Kraft habe, „einen Höcke oder einen Kalbitz auf regulärem Wege durch ein Parteiausschlussverfahren loszuwerden“, denn Kalbitz’ Mitgliedschaft habe „nur mit einem juristischen Kniff annulliert werden“ können, da er beim Parteieintritt „seine rechtsextreme Vita verschwiegen“ habe.
Der Politologe Michael Lühmann ist der Auffassung, dass es neben dem rechtsextremen „Flügel“ auch diejenigen in der AfD gebe, „die die Idee eines bürgerlichen Meuthen brauchen, um den eigenen Rechtsradikalismus zu verbrämen“. Das kenne man von der NPD: Man stelle „einen scheinbar Bürgerlichen nach vorne, um die Radikalen zu schützen“.
COVID-19-Pandemie
Laut dem Redaktionsnetzwerk Deutschland ist im Zuge der COVID-19-Pandemie in Deutschland eine „neue Unruhe“ festzustellen, die „die AfD erfasst“ habe. Sie glaube, „in der Forderung nach einem sofortigen Ende der Einschränkungen […] ein neues Thema gefunden zu haben, das sie aus ihrem Wahrnehmungstal herausführt“, und wolle „vom keimenden Unmut“ gegen diese Einschränkungen profitieren. Dabei wechselte die AfD ihre Anfangsposition: Forderte sie zu Pandemiebeginn von der Bundesregierung zum Schutze der Bevölkerung noch strenge Maßnahmen, wie etwa Großveranstaltungen „kategorisch“ zu verhindern und brachte das Thema mit unkontrollierter Migration zusammen, was allerdings nicht verfing, nahm sie bald in Umkehr ihrer vorigen Auffassung die verbreitete Stimmung gegen die Maßnahmen auf und näherte sich den Protestbewegungen an. Stephan Brandner nannte die Regierung ein „quasi-diktatorisches Seuchenkabinett“. Nach dem von der Partei Mitte März 2020 vorgelegten „Fünf-Punkte-Sofortprogramm“, da sich Corona „immer schneller“ ausbreite, habe es, so Tagesschau.de, einen parteiinternen „Konflikt um die Deutung der Pandemie“ gegeben. Immer mehr Stimmen hätten eine „radikale Gegenposition“ gefordert und sogenannte „Corona-Skeptiker“ gäben „immer mehr den Ton an“.
Nach dem Eindringen von Störern in den Bundestag, die im November 2020 über die Büros von drei AfD-Abgeordneten Zugang ins Parlament erhalten und dort Abgeordnete bedrängt und beleidigt hatten, die an der Abstimmung über ein drittes Infektionsschutzgesetz teilnahmen, schrieb Franka Welz auf Tagesschau.de, man müsse, wenn man die parlamentarische Demokratie schützen wolle, „die AfD in die Pflicht nehmen“ und dürfe sich „nicht mit den – womöglich scheinheiligen – Distanzierungen und Verurteilungen aus der Partei- und Fraktionsspitze zufriedengeben“. Man sehe „das übliche AfD-Drehbuch. Grenzüberschreitung, Distanzierung und reiche Ernte in den sozialen Medien.“ Frank Werner (Der neue Tag) kommentierte, die AfD bekomme „ihre Claqueure nicht in den Griff, sie will es offenbar auch nicht“. Die Partei bleibe „auf Kollisionskurs mit der Demokratie und strebt deren Untergang an“. Die AfD verstehe sich, so Alexandra Föderl-Schmid (Süddeutsche Zeitung), auf „Provokationen und bewusste Geschichtsverdrehung“. Das Infektionsschutzgesetz mit dem von den Nazis durchgesetzten Ermächtigungsgesetz zu vergleichen, sei „historischer Humbug“; die Maskenpflicht mit dem Ausschluss von Juden aus Geschäften während der Nazizeit gleichzusetzen, sei „widerlich und zynisch“. 2024 zog Tino Chrupalla eine positive Bilanz, die Positionierung gegen die Corona-Politik sei strategisch richtig gewesen, sie „hat uns über Jahre hinweg einen Zugang in die bürgerliche Mitte verschafft, zu Wählerschichten, die wir niemals erwartet hätten“.

### Klimawandelleugnung und Umweltpolitik
Kritik an der Leugnung des menschengemachten Klimawandels seitens der AfD kommt von Klimaforschern wie Stefan Rahmstorf, Mojib Latif und Hans Joachim Schellnhuber. Die Standard-Behauptungen der Klimaskeptiker seien „schlichtweg falsch“, und da die Sachargumente fehlten, gehe es „immer auf die Person“, wie beispielsweise bei der Diffamierung Greta Thunbergs. Laut ZDF belegt eine Studie von Berner Wissenschaftlern, dass der jetzige Klimawandel sich von bisherigen entsprechenden Veränderungen deutlich unterscheide. Jörg Meuthen habe behauptet, dass zwei Drittel der Studien zu keinem eindeutigen Ergebnis kämen, obwohl die Ursache des Klimawandels gar nicht deren Forschungsgegenstand war – wohingegen die Abhandlungen, die tatsächlich Aussagen zu den Gründen und Verantwortlichkeiten für den Klimawandel treffen, zu 97,1 Prozent den Menschen zum Hauptverursacher des derzeitigen Temperaturanstiegs erklären. Auch Gremien aus mehreren hundert Wissenschaftlern wie der Weltklimarat kämen zu entsprechenden Ergebnissen. Schon Ende der 1980er Jahre habe es, so Latif, Studien zu dem jetzt von der AfD bestrittenen Zusammenhang zwischen CO2-Ausstoß und Klimaveränderung gegeben, deren Ergebnisse durch die jetzigen Entwicklungen bestätigt würden.
Laut Michael Schäfer vom WWF kann sich Umweltpolitik nicht, wie im AfD-Europawahlprogramm gefordert, „an nationalen Bedürfnissen orientieren“, sondern erfordere eine Kooperation aller Staaten wie bei der Pariser Klimakonferenz. Dieses Dilemma versuche die AfD zu lösen, indem sie die menschenverursachte Erderwärmung einfach leugnet.
Die im Sommer 2019 erarbeitete Dresdner Erklärung der AfD zur Umweltpolitik bewertete der Umwelthistoriker Nils Franke als „zutiefst populistisch, nationalistisch“, sie trage „Züge rechter Naturschutzideologien“ und richte sich an den konservativen bzw. reaktionären Teil der Umweltbewegung. Es würden viele Versprechungen im Bereich Naturschutz gemacht; dahinter stehe „aber ein Wirtschaftssystem, das auf einen ungeheuren Raubbau an den Ressourcen setzt“. Das Programm erinnere überdies an das NS-Reichsnaturschutzgesetz von 1935 und enthalte Anklänge an die NS-Blut-und-Boden-Ideologie, wenn die AfD schreibe, Bauernland gehöre „nicht in die Hände des internationalen Finanzkapitals – des jüdischen, könnte man hinzufügen –, sondern in ‚Bauernhand‘“.
Laut den Sozialwissenschaftlern Quent/Richter/Salheiser (2022) enthalten die Umwelt- und Klimaverlautbarungen der AfD „eine mythische Überhöhung des Autos, des Dieselmotors, ja sogar der Kernkraft als Kulturgüter  und Symbole einer nationalen Kollektividentität“. Der Kohletagebau werde befürwortet, wobei „sich ausgerechnet in der sonst so ‚heimatverbundenen‘ AfD niemand ernsthaft für das Wegbaggern uralter Dörfer“ interessiere. Der Historiker Volker Weiß (2025) sieht auch Anknüpfungspunkte zu der von der Partei gepflegten Ostalgie: Die von der AfD als Energieträger propagierte Braunkohle, ein „wegen seiner Unwirtschaftlichkeit außer Gebrauch kommender Brennstoff“, sei „nicht nur eng mit den Erinnerungen an den DDR-Alltag verbunden“, er gelte „aufgrund seiner hohen Schadstoff-Emission und schlechter Energiewerte unter Klimaschutzgegnern als ultimative Provokation für das ökologische Bewusstsein und damit als ein weiterer Schlag gegen die Grünen“. Kohle sei „die symbolische Negation der Energiewende“ und daher „zusammen mit der ebenfalls gelobten Atomkraft und russischem Gas […] zu einem Fixpunkt der AfD-Energiepolitik geworden“. Zudem sei „die Vorstellung, dass eine Partei, die sich dem rigorosen Wirtschaftsliberalismus Thatchers verschrieben hat, ausgerechnet einen veralteten und subventionsabhängigen Industriezweig wie den ostdeutschen Kohlebergbau reaktiviert, […] schon abstrus“.

### Antisemitismus
Forscher aus den Bereichen Sozial- und Politikwissenschaften sehen trotz gegenteiliger Behauptungen aus der Partei Antisemitismus bei führenden AfD-Vertretern.
Der Politikwissenschaftler Gideon Botsch sieht Antisemitismus „auf allen Ebenen“ der Partei stark ausgeprägt. Die Partei verharmlose Judenhass insbesondere der extremen Rechten und sei „auf der Straße stabile Bündnisse mit Akteuren eingegangen, die antisemitisch orientiert sind“. Topoi wie die vom „verratenen Volk“, der „Lügenpresse“ oder vom „christlichen Abendland, das bedroht sei“, gehörten zum klassischen Antisemitismus. Vielen, die sich solcher Begriffe bedienten, sei dieser Zusammenhang jedoch nicht bewusst. Laut Botsch sind antisemitische Vorfälle auch keine Einzelfälle, sondern von der AfD würden gezielt Leute aus dem rechtsextremen Milieu rekrutiert, so im Fall mehrerer Mitarbeiter der AfD-Fraktion im Landtag von Sachsen-Anhalt. Das seien, so Botsch, „Leute, die ihre politischen Erfahrungen gesammelt haben in der härtesten und gefährlichsten Jugendorganisation des deutschen Neonazismus“.
Der Antisemitismusforscher Samuel Salzborn sieht den Antisemitismus im klassischen völkischen Denken verwurzelt. Trotz Versuchen führender AfD-Funktionäre wie André Poggenburg und Frauke Petry, Begriffe wie Volksgemeinschaft als nicht genuin antidemokratisch darzustellen und vom nationalsozialistischen Erbe zu lösen, werde Volk nicht im Sinn von Nation durch rationale, demokratische Kriterien definiert wie die Entscheidung, dazuzugehören oder nicht, sondern „durch vorpolitische Aspekte wie die Fiktion einer vorgeblich gemeinsamen Abstammung eines Kollektivs“. Daraus folge Ausgrenzung bis hin zu totalitärem Zwang und Unterdrückung, wenn die AfD Politik auf der Basis dieses ausschließend gemeinten Volksgemeinschafts-Konzepts mache.
Als ein Beispiel für Antisemitismus in der AfD führt Salzborn den Umgang mit den Äußerungen Wolfgang Gedeons an. Die Partei sei unfähig gewesen, deren „klar und unmissverständlich antisemitischen“ Charakter sofort zu erkennen. Er sieht einen entscheidenden Schritt zum Rechtsextremismus in der Entscheidung der Parteiführung, Björn Höcke nach seiner „revisionistischen und antisemitischen“ Dresdner Rede nicht aus der Partei auszuschließen. Salzborn stellt fest, die AfD bewege sich „von einer Partei für Antisemiten hin zu einer antisemitischen Partei“. So seien auch ehemalige Mitglieder anderer Parteien aufgenommen worden, die zuvor öffentlich antisemitisch aufgefallen waren wie beispielsweise Martin Hohmann (ehemals CDU) und Ronald Gläser (ehemals FDP).
Viele weitere Äußerungen höherer Parteifunktionäre zeigen den verbreiteten Antisemitismus, wie die Rede des Landtagsabgeordneten Hans-Thomas Tillschneider 2018 mit Anknüpfung an antisemitische Verschwörungsmythen, „der Islam“ werde vom Zentralrat der Juden in Deutschland „benutzt […], um in Deutschland multikulturelle Verhältnisse herbeizuführen“, die von einem AfD-Stadtrat vorgenommene Verbreitung des Links zu einem Artikel, in dem behauptet wird, „kein einziger Jude“ sei durch „Zyklon B oder in den Gaskammern“ umgekommen, die Aussage eines AfD-Kreisvorsitzenden, dass der „Block der Juden“ „sehr viel Einfluss“ hätte, „wirtschaftlich, kulturell“, die Rede des hessischen Landesschatzmeisters Peter Ziemann von „satanischen Elementen in der Finanzoligarchie“, der Facebook-Kommentar des sachsen-anhaltischen Landespolitikers Dirk Hoffmann, das israelische Vorgehen in Gaza sei „mindestens genauso schlimm“ wie der Holocaust, oder die offizielle Reaktion der Bundes-AfD auf die Meldung 2018, Israel wolle Geflüchtete nach Deutschland abschieben: „Ein einziges Narrenspiel. Israel will illegale (!) Einwanderer aus Afrika loswerden und auf wen fällt die ‚Wahl‘? Einmal mehr Germoney!“
Der Historiker Michael Wolffsohn hingegen ist der Auffassung, bei differenzierter, sachlicher Untersuchung ergebe sich, dass es zwar Antisemiten in der AfD gebe, „aber eben nicht nur“. Die AfD eine antisemitische Partei zu nennen, sei also „sehr problematisch“. Er führte auch die Unterstützung Israels durch die AfD-Bundestagsfraktion an, die im Jahr 2019 „als einzige Partei im Bundestag ohne Wenn und Aber“ die „amtsjüdische Position bezüglich des Nahostkonflikts“ vertreten habe, „nämlich die Gründung eines Palästinenserstaats abzulehnen“.
AfD-Bundessprecher Jörg Meuthen sah kein Antisemitismus-Problem in seiner Partei und sagte, die AfD sei „durch und durch pro-jüdisch“; sie bringe im Bundestag „pro-jüdische Anträge ein – wie […] die Forderung nach einem Verbot der Hisbollah“. Er verstehe die Sorgen führender Repräsentanten der Juden im Hinblick auf die AfD nicht.
Laut einer vorab bekannt gewordenen Grundsatzerklärung der Gruppierung Juden in der AfD (JAfD) war einer der Auslöser für die Gründung eine „unkontrollierte Masseneinwanderung“ junger Männer aus dem „islamischen Kulturkreis“ mit „einer antisemitischen Sozialisation“. Das Verhältnis zu Israel wurde lediglich mit Blick auf eine Bedrohung durch den radikalen Islam erwähnt. In einer gemeinsamen Erklärung des Zentralrats der Juden in Deutschland mit 16 weiteren jüdischen Organisationen wurde die Gründung der Vereinigung kritisiert und die AfD als „antidemokratisch, menschenverachtend und in weiten Teilen rechtsradikal“ bezeichnet. Die JAfD entgegnete, die jüdischen Verbände hätten sich freiwillig Merkels Politik „unterworfen“, die die Juden in Deutschland „[ge]spalten“ habe.
Salzborn beurteilt die „Lippenbekenntnisse“ der Partei zu Israel als den Versuch, den falschen Eindruck zu erwecken, dass Unterstützer des Landes nicht antisemitisch sein könnten. Diesen Versuch nennt er „instrumenteller Anti-Antisemitismus“. Salzborn ist der Ansicht, dass die AfD wegen ihres verbreiteten geschichtsrevisionistischen Antisemitismus in keinem Fall eine Art Verbündeter für Juden sein könne. Außerdem sei die proisraelische Haltung der AfD inzwischen weitgehend zu einem Mythos geworden. So sei auf dem Kölner Parteitag 2017 ein Antrag abgelehnt worden, einen Absatz zur „Festigung der deutsch-israelischen Freundschaft“ in das Bundestags-Wahlprogramm aufzunehmen.
Der Grund, warum Israel für Juden lebenswichtig geworden sei, spiele für die AfD keine Rolle. In den Verlautbarungen der Partei werde Israel „als Bollwerk gegen den Islam“ dargestellt.
Das Bundesinnenministerium, das Ende 2018 in der Studie Antisemitismus in Deutschland eine Reihe antisemitischer Vorfälle innerhalb der AfD aufzählte, wies darauf hin, dass alle diese erwähnten Fälle von Journalisten, Politikern oder Wissenschaftlern thematisiert worden seien; von sich aus sei die AfD nicht gegen antisemitische Mitglieder vorgegangen.
Bei einer Analyse von 276.100 Tweets von 243 AfD-Abgeordneten anlässlich des Holocaust-Gedenktags 2020 konstatierte Jannis Niedick eine „inhaltsleere[], abstrakte[] Form der Erinnerung“. Die Forderung nach „Nie – wieder“ werde in den Tweets flankiert von einer Warnung vor „neuen – totalitären Ideologien“ und einer „moralischen – Überhöhung“ des Gedenkens durch politische Gegner. Das Problem des Antisemitismus werde ausschließlich im Zusammenhang mit Muslimen benannt und dabei ignoriert, dass, so Niedick, Antisemitismus in der Mitte der deutschen Gesellschaft verankert sei. Bezüglich des Holocaust gebe es in keinem Tweet eine Erwähnung von Tätern, Opfern, Überlebenden oder historischen Prozessen bzw. gesellschaftlichen Strukturen, die zur Shoah geführt hätten.
Der Historiker Peter Longerich beschreibt eine ambivalente Doppelstrategie der AfD bei diesem Thema. Einerseits gebe sie Bekundungen für Israel und gegen Antisemitismus ab, andererseits kämen von ihr „augenzwinkernde“ Signale an die eigene Anhängerschaft, dass es damit so ernst auch nicht gemeint sei.
Einer im Auftrag des American Jewish Committee erstellten Analyse des Politikwissenschaftlers Lars Rensmann zufolge gehört Antisemitismus zum „programmatischen Kern“ der Partei. In der AfD und ihrer Wählerschaft nähmen, so Rensmann, „trotz mancher anderslautenden Lippenbekenntnisse Israelfeindschaft, Holocaustrelativierung, antisemitisches Verschwörungsdenken und judenfeindliche Bilder einen prominenten Platz ein“. Israel werde von der AfD vor allem für eine „antimuslimische Haltung“ instrumentalisiert, in Tweets der Bundespartei jedoch auch mit antisemitischen Klischees wie jenem der „Geldjuden“ assoziiert. Auch gegen prominente Juden in Deutschland wie Anetta Kahane und Michel Friedman gebe es seitens der AfD immer wieder „gezielte Kampagnen“.
In dem dem MDR vorliegenden Gutachten des Bundesamtes für Verfassungsschutz, das als Grundlage für die Einstufung der AfD als rechtsextremistischer Verdachtsfall diente, enthält ein 52 Seiten umfassendes Kapitel diverse Belege für antisemitische Aussagen von AfD-Vertretern, darunter auch Beispiele, wie AfD-Politiker für den Telegram-Kanal des Antisemiten Attila Hildmann werben.
Laut dem Verfassungsschutz Brandenburg „bedienen AfD-Akteure beständig klassische rechtsextremistische Verschwörungserzählungen, welche den Antisemitismus zum Inhalt haben“.
Auch der Bundesverfassungsschutz wies auf Veröffentlichungen der Partei hin, denen sich „Anhaltspunkte für antisemitische Positionen entnehmen“ ließen. Darin werde das antisemitische Narrativ einer global agierenden Finanzelite („Weltfinanzkapital“) verbreitet, die Handlungen und Entscheidungen der politisch Verantwortlichen steuere. In seinem Gutachten, mit dem die Einschätzung der Gesamtpartei als gesichert rechtsextremistisch begründet wurde, zitierte das Bundesamt für Verfassungsschutz zwar einige antisemitische Äußerungen führender AfD-Politiker, kam aber insgesamt zu dem Urteil, diese Äußerungen kämen bisher nur vereinzelt vor und seien insgesamt nicht prägend für die Gesamtpartei.
Der Historiker Sebastian Voigt kam dagegen zu dem Schluss, dass führende Parteivertreter „ständig strukturell antisemitische Argumentationsmuster“ bedienten, und nannte als Beispiele ein „Raunen über die abgehobene Elite, die im Dienst von dubiosen transatlantischen Stippenziehern stehe und gegen das eigentliche Interesse des Volkes handle“.
2025 schrieben die Politologen Lars Rensmann und Nikolai Schreiter, den „Antisemitismus als Ganzen in den Blick zu nehmen und in allen seinen Formen zu kritisieren“, erscheine der AfD „ohnehin nicht möglich“. Antisemitismus sei „so eng verwoben mit der konstitutiven Ideologie der Partei, ihrer rechtsradikalen Weltsicht und vielen ihrer grundlegenden politischen Überzeugungen und Positionen, dass eine konsequente, umfassende und ernsthafte Kritik des Antisemitismus einer Selbstabschaffung der Partei gleichkäme“. Im Falle von Juden, „die deutsche Täterschaft und Taten oder die Vergangenheit thematisieren“, richte sich zudem „die geschichtsrelativierende nationale Erzählung der AfD vom guten, heroischen, unschuldigen deutschen Volk fast notwendig gegen Jüdinnen und Juden als perzipierte oder personifizierte ‚Störenfriede‘ der Erinnerung und der ungebrochen positiv konstruierten Nation und ihrer nostalgisierten Geschichte“.
Prominente jüdische Positionen
Im Oktober 2018 urteilte Charlotte Knobloch, Präsidentin der Israelitischen Kultusgemeinde München und Oberbayern, mit der AfD sei zum ersten Mal eine Partei in den Bundestag gelangt, „deren Programm sich zusammenfassen lässt mit den Worten: Juden raus“. Sie konkretisierte, dass die AfD trotz jüdischer Parteimitglieder antisemitisch sei und ein Programm vertrete, das jüdisches Leben unmöglich mache; beispielsweise sei die Partei „gegen die rituelle Beschneidung und das Schächten von Schlachttieren“. 2024 schrieb sie, dass die jüdische Gemeinschaft für die AfD „ein geduldetes politisches Instrument“ sei, „das sich als Hebel gegen die muslimische Bevölkerung in Stellung bringen“ lasse. Die AfD habe „auf einen inhaltlich seichten, im Ton aber umso aggressiveren Philosemitismus“ gesetzt, der am besten funktioniert habe, wenn die Partei „ihn im luftleeren Raum ohne jüdische Beteiligung inszenieren konnte“. Auf Kritik von jüdischer Seite habe die AfD „beleidigt bis giftig“ reagiert. Der philosemitische Lack der Partei auch im Hinblick auf das Verhältnis zu Israel habe „spätestens nach dem Terrorangriff der Hamas auf Israel im Oktober 2023 immer mehr abzublättern“ begonnen. Aus jüdischer Sicht sei die AfD „realer Albtraum und stete Drohung“.
Die israelische Generalkonsulin in München, Sandra Simovich, sagte, man habe von diplomatischer Seite weder offiziell noch inoffiziell Verbindungen zur AfD, denn die Partei habe „offensichtlich ein sehr problematisches Verhältnis zur deutschen Vergangenheit“. Sie halte das Bemühen der AfD, sich israelfreundlich darzustellen, „für eine Art Alibi“.
Der Botschafter Israels in Deutschland, Jeremy Issacharoff, bewertete Äußerungen des AfD-Führungspersonals „als hochgradig beleidigend für Juden, für Israel und für das ganze Thema des Holocaust“. Salomon Korn, Vorsitzender der Jüdischen Gemeinde Frankfurt am Main, warf der AfD vor, einen „Umweg-Antisemitismus“ zu befördern. Nach Einschätzung des Präsidenten des Zentralrats der Juden in Deutschland Josef Schuster versucht die AfD, „das Thema Antisemitismus bei Migranten zu instrumentalisieren, um Migranten generell zu verunglimpfen“. Er gehe davon aus, „dass die AfD auch gegen Juden hetzen würde, wenn es für sie politisch von Vorteil wäre“. Auf Frauke Petrys Äußerung, die AfD sei ein Garant jüdischen Lebens in Deutschland, entgegnete er, dass jüdisches Leben nur schwer vorstellbar sei, wenn es der Verteidigung durch die AfD bedürfte. Im November 2021 bezeichnete er „krude Äußerungen“ von AfD-Funktionären im Bundestag „auch als Katalysator für Antisemitismus“ und wies erneut die Selbstdarstellung der Partei als Anwältin jüdischen Lebens zurück. Sein Stellvertreter Abraham Lehrer wies nach dem Anschlag auf die Synagoge in Halle 2019 auf eine „braune Grenze“ bei der AfD hin: „Dieses Tänzeln auf der Grenze und mit einem Fuß jenseits der Grenze stehen und aufpassen, dass man sich nicht strafrechtlich wirklich zu sehr beschädigt, das können die wunderbar.“
Michael Szentei-Heise, Verwaltungschef der Jüdischen Gemeinde Düsseldorf, macht die AfD für eine zunehmend feindliche Haltung gegenüber Juden in Deutschland mitverantwortlich. Sie sorge mit ihrem Auftreten und bestimmten Aussagen dafür, dass die Gesellschaft insgesamt verrohe, und verschiebe die Grenzen des Sagbaren. Dadurch sei die Partei ein „geistiger Brandstifter“.
Umfragen und Studien
2016 hatte die FES-Mitte-Studie ergeben, dass 19,4 % der AfD-Anhänger klassischen antisemitischen Stereotypen zustimmen – mehr als Sympathisanten anderer Parteien – und 47 % der AfD-Anhänger Positionen des israelbezogenen Antisemitismus beipflichten.
Eine Allensbach-Studie kam im Juni 2018 zum Ergebnis, dass antisemitische Einstellungen bei AfD-Anhängern weiter verbreitet sind als bei Anhängern aller anderen Parteien. Auf die Frage „Jemand sagt: Juden haben auf der Welt zu viel Einfluss. Stimmt das?“ antworteten AfD-Wähler zu 55 % mit „ja“ (und 23 % mit „nein“). Bei Anhängern der anderen Parteien lag die Zustimmung zwischen 16 % und 20 %. Insgesamt stimmten der Aussage 22 % aller Befragten zu. 17 % der AfD-Anhänger gaben überdies an, dass sie nicht gerne neben Juden wohnen würden. Im Bevölkerungsdurchschnitt waren es 3 %.
Bei einer Umfrage des Instituts INSA wurde deutlich, dass Wähler der AfD deutlich weniger Verständnis für Holocaust-Gedenkstätten haben als Anhänger aller anderen Parteien. Nur 49 % der AfD-Anhänger finden jene Gedenkstätten demnach „wichtig“, während die Zustimmung zu den Erinnerungsstätten bei Sympathisanten der anderen größeren Parteien zwischen 75 und 86 % liegt. Der Aussage, dass „Holocaust-Erinnerungsstätten wichtig seien“, stimmten hingegen 36 % der AfD-Wähler nicht zu, während die Ablehnung zur Aussage bei den Anhängern anderer Parteien nur zwischen 7 und 15 % liegt. Im Rahmen einer im November 2019 im Auftrag von RTL und n-tv durchgeführten Umfrage des Meinungsforschungsinstituts Forsa hielten zwei Prozent der Nicht-AfD-Wähler die Tatsache, dass die Nazis Millionen von Juden umgebracht haben, für „Propaganda der Siegermächte“. Unter den AfD-Wählern waren es 15 Prozent.
Eine von der CDU-nahen Konrad-Adenauer-Stiftung zwischen Ende 2021 und Frühjahr 2022 durchgeführte Befragung von rund 5500 Personen zeigte, dass sechs Prozent der AfD-Anhänger erhöhte Zustimmungswerte zu antisemitischen Aussagen aufwiesen. Im Bevölkerungsdurchschnitt waren es zwei Prozent. Da AfD-Anhänger eine stärkere Affinität zu Verschwörungstheorien besäßen, so die Studie, und der Glaube an Verschwörungsmythen eng mit antisemitischen Einstellungen verwoben sei, sei ein erhöhtes Antisemitismuspotenzial im AfD-Milieu plausibel.
Ebenso erbrachte eine erneute Allensbach-Studie, die vom American Jewish Committee (AJC) in Auftrag gegeben worden war, 2022 den Befund, dass AfD-Wähler für Judenhass besonders verfänglich sind; 48 Prozent der AfD-Anhänger – 14 Prozent mehr als die Gesamtbevölkerung – sind laut dieser Studie beispielsweise überzeugt, dass Juden die Erlebnisse der Shoa zu ihrem Vorteil ausnutzten.
Aufgrund solcher Ergebnisse kamen Markgraf/Zeevaert zu dem Schluss, dass den Anhängern der AfD „der instrumentelle Charakter der öffentlichkeitswirksamen Bekundungen ihres Spitzenpersonals durchaus klar“ zu sein scheine.
Instrumentalisierung des Philosemitismus und Freundschaft zu Israel
In ihren Veröffentlichungen nimmt die AfD eine betont philosemitische und israelfreundliche Haltung ein. Ähnlich anderen rechtspopulistischen Parteien bemüht sie immer wieder das angeblich „christlich-jüdische Abendland“ als kulturellen Referenzrahmen und bekennt sich zur Verteidigung Israels. 2018 erklärte Gauland, „dass die Existenzsicherung Israels am Brandenburger Tor beginnt“. Diese Positionierungen haben im Wesentlichen zwei Funktionen: Sie sollen die Partei vom Vorwurf rechtsextremer bzw. antisemitischer Positionen freisprechen, und sie werden zur antimuslimischen Mobilisierung instrumentalisiert, indem Muslimen pauschal Antisemitismus vorgeworfen wird, der angeblich auf den Koran zurückgehe. Schließlich wird die rigide Einwanderungspolitik Israels als Vorbild für Deutschland hingestellt. 2018 postete die AfD Baden-Württemberg: „Dieser Staat zeigt Frau Merkel, wie es geht. Israel weist 40.000 illegale Flüchtlinge aus.“

### Verhältnis zu den Medien
Julian Schärdel analysierte 2016, das Verhältnis der AfD zu den Medien sei seit ihrer Gründung „mehr als angespannt“. So habe sie zur Europawahl 2014 zwar überproportionale Medienaufmerksamkeit erhalten, diese sei aber „über politische und journalistische Grenzen hinweg deutlich negativ“ ausgefallen. Seit der ersten Parteispaltung sind wohlwollende Leitartikel über die Partei in den bürgerlichen Tageszeitungen wie der FAZ, dem Handelsblatt oder der Welt jedoch unterblieben. Nun sei die Berichterstattung in Leitmedien durchgängig negativ.
Laut Helmut Kellershohn hat die Partei von Beginn an Unterstützung von der Jungen Freiheit (JF) erhalten, die teilweise als inoffizielles Sprachrohr der Partei angesehen wird. Sie begleite innerparteiliche Auseinandersetzungen und diene so Mitgliedern und Sympathisanten der AfD immer wieder als Diskursplattform. JF-Chefredakteur Dieter Stein habe zunächst Lucke, später dann Petry unterstützt. Götz Kubitschek von der Sezession versuche nach anfänglicher Skepsis mit Höcke eine „Alternative in der Alternative“ zu etablieren. Für dessen Ziele öffne auch er seine Zeitschrift. Mit der Erfurter Resolution habe Kubitschek eine „neurechte Sammlungsbewegung“ innerhalb der Partei empfohlen. Laut Alexander Häusler unterstützt ein „neurechte[s] publizistische[s] Netzwerk“, zu dem Häusler die Zeitungen und Zeitschriften Sezession, Compact und Junge Freiheit rechnet, einen „rechten Aufstand“ in der Partei.
Der Deutsche Journalisten-Verband (DJV) kritisierte mehrfach, dass Journalisten von AfD-Mitgliedern oder -Sympathisanten angegriffen, bedroht und aus Veranstaltungen herausgedrängt worden seien. Dessen Bundesvorsitzender, Frank Überall, erklärte, die AfD habe „die Aufgabe des Journalismus als Korrektiv der Politik nicht verstanden“. Teilweise wurden Medienvertreter von Parteiveranstaltungen ausgeschlossen.
AfD-Politiker setzen provokante Aussagen strategisch ein, die daraufhin relativiert oder dementiert werden, um sich Gehör in den Medien zu verschaffen. Mehrfach sorgten Äußerungen von Funktionären für Empörung, etwa zum Schusswaffengebrauch an der Grenze. Ende 2016 wurde diese Medienstrategie vom Parteivorstand für das Wahljahr 2017 beschlossen. Demnach solle die Partei „ganz bewusst und ganz gezielt immer wieder politisch inkorrekt sein“, gleichzeitig solle jedoch Seriosität gewahrt werden und die Äußerungen sollen sich noch im Rahmen der freiheitlich-demokratischen Grundordnung halten. Je klarer und kontroverser die AfD sich positioniere, desto weniger könnten die Medien sie ignorieren.
Alexander Nabert beschrieb in der taz ein Grundproblem bei Interviews mit AfD-Repräsentanten: „Ist ein Interview zu wenig kritisch, gibt man der AfD eine Möglichkeit, sich ohne viel Widerspruch in der Öffentlichkeit in Szene zu setzen. Ist ein Interview zu kritisch, sucht sie den Eklat, provoziert den Abbruch und polemisiert gegen die ohnehin verhasste Lügenpresse.“ Wie man ein Interview auch führe: Die AfD gewinne immer. Auch Jan Sternberg kommentierte im RedaktionsNetzwerk Deutschland, dass Vertreter der AfD häufig die Rolle des Opfers einnähmen. Die AfD-Vertreter versuchten, „die Spielregeln massiv in ihrem Sinne umzuschreiben“, und ließen „ihrer Verachtung gegenüber der Pressefreiheit freien Lauf“.
Im Mai 2019 lud die AfD-Bundestagsfraktion zur 1. „Konferenz der freien Medien“ ins Paul-Löbe-Haus. Auf dem Konferenz-Rollup waren Logos von Jürgen Elsässers CompactTV, den Initiativen „Anti-Zensur-Koalition“ und Kla.TV von Ivo Sasek sowie der Plattform dieunbestechlichen.com von Jan Udo Holey zu sehen.
Im Mai 2022 wurde das offizielle Hauptkonto der AfD auf TikTok wegen Verstößen gegen die Community-Richtlinien, insbesondere wegen Verstößen in Bezug auf Hassrede, gesperrt; dennoch ist die AfD dort (Stand 2022) aufgrund von Konten von AfD-Politikern die präsenteste und in Bezug auf Follower erfolgreichste Partei.
Die AfD wird oftmals als erste „Facebook-Partei“ bezeichnet. Die Recherchegruppe „Die Insider“, die auf Facebook in AfD-nahen Gruppen unterwegs ist, fand heraus, dass es dort darum gehe, „gezielt Hass zu schüren, auf Meinungsgegner, den Staat und seine Vertreter“. Die Gruppen vermittelten ihren Mitgliedern, diese seien „Opfer des Systems, das man zum Sturz bringen“ müsse. Laut der Journalistin Nina Poppel und der Sozialpädagogin Katrin Degen werben auf Social-Media-Kanälen junge Frauen für die AfD, da diese „verdeckter influencen“, wenn es gelte, die „Ideologie durch die Hintertür“ einzuführen.
Eine Datenanalyse des Spiegels über die Zeitspanne von Januar 2015 bis April 2025 zeigt eine große Unterrepräsentation von AfD-Vertretern in den sechs Politik-Talks des öffentlich-rechtlichen Fernsehens (Anne Will (bis 2023), Caren Miosga (ab 2024), Maischberger, Hart aber fair, Maybrit Illner, Markus Lanz). Die AfD stellte meist nur zwischen 2 und 5 Prozent aller Vertreter deutscher Parteien in den Talkrunden. Sie hatte damit die mit Abstand geringste Präsenz unter den sieben größten Parteien Deutschlands. Wie der Spiegel schreibt, sollten die Zahlen zur Anwesenheit der AfD allerdings nicht überbewertet werden. Auch ohne eingeladene Vertreter der Partei seien dem öffentlich-rechtlichen Talk-Betrieb häufig ihre Themen aufzuzwungen worden. So sei in rund 30 Prozent aller Sendungen über die Themen Migration, Asyl, Islamismus und Rechtsextremismus debattiert worden, was den enormen indirekten Einfluss offenbarte.

### Bewertung durch Menschenrechtsorganisationen
Der Direktor der deutschen Sektion von Human Rights Watch (HRW), Wenzel Michalski, umschrieb im September 2017 den Einzug der AfD in den Deutschen Bundestag mit: „Fremdenfeindliche Populisten ziehen in den Bundestag ein – Etablierte Parteien sollten jeglicher Politik des Hasses entgegen treten“. Die AfD zeige „deutlich die Verachtung … gegenüber Menschenrechten und der Gleichberechtigung aller in der Gesellschaft“ mit ihrem Wahlprogramm und Rhetorik. Die „… allgegenwärtige Fremdenfeindlichkeit [der AfD] ist auch in ihrer Position zur inneren Sicherheit erkennbar, welche vollständig auf von Ausländern verursachte Verbrechen fokussiert“ ist. Bekannte „… AfD-Politiker sind mit zutiefst problematischen Statements an die Öffentlichkeit gegangen …“ mit unter anderem „rechtsextremistischer Sprache über das Holocaust-Mahnmal in Berlin …“. Des Weiteren appellierte er: „… die Normalisierung von Hass in der deutschen Politik muss dringend wieder aufhören …“.
Im Juni 2023 analysierte das Deutsche Institut für Menschenrechte (DIMR), dass die Partei verbotsreif sei. Eine Studie des Rechtswissenschaftlers Hendrik Cremer kam zu dem Schluss, dass die AfD das Ziel verfolge, die freiheitlich-demokratische Grundordnung zu beseitigen. Die rassistische national-völkische Ausrichtung sei mittlerweile fest verankert und beschränke sich nicht nur auf Mitglieder des offiziell aufgelösten Flügels. Die Analyse solle auch dazu beitragen, dass die AfD als klar rechtsextreme Partei und als nicht mehr demokratisch wahrgenommen werde. Diese Ergebnisse wurden mit Zitaten diverser führender AfD-Repräsentanten belegt, insbesondere mit zahlreichen Aussagen Björn Höckes. Zusätzlich müssten, so die Studie, AfD-Mitglieder entwaffnet und Disziplinarverfahren eingeleitet werden, wenn Beamte, Soldaten oder Richter für die AfD einträten, denn dadurch werde die verfassungsrechtliche Treuepflicht verletzt. Mehrere Wissenschaftler äußerten sich hingegen zu einem Verbot der Partei kritisch. Dieses würde, so die Begründung, als autoritäre Maßnahme wahrgenommen und verstärke den „Märtyrer-Effekt“ bei AfD-Mitgliedern und Anhängern. Bei einem Scheitern vor den Gerichten werde die Partei gestärkt. Nötig seien vielmehr möglichst breite gesellschaftliche Bündnisse für die Demokratie.

### Bewertung durch den Europarat
Die unabhängige Kommission des Europarates gegen Rassismus und Intoleranz (ECRI – Europäische Kommission gegen Rassismus und Intoleranz) stellte in ihrem sechsten Prüfungsbericht über Deutschland für den Zeitraum von 2014 bis 2019 unter anderem besorgt fest, dass es „einen hohen Grad an Islamophobie [gibt] und der öffentliche Diskurs … zunehmend fremdenfeindlicher geworden“ und der „Rassismus … in zwei Unterorganisationen einer neuen Partei[, der AfD,] besonders offensichtlich“ sei. Die AfD spreche „sich vehement gegen Migration aus“. So habe die AfD-Politikerin Beatrix von Storch den Waffeneinsatz befürwortet, wenn Migranten der Aufforderung der Grenzschützer, stehen zu bleiben, nicht nachkämen. Es sei unter den AfD-Mitgliedern „eine signifikante Anzahl von Neonazis identifiziert“ worden, mehrere seien aus der Partei ausgeschlossen worden. Im Januar 2018 seien in den Social Media „rassistische und fremdenfeindliche Kommentare“ von drei AfD-Mitgliedern gelöscht worden.
Des Weiteren verwies ECRI auf Berichte des Bundesamtes für Verfassungsschutz (BfV), dass es ausreichend Beweise für „verfassungswidrige Tendenzen“ bei zwei AfD-Unterorganisationen gebe: im „Flügel“ und in der Jugendorganisation „Junge Alternative“. Gemäß BfV-Bericht „sei die größte Gefahr, die von der AfD ausginge, ihr Rassismus, der auf einem ‚biologisch-rassistischen oder ethnisch-kulturellen Verständnis des Menschen‘ basiere; dieser Rassismus konzentriere sich insbesondere und offensichtlich in den … erwähnten Unterorganisationen“. Im baden-württembergischen Landtag seien zwei AfD-Mitglieder unter anderem wegen rassistischer Aussagen von einer Sitzung ausgeschlossen worden. Daraus folgernd befürwortet die Europäische Kommission gegen Rassismus und Intoleranz (ECRI), „die staatliche Finanzierung von politischen Parteien … einzustellen, die Rassismus befürworten“. Sie verweist auf Artikel 21 (3) des deutschen Grundgesetzes, welcher dies de facto gestatte, und empfiehlt, dass ein solches Verfahren gegen die AfD geprüft werden sollte.

### Position der römisch-katholischen Kirche in Deutschland
Die Präsidentin des Zentralkomitees der deutschen Katholiken, Irme Stetter-Karp, vertrat im August 2023 die Ansicht, AfD-Mitglieder dürften keine Laienämter in der römisch-katholischen Kirche wahrnehmen. Es sei eindeutig, „dass antisemitische, rassistische, menschenverachtende Haltungen und Äußerungen keinen Platz in einer katholischen Organisation haben“; ein aktives Eintreten für die AfD widerspreche den Grundwerten des Christentums. Die katholische Deutsche Bischofskonferenz befasste sich auf ihrer Herbstvollversammlung im September 2023 mit dem Problem zunehmender extremistischer Positionen in einem kleinen Teil des politischen Parteienspektrums in Deutschland und erklärte in dem Zusammenhang, dass die Bischöfe das Erstarken der Partei „Alternative für Deutschland“ (AfD), die zunehmend (rechts-)extreme und demokratiefeindliche Positionen vertrete, mit großer Sorge wahrnähmen: „Der AfD wird vonseiten des Verfassungsschutzes eine Radikalisierung attestiert. Wir Bischöfe werben dafür, dass unser Land kein alternatives Deutschland wird, das fremdenfeindlich, antieuropäisch und nationalistisch wird.“ Versuche, das Christentum für populistische Zwecke zu vereinnahmen, wiesen die Bischöfe zurück. Der Vorsitzende der Bischofskonferenz, der Limburger Bischof Georg Bätzing, forderte im Dezember 2023 Abtreibungsgegner aus dem Umfeld der Kirche auf, sich von der AfD zu distanzieren. „Katholisch zu sein und gleichzeitig AfD-Anhänger, das geht für mich nicht zusammen“, sagte er in einem Interview der Süddeutschen Zeitung. Heiner Koch, Erzbischof von Berlin, erklärte am 18. Dezember 2023, er halte die Ziele der Partei für nicht vereinbar mit christlichen Werten: „Die AfD will ein fremdenfeindliches, ein antieuropäisches, ein nationalistisch aufgestelltes Deutschland. Das will ich nicht und sage das auch jedem.“
Die sechs für Ostdeutschland zuständigen katholischen Bischöfe Heiner Koch (Berlin), Heinrich Timmerevers (Dresden-Meißen), Ulrich Neymeyr (Erfurt), Wolfgang Ipolt (Görlitz), Stefan Heße (Hamburg) und Gerhard Feige (Magdeburg) warnten im Januar 2024 in einem gemeinsamen Appell mit dem Titel Eintreten für Demokratie vor den Umtrieben rechter Parteien, nämlich „krude Ausweisungsphantasien für Migranten und ihre Unterstützer, die Ablehnung von Schutzangeboten für Geflüchtete, die Ausgrenzung von Menschen mit Behinderung, der alleinige Fokus auf Leistungsfähigkeit, die Leugnung des menschengemachten Klimawandels und die pauschale Verächtlichmachung von politischen Akteuren und Institutionen“; dabei nannten sie ausdrücklich, dass die Positionen „extremer Parteien wie dem III. Weg, der Partei Heimat oder auch der AfD“ nicht akzeptabel seien. Die diözesanen Räte der ostdeutschen Bistümer veröffentlichten im Februar 2024 eine gemeinsame Erklärung zu „gefährlichen Tendenzen in unserer Gesellschaft“ mit dem Titel Demokratie – Respekt – Christliche Verantwortung, in dem sie ebenfalls die AfD ausdrücklich nannten: „Menschen werden diskriminiert und ausgegrenzt. Überwunden geglaubte Menschenfeindlichkeit erhält Platz und Stimme, sogar in der Mitte unserer Gesellschaft. Die Grenzen des Sag- und Denkbaren werden ständig verschoben. Eine wertebasierte Standortbestimmung hat es immer schwerer. Für all das ist insbesondere die AfD verantwortlich, von der wir uns klar distanzieren.“
In ihrem Friedenswort „Friede diesem Haus“, das die Deutsche Bischofskonferenz am 21. Februar 2024 verabschiedete, wird die AfD zu den Identitären Bewegungen gerechnet, die sich sprachlich rhetorischer Figuren bediene, „die Anklänge an faschistisches und nationalsozialistisches Gedankengut enthalten“. Als Beispiel nennen die Bischöfe den „Jargon der Alternative für Deutschland (AfD)“, in dem „Zuwanderung als ‚Umvolkung‘ diskreditiert“ werde. Am 22. Februar 2024 verabschiedete die Bischofskonferenz zusätzlich einstimmig eine Erklärung „Völkischer Nationalismus und Christentum sind unvereinbar“, in der sie darauf hinweist, dass vor allem in der AfD inzwischen eine „völkisch-nationalistische Gesinnung“ dominiere. Es heißt weiter: „Die AfD changiert zwischen einem echten Rechtsextremismus, den der Verfassungsschutz einigen Landesverbänden und der Jugendorganisation der Partei attestiert, und einem Rechtspopulismus, der weniger radikal und grundsätzlich daherkommt.“ Rechtspopulismus sei „der schillernde Rand des Rechtsextremismus, von dem er ideologisch aufgeladen wird“; in beiden Fällen werde „stereotypen Ressentiments“ gegen Geflüchtete und Migranten, gegen Muslime, gegen „die vermeintliche Verschwörung sogenannter globaler Eliten“ und auch gegen Juden „freie Bahn verschafft“. Völkischer Nationalismus, so die Bischöfe, sei mit dem christlichen Gottes- und Menschenbild unvereinbar; somit könnten „rechtsextreme Parteien und solche, die am Rande dieser Ideologie wuchern“, für Christen kein Ort ihrer politischen Betätigung sein und seien für Christen auch nicht wählbar. Der Passauer Bischof Stefan Oster wies darauf hin, dass das Anliegen des Marsches für das Leben, der auch von katholischen Bischöfen unterstützt wurde, von der AfD und anderen Kräften „gekapert und für die eigenen Interessen instrumentalisiert“ werde; er ließ offen, ob er unter diesen Umständen noch einmal bei dem Marsch mitgehen werde. Zur Diskrepanz zwischen dem Lebensschutz für alle und der Programmatik der AfD sagte Oster: „Wenn versucht wird, in der Würde des Menschen zu unterscheiden, Minderwertigkeiten auszumachen, eine vermeintlich homogene völkische Gemeinschaft schaffen zu können, dann halten wir das für gefährlich.“ Franz Jung, Bischof von Bistum Würzburg, warf der Partei vor, damit zu kokettieren, katholische Positionen zu vertreten, um Wähler zu gewinnen. Auch wenn die AfD den Anschein erwecke, katholisch zu sein: „Die AfD ist es nicht. Definitiv nicht“, erklärte Jung. Man könne nicht das katholische Fähnlein hochheben und dann völkischen Nationalismus propagieren.
Beim Katholikentag in Erfurt im Mai/Juni 2024 kommt nach Aussage des Generalsekretärs des Zentralkomitees der deutschen Katholiken (ZdK), Marc Frings, eine Mitwirkung von namentlich bekannten Mitgliedern oder Funktionsträgern der AfD nicht in Betracht, da die Positionen der AfD nicht im Einklang mit den Positionen stünden, die die Veranstalter des Katholikentags formuliert hätten. Auch zum jährlichen St.-Michaels-Empfang des Katholischen Büros in Berlin werden künftig keine AfD-Abgeordneten mehr eingeladen, so der Leiter des Büros, Karl Jüsten.
Der Sprecher der Deutschen Bischofskonferenz, Matthias Kopp, berichtete am 26. März 2024, dass der Beschluss der DBK zu einem Proteststurm der AfD geführt habe und auch Beschwerden an den Vatikan gerichtet worden seien.

### Evangelische Kirche
Die Synode der Evangelischen Kirche in Deutschland (EKD) erklärte im Dezember 2023, „Die menschenverachtenden Haltungen und Äußerungen insbesondere der rechtsextremen Kräfte innerhalb der AfD sind mit den Grundsätzen des christlichen Glaubens in keiner Weise vereinbar“; völkisch-nationale Gesinnungen sowie demokratiezersetzende Äußerungen und Verfahrensweisen weiter Teile der AfD stünden im Gegensatz zu zentralen christlichen Inhalten und sozialethischen Positionen der evangelischen Kirche. Daher riet die Synode davon ab, die Partei „Alternative für Deutschland“ zu wählen. Am 25. Februar 2024 schloss sich die EKD der Warnung der katholischen Bischöfe vor einer Wahl der AfD an. Die Ratsvorsitzende Kirsten Fehrs sagte: „Wir ziehen die gemeinsame Konsequenz, vor der Wahl rechtsextremer Parteien einschließlich der AfD zu warnen, weil sie Minderheiten ausgrenzen und die Demokratie gefährden“; völkisch-nationale Gesinnungen sowie menschenverachtende Haltungen und Äußerungen seien mit den Grundsätzen des christlichen Glaubens nicht vereinbar. Sebastian Kranich äußerte Anfang 2024 in einer gemeinsamen Erklärung der fünf Evangelischen Akademien Ostdeutschlands, dass die AfD offen „kirchenfeindlich“ auftrete und ihre „Propaganda mit dem ethischen Kern des Christentums“ unvereinbar sei.
Die Landessynode der EKBO beschloss im April 2024, dass Mitglieder der AfD kein Ältestenamt in einem Gemeindekirchenrat und kein Amt im Verkündigungsdienst einnehmen dürfen. Als Grund gab sie die „weitere[n] Radikalisierung“ und die „menschenverachtende[n] Ziele“ der Partei an.
Rüdiger Schuch, Präsident der Diakonie Deutschland, forderte Angestellte der Diakonie im Jahr 2024 auf, nicht für die AfD zu kandidieren. Als Begründung nannte er ihre „in vielen Bereichen […] ausgrenzende Menschenfeindlichkeit“. Im selben Jahr gab die Evangelische Kirche in Mitteldeutschland (EKM) bekannt, AfD-Mitglieder von Leitungspositionen in der EKM auszuschließen.

### Sozialverbände
Im Jahr 2024 veröffentlichten der Sozialverband Deutschland und der Sozialverband VdK Deutschland Aufrufe gegen die AfD. Darin verwiesen sie auf die rechtsextreme und grundgesetzfeindliche Haltung der Partei.

### Unternehmer und Wirtschaftsforschungsinstitute
Laut einer Umfrage des arbeitgebernahen Instituts der Deutschen Wirtschaft aus dem Jahr 2024 hielten 69 Prozent der Unternehmen die AfD für ein Standortrisiko. Marie-Christine Ostermann, Präsidentin des Verbands der Familienunternehmer, warnte: „Bei einem EU-Austritt verliert Deutschland seine Rolle als Handels-Champion, denn unsere Exporte gehen zu mehr als der Hälfte in EU-Staaten. Ein Euro-Austritt ist zudem mit einer riesigen Aufwertung unserer dann neuen nationalen Währung verbunden – deutsche Produkte werden im Ausland unbezahlbar und somit Ladenhüter.“ Der Ökonom Christoph Trebesch und seine Kollegen vom Kieler Institut für Weltwirtschaft haben ausgerechnet, dass populistische Regierungen ihre Nationen ein Wirtschaftswachstum von 0,7 Prozent pro Jahr kosten.

### Verortung durch die Bevölkerung
In einer repräsentativen Forsa-Umfrage im September 2016 erklärten 67 Prozent der Befragten, die AfD sei „eine am rechtsradikalen Rand des Systems angesiedelte Partei“. Im Januar 2017 stuften laut Emnid 59 Prozent der Befragten die AfD als rechtsextrem ein. Laut einer YouGov-Umfrage vom Februar 2017 stimmten 64 Prozent der Befragten der Aussage zu, dass die AfD eine „rechtsextreme“ Partei sei. In einer Umfrage für das ZDF-Politbarometer vom September 2019 sagten 80 Prozent, rechtsextremes Gedankengut sei in der AfD weit beziehungsweise sehr weit verbreitet, im November 2020 stieg dieser Wert auf 85 Prozent. In einer zeitnahen anderen Umfrage desselben Magazins waren 72 Prozent der Befragten der Meinung, die AfD sei eine Gefahr für die Demokratie, was 26 Prozent verneinten.
Bei einer Umfrage für ARD-Deutschlandtrend im Februar 2023 erklärten 32 Prozent der Befragten, es sei richtig, dass die AfD im Bundestag vertreten sei, nachdem dies im Gründungsjahr 2013 nur 20 Prozent befürwortet hatten. 36 Prozent erklärten, dass andere Parteien die Zusammenarbeit mit der AfD nicht ausschließen sollten, 58 Prozent waren gegen eine solche Zusammenarbeit.
Nach einer YouGov-Umfrage im August 2023 lehnten 58 Prozent der Befragten eine Regierungsbeteiligung der AfD ab, 41 Prozent waren der Meinung, dass andere Parteien die Zusammenarbeit mit der AfD vollständig ausschließen sollten. 35 Prozent meinten, über Zusammenarbeit solle im Einzelfall entschieden werden. Bei einer zeitnahen Erhebung von Infratest dimap erklärten 70 Prozent, andere Parteien sollten über eine Zustimmung zu AfD-Anträgen in Gemeinden, Städten und Landkreisen von Fall zu Fall entscheiden. Ein Viertel äußerte, dass andere Parteien AfD-Anträge auf kommunaler Ebene grundsätzlich ablehnen sollten.
Kurz darauf ergab eine INSA-Umfrage, dass 33 Prozent der Befragten sich vorstellen könnten, „bei einer Landtags- oder Bundestagswahl die AfD zu wählen“. Ende 2023 hielten es nach einer YouGov-Umfrage 53 Prozent für wahrscheinlich, dass es im Laufe des Jahres 2024, in dem Landtagswahlen in Sachsen, Thüringen und Brandenburg anstehen, einen AfD-Ministerpräsidenten geben werde. 32 Prozent hielten das für unwahrscheinlich. 42 Prozent glaubten nicht, dass die CDU/CSU dabei bleiben werde, auf Landes- und Bundesebene nicht mit der AfD zusammenzuarbeiten. 36 Prozent waren anderer Meinung.
Kurz nach der Bundestagswahl 2025 lehnten in einer Umfrage 52 Prozent ein Verbot der AfD ab, 41 Prozent waren dafür. Etwa zwei Drittel der Befragten befürworteten, dass andere Parteien eine Koalition mit der AfD auf Bundes- und Länderebene ausschließen, etwa ein Drittel tat das nicht. Im Juli desselben Jahres sprachen sich nur noch 27 Prozent für ein Verbot aus, das weiterhin 52 Prozent ablehnten. In Ostdeutschland waren 65 Prozent der Befragten gegen ein Verbot, im Westen 49 Prozent. Gründe seien die „Vertrautheit der Mehrheit mit Sympathisanten der Partei“ in ihrem Bekanntenkreis, die völlig anders als die Partei selbst eingeschätzt würden, und die Vermutung, dass die Parteien, die ein AfD-Verbot betrieben, sich vor allem einer lästigen Konkurrenz entledigen wollten. 33 Prozent der Befragten konnten sich vorstellen, die Partei zu wählen, nach 22 Prozent im Jahr 2023.

### Gesellschaftlicher Kontext
Der Politikwissenschaftler und Soziologe Floris Biskamp vertrat 2021 aufgrund von Daten aus Forschungsprojekten zur Verbreitung gruppenbezogen menschenfeindlicher und autoritärer Einstellungen die Ansicht, dass es in der Bundesrepublik „schon lange ein Potenzial für eine im zweistelligen Bereich erfolgreiche rechtsradikale Partei“ gebe. Die AfD mobilisiere also ein bestehendes Potenzial. Eine ruckartige oder kontinuierliche Verschiebung der „Grenzen des Sagbaren“ sei in der Gesamtbetrachtung nicht zu erkennen. Er stellte dazu fest, dass es auch in den Jahrzehnten der Nachkriegsgeschichte „Relativierungen des Nationalsozialismus, […] Rassismus, Antisemitismus, Sexismus, Heterosexismus wie heute bei der AfD“ gegeben habe, und nannte die Namen Helmut Kohl, Alfred Dregger, Martin Hohmann und Franz Josef Strauß wie auch die „mörderischen ,Baseballschlägerjahre' der 1990er“ sowie „die 2000er mit ihren von der Mehrheitsgesellschaft rassistisch fehlgedeuteten NSU-Morden“. Die alltäglichen Formen von Rassismus und Sexismus würden heutzutage viel eher öffentlich problematisiert als in den 1990er Jahren und könnten nicht mehr so unwidersprochen geäußert werden. Die radikale und extreme Rechte ist laut Biskamp zwar eine reale Gefahr; er sieht die Erfolge der AfD jedoch vor allem in der eingebüßten Bindungskraft der Volksparteien begründet. Die Gefahr für die Demokratie bestehe gegenwärtig vor allem darin, „dass andere Parteien rechtspopulistische Rhetorik und Politik kopieren und normalisieren“. Durch eine Rede vom „Rechtsruck“ reproduziere man ein zentrales Narrativ der AfD, die immer behaupte, „sie vertrete eine gesellschaftliche Mehrheit und ihre Erfolge seien Ausdruck einer ‚Wende 2.0‘, bei der immer mehr Menschen ‚aufwachten‘“.
Die Politikwissenschaftlerin Karin Priester sieht in den Erfolgen der AfD eine „Wiederkehr des Verdrängten“: Der Konservatismus sei als Steigbügelhalter der Nationalsozialisten in Deutschland lange diskreditiert gewesen. Die Konservative Revolution sei vollends randständig und nur metapolitisch aktiv gewesen. Nun dränge diese Richtung wieder mit Macht in die Öffentlichkeit, um „den christlichen ‚Demutskonservatismus‘ der alten Bundesrepublik zu überwinden und Konservatismus als gegenwartsadäquate Avantgarde neu zu denken“. Hierfür gelte die AfD als das geeignete Vehikel.
Anfang Juli 2023 bezeichnete der Chef der Bundeszentrale für politische Bildung, Thomas Krüger, die AfD als „ein erfolgreiches Radikalisierungskollektiv“. Er warnte davor, ein Wählen der AfD „noch als Protest zu begreifen“. Die Wähler wollten genau diese Partei, darin bestehe „der Ernst der Lage“. In Teilen der Gesellschaft hätten sich bestimmte Positionen etabliert, die mit demokratischen Prinzipien unvereinbar seien. Hinter dem Etikett „typisch ostdeutsch“ verbirgt sich zudem laut Krüger eher „der Versuch der Nicht-Ostdeutschen, das Phänomen zu erklären“. Bereits zuvor hatten Forscher des Magdeburger Instituts für Demokratische Kultur darauf hingewiesen, dass der „relative Erfolg der AfD […] auch auf der Unterstützung durch ein kohärent rechtsextrem eingestelltes Milieu“ und auf dem Zuspruch von Wählern, die „Bestandteile des rechtsextremen Weltbildes vertreten“, beruhe. Hier liege „kein diffuser Protest vor, sondern ein bewusster Wahlakt auf der Grundlage korrespondierender Einstellungen“.
Eine Studie aus dem Jahr 2024 stellt eine Verbindung zwischen steigenden Mieten auf dem Wohnungsmarkt und der Unterstützung der AfD her. Unter einkommensschwachen Mietern stieg die Wahrscheinlichkeit, die AfD zu unterstützen, um vier Prozentpunkte für jeden Euro Erhöhung des Quadratmeterpreises.

### Zum Umgang mit der AfD
In anderen europäischen Ländern sind rechtspopulistische Parteien an Regierungen beteiligt – teils in der Hoffnung, sie durch Regierungsverantwortung politisch einhegen zu können. In Deutschland hingegen wird von den etablierten Parteien auf Landes- wie Bundesebene die Strategie einer sogenannten „Brandmauer“ gegenüber der AfD verfolgt. Sie soll Regierungskoalitionen, parlamentarische Zusammenarbeit sowie Wahlen in politische Ämter mithilfe von AfD-Stimmen ausschließen. Ein Bruch dieses Konsenses – die Wahl von Thomas Kemmerich (FDP) im Jahr 2020 zum Thüringer Ministerpräsidenten mit AfD-Stimmen – führte zu einem bundesweiten Eklat und Kemmerichs Rücktritt nach kurzer Zeit. Inzwischen wird die Abgrenzung zunehmend infrage gestellt. In zahlreichen Kommunalparlamenten kommt es regelmäßig zu Kooperationen mit der AfD. Ende Januar 2025 führte ein Bundestagsbeschluss zur Verschärfung des Asylrechts (Fünf-Punkte-Plan), der unter Zustimmung der AfD zustande kam, zu bundesweiten Protesten und einer neuen Debatte über die Brandmauer.
Fedor Ruhose (SPD) verwies 2020 darauf, dass die Wählerschaft der AfD durch „populistische Einstellungen zur Demokratie geprägt“ sei, in der Kompromisse als nicht mehr konstruktiv gesehen werden und der Mehrheitswille dem Schutz und der Repräsentation von Minderheiten vorgezogen wird. Darauf aufbauend sieht er eine Gegenstrategie darin, diesen populistischen Einstellungen durch Vertrauensarbeit entgegenzuwirken und sie so zu „deaktivieren“. Zum einen beinhalte dies eine „Bewältigung der Probleme in den Gebieten, in denen die AfD noch aus Protest gewählt wird“, worunter er unter anderem die erodierte und nicht mehr zeitgemäße Infrastruktur zählt. Zudem solle die Politik vor Ort ansprechbarer sein, etwa durch mehr Bürger- und Quartiersbüros in der Fläche. Außerdem brauche es eine „emotionale Ansprache der Menschen“ seitens der Politik, um auf die Emotionalisierung des Rechtspopulismus zu reagieren. Eine Nachahmungsstrategie durch andere Parteien sieht er hingegen als gescheitert an, diese würde nur zu einer „Normalisierung der AfD“ und ihres Gedankenguts führen. Es gelte, die Wähler der AfD „nicht oberlehrerhaft, aber deutlich […] damit zu konfrontieren, wen und was sie da wählen.“
Zivilgesellschaftliche Organisationen müssten sich nach Ansicht der Amadeu-Antonio-Stiftung stärker von der AfD abgrenzen, ein „Anbiedern an die AfD“ stärke diese nur. Das wichtigste Mittel gegen die Inszenierungen der Parteiakteure sei, das Grundgesetz sowie „die eigenen Themen, das eigene Gesellschaftsbild und demokratische, pluralistische Narrative offensiv einzubringen und zu vertreten“.
Im Juni 2023 sagte der Kommunikationswissenschaftler Johannes Hillje, es sei erstaunlich, wie „synchron Normalisierung und Radikalisierung der AfD“ verliefen. Je länger es diese Partei gebe, desto mehr Menschen hielten sie für eine „normale Partei“. „Mainstreaming von AfD-Positionen“ führe zu „Mainstreaming der AfD“. Die Partei nehme ökonomische Ängste auf und verwandele sie „in eine kulturelle Gefahr, in der es nicht mehr allein um das Portemonnaie, sondern die Lebensweise und Identität von Menschen geht, die ‚asylgeflutet‘ oder ‚ökodiktatorisch‘ ausgetauscht werden sollen“. Er bezeichnete „Genderpflicht“ und „Woke-Wahn“ als „Strohmänner einer kulturellen Angsterzählung der AfD, die von einer vermeintlichen grün-autoritären Umerziehung“ fantasiere. Es brauche eine deutliche Abgrenzung und es sei „enorm wichtig, dass im Wahlkampf nicht die Positionen der AfD von den demokratischen Parteien normalisiert und reproduziert“ würden; eine Zusammenarbeit, auch eine Minderheitsregierung durch Tolerierung der AfD, müsse ausgeschlossen werden.
Der Historiker Jörg Baberowski äußerte im Juli 2023 zum Umgang mit der AfD, dort wo radikale Oppositionsparteien an der Macht beteiligt würden, hätten sie gar keine andere Wahl, als sich zu mäßigen, da politische Entscheidungsprozesse nur durch Kompromisse möglich seien. Hätten Protestbewegungen jedoch keine Aussicht auf Regierungsbeteiligung, neigten sie zur Radikalisierung, da dauerhafte Opposition zu nichts verpflichte. Er zog Parallelen zur Entwicklung der Grünen in den 1980er-Jahren, als „sich Kommunisten in verfassungstreue Parlamentarier verwandelten“, während Konservative und manche Sozialdemokraten noch „Exponenten der Grünen für Extremisten“ gehalten hätten. Zwar seien die frühen Grünen nicht mit der AfD gleichzusetzen. Die „hysterischen Debatten“ von damals und heute seien jedoch ähnliche.
Im August 2024 veröffentlichte das American Jewish Committee Berlin Lawrence and Lee Ramer Institute for German-Jewish Relations (AJC Berlin) die von Andrea Röpke und Andreas Speit verfasste Broschüre Die Umsturzpartei. Wie die AfD unsere Demokratie gefährdet. Auf 60 Seiten werden verschiedene Aspekte der AfD, die Remko Leemhuis, Direktor des AJC Berlin Lawrence and Lee Ramer Institute for German-Jewish-Relations, in seinem Vorwort als „völkisch-rechtsextreme Partei“ (S. 4) bezeichnet und die eben nicht mehr nur eine rechtspopulistische Partei sei, behandelt. Ihm und den Verfassern der Broschüre gehe es darum, „die erwähnten Aspekte und Entwicklungen mit mehr Realitätssinn zu diskutieren und daraus endlich wirksame Maßnahmen gegen die Partei zu entwickeln“ (S. 5), die aus ihrer Zusammenarbeit mit „diktatorischen und totalitären Regimen wie etwa Russland und China kein Geheimnis macht [und] damit Staaten Schützenhilfe [leistet], die erhebliche Ressourcen dafür aufwenden, die liberalen Demokratien des Westens zu schwächen und letztlich zu zerstören“ (S. 5).
Richard Schröder kritisiert die AfD im Bundestag als destruktiv und störend, da ihre Abgeordneten durch häufige Ordnungsrufe und Anträge die parlamentarische Arbeit behindern. Er betont jedoch, dass schlechtes Benehmen und der Widerspruch zum Grundgesetz nicht ausreichen, um die Partei zu verbieten. Ein Verbot müsste auf konkreten Handlungen gegen die demokratische Ordnung basieren, was bei der AfD bisher nicht der Fall sei. Schröder warnt davor, sich durch ein Verbotsverfahren vor der politischen Auseinandersetzung zu drücken, da ein gescheiterter Antrag der AfD zugutekommen würde.
Der Wirtschaftshistoriker Adam Tooze weist darauf hin, dass soziale Spannungen Rassismus und damit den Aufstieg der AfD begünstigen. Um Spannungen abzubauen regt er ein konzertiertes Investitionsprogramm in die öffentliche Infrastruktur und den Wohnungsbau an. Dies sei für Deutschlands Wohlstand und die Migrationsfrage wichtiger, als Milliarden in „über-entwickelte“ amerikanische Kampfflugzeuge, Fabriken für Mikrochips und andere Leuchtturmprojekte zu investieren. Entweder müsse man dazu die Schuldenbremse umgehen oder Sonderfonds auflegen.
Der Extremismusforscher Eckhard Jesse kritisierte im Mai 2025, dass die Hochstufung der AfD durch den Verfassungschutz als gesichert rechtsextrem nicht angemessen sei, „da in der Partei weder das Machtzentrum noch die Majorität der Mitglieder extremistisch“ sei. Überdies sei es der falsche Umgang mit mündigen Bürgern, das Gutachten, das zur Hochstufung führte, unter Verschluss zu halten. Dagegen kam die Einstufung der AfD als „gesichert rechtsextremistisch“ für den Rechtsextremismusforscher Matthias Quent nicht überraschend. Es drehe sich im Wesentlichen immer um drei Prinzipien: den Verstoß gegen das Menschenwürdeprinzip, den Verstoß gegen das Demokratieprinzip und den Verstoß gegen das Rechtsstaatsprinzip. In der aktuellen Bewertung sei besonders der völkische Nationalismus betont worden. Auch Hendrik Jansen sah ganz klare Anhaltspunkte für Rechtsextremismus in der AfD.

## Einleitung einer Entschließung über Verbotsantrag
Am 13. November 2024 brachten 124 Abgeordnete mehrerer Fraktionen einen Antrag auf Entscheidung des Deutschen Bundestages über die Einleitung eines Verbotsverfahrens gegen die AfD bei Bundestagspräsidentin Bärbel Bas ein. Der Bundestag solle beschließen, beim Bundesverfassungsgericht die Prüfung der Verfassungskonformität der Partei zu beantragen. Der Antrag war von einer Gruppe um Marco Wanderwitz (CDU) erarbeitet worden. Neben ihm waren auch maßgeblich beteiligt Carmen Wegge (SPD), Martina Renner (Linke) und Till Steffen (Grüne).

## Dokumentarfilme
- Chronik der AfD (2013–2021) in der ARD-Mediathek. Video (42 Min.), abrufbar bis 9. April 2026
- Eine deutsche Partei, 2022
- Jan N. Lorenzen: Wir waren in der AfD – Aussteiger berichten. ARD 2024, 90 Minuten[885]
- Jan N. Lorenzen, Marcel Siepmann: Aufstieg rechts – Wie die AfD wurde, was sie ist in der ZDF-Mediathek. Video (44 Min.), abrufbar bis 8. Oktober 2029. Erstausstrahlung am 8. Oktober 2024.